# Amrum
Amrum (Öömrang: Oomram, dänisch Amrum) ist eine Nordfriesische Insel. Sie liegt südlich von Sylt und westlich von Föhr und gehört zum Kreis Nordfriesland in Schleswig-Holstein. Mit einer Fläche von 20,47 km² (ohne den 10 km² großen Kniepsand) ist sie nach Sylt, Föhr und Pellworm die viertgrößte Insel dieser Inselgruppe. Amrum liegt im Nationalpark Schleswig-Holsteinisches Wattenmeer. In den drei Gemeinden Nebel (Amrum) (mit den Inseldörfern Steenodde und Süddorf), Norddorf auf Amrum und Wittdün auf Amrum leben etwa 2300 Einwohner. Die Kommunen gehören zum Amt Föhr-Amrum. Hauptwirtschaftszweig des Seebades Nebel sowie der Seeheilbäder Wittdün und Norddorf ist der Fremdenverkehr. 2023 wurden insgesamt 1,1 Millionen Übernachtungen registriert.

## Geographie

### Lage und Umgebung

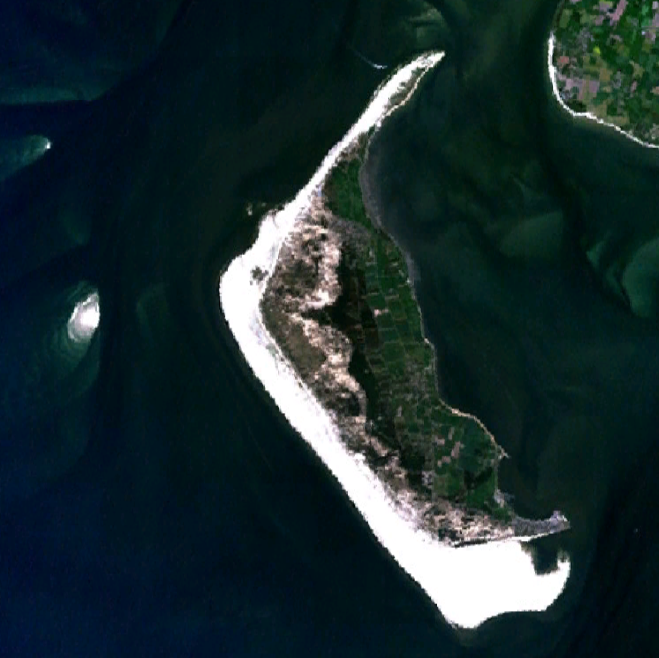
NASA-Satellitenbild von Amrum mit dem westlich angelagerten Kniepsand und dem kleinen westlich vorgelagerten Jungnamensand. Östlich der Insel liegt Föhr.

Amrum ist eine der Nordfriesischen Inseln. Mit einer Fläche von 20,46 km² ist sie die zehntgrößte Insel Deutschlands. Im Westen grenzt Amrum an den unmittelbar vorgelagerten Kniepsand, der in die offene Nordsee übergeht. Im Osten grenzt Amrum an das Wattenmeer. Die östliche Nachbarinsel Föhr kann über eine circa acht Kilometer lange Wattwanderung erreicht werden. Die Wattfläche zwischen den beiden Inseln wird zentral durch das Amrumtief durchschnitten, das nach Süden in die Norderaue mündet. Von der nördlichen Nachbarinsel Sylt ist Amrum durch das Vortrapptief getrennt, von den Halligen im Süden durch das Rütergat.
Die fünf Orte der Insel liegen überwiegend im Osten der Insel – von Nord nach Süd – Norddorf, Nebel, Süddorf, Steenodde und Wittdün.

### Geologie und Hydrologie

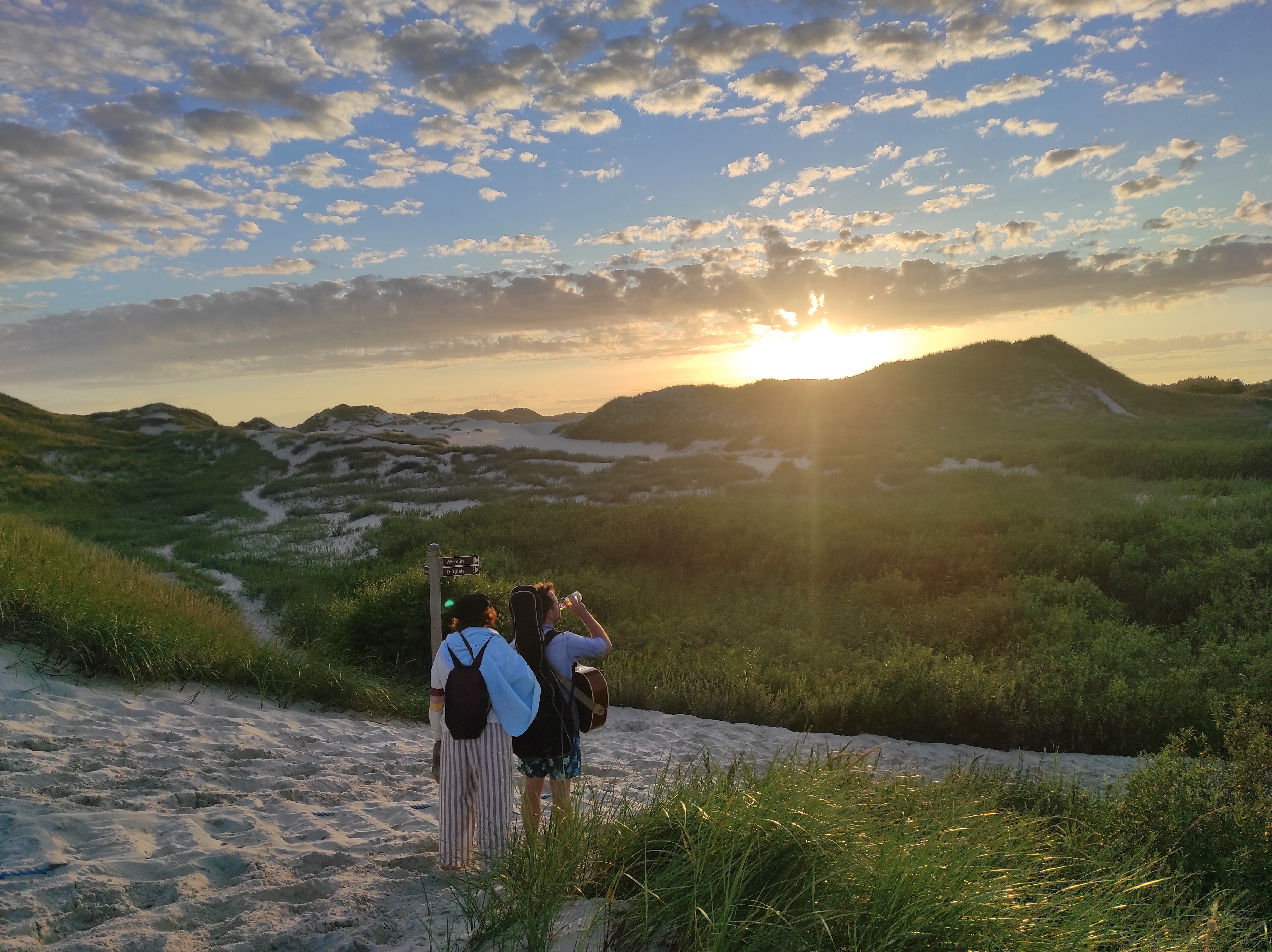
Amrumer Dünengebiet

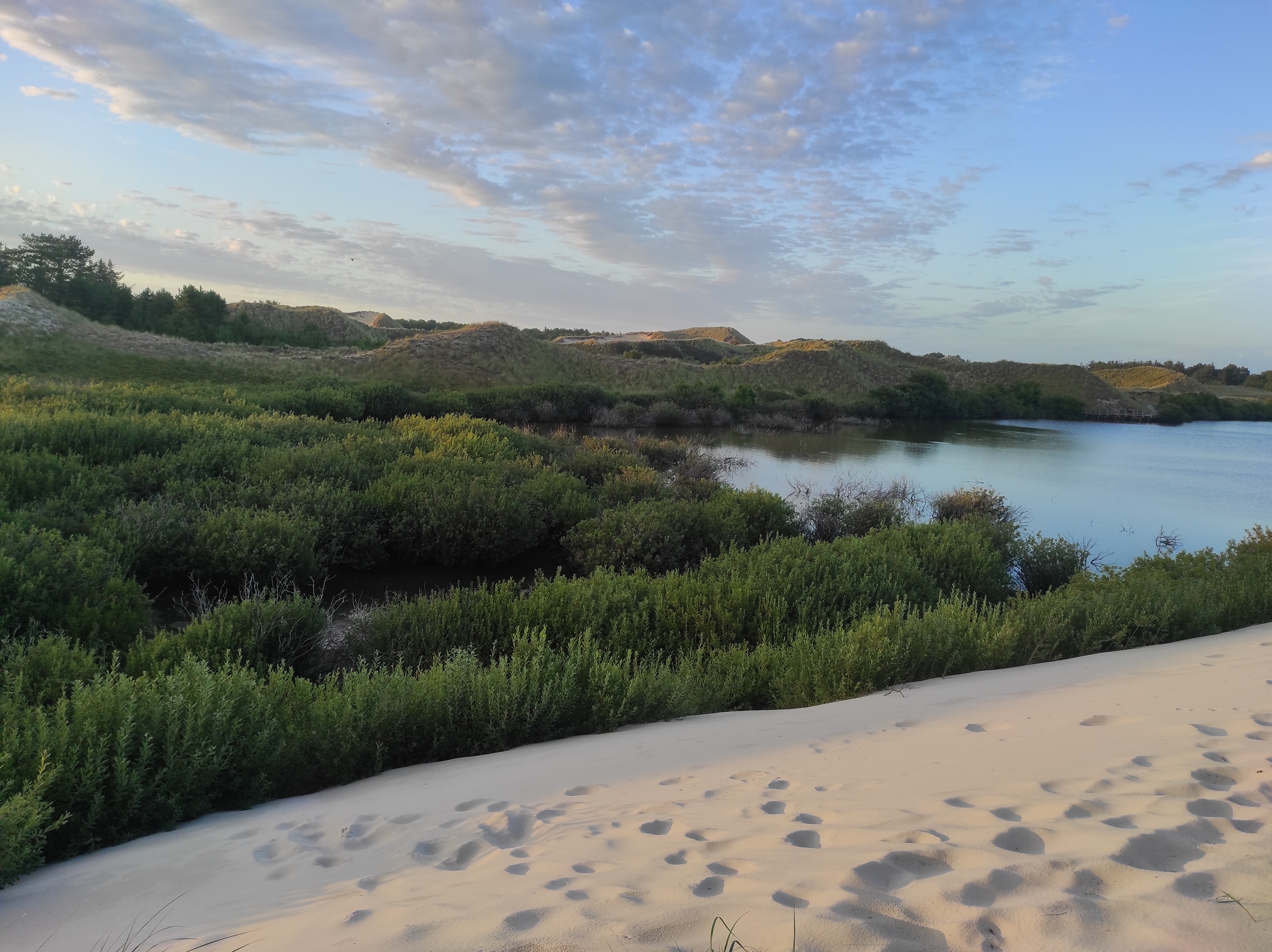
An der Südspitze Amrums liegt der Wriakhörnsee

Amrum gehört neben Sylt und Föhr zu den drei nordfriesischen Geestkerninseln. Der Geestkern von Amrum ist etwa 6 km lang und ungefähr 2,5 km breit. Er wird begrenzt durch die Linie Leuchtturm-Steenodde, das Wattufer von Steenodde bis Norddorf und die westliche Dünenkante und wird von einer flach gewölbten, saalekaltzeitlichen Moräne gebildet, die vor etwa 125.000 Jahren entstand. Im Norden und Süden dieses Geestkerns entstanden Sandakkumulationen und im mittleren Teil der Kniepsand, dessen Fläche rund 10 km² beträgt. Der Sandflug hat seit dem 13./14. Jahrhundert zur Bildung von 9 km² Dünen geführt, die zum Teil bewachsen sind. Höchste Erhebung ist die Düne A Siatler (deutsch: Setzerdüne) mit 32 Metern über NHN. Sie liegt südwestlich von Norddorf und ist mit einer Plattform als Aussichtsdüne ausgebaut.
Nördlich von Norddorf liegt die etwa 0,5 km² große Norddorfer Marsch. Zwischen Steenodde und Wittdün befindet sich ein weiteres kleineres Marschgebiet. Beide Gebiete werden durch Deiche vor Überflutungen geschützt. Bei Niedrigwasser kann man die Nachbarinsel Föhr durch eine Wattwanderung erreichen.
Auf dem Geestrücken liegen Wald- und Heidegebiete, die im Wesentlichen einen Streifen in Nord-Süd-Richtung bilden. Westlich davon befindet sich über die gesamte Länge der Insel ein Dünengebiet. Die maximale Breite dieses Gebietes beträgt über einen Kilometer, die Länge etwa zwölf Kilometer. Insgesamt nimmt es etwa 700 Hektar ein. Dort finden sich Primär-, Weiß- und Graudünen. Mehrere frühere Wanderdünen wurden bepflanzt. Aufgrund ausgedehnter Schutzgebiete sind die Amrumer Dünen die einzigen der Westküste, die von Möwen und Enten zum Brüten genutzt werden. Nach Norden hin läuft das Dünengebiet zur Odde aus.

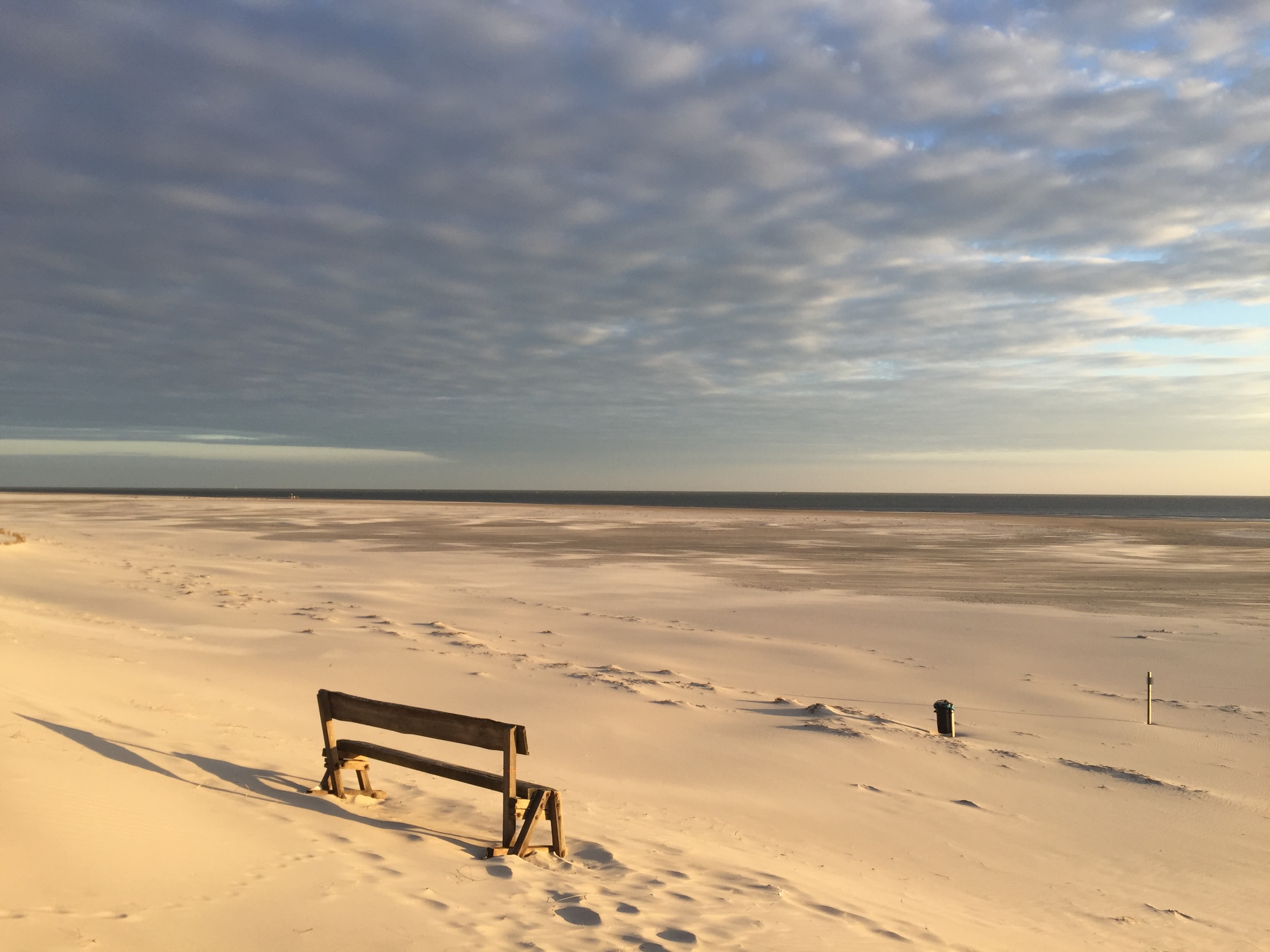
Der Kniepsand

Westlich des Dünengürtels schließt sich auf ganzer Länge der Kniepsand an. Er stellt einen der breitesten Sandstrände Europas dar. Er ist weder geologisch Teil der Insel noch gehört er mit seiner Fläche zu den Inselgemeinden, da er verwaltungstechnisch als Meeresgebiet gilt. Er ist ein Hochsand, dessen Nordteil noch bis Mitte der 1960er Jahre von Amrum durch einen Priel getrennt war und langfristig um die Nordspitze der Insel herumwandert.
Amrum liegt auf einer Süßwasserlinse, aus der es sein Trinkwasser bezieht.

### Gebiet und Flächennutzung
Die Insel Amrum umfasst eine Fläche von rund 20 Quadratkilometern (ohne den 10 Quadratkilometer großen Kniepsand). Die Geest nimmt davon mit rund 11 Quadratkilometern den größten Teil ein. Auf den Geestflächen östlich des Waldes auf Amrum sowie in den beiden Marschgebieten wird extensive Land- und Viehwirtschaft betrieben. Es handelt sich größtenteils um Weiden, auf denen unter anderem Angus- sowie Hereford-Rinder gehalten werden. Gewerbegebiete gibt es in Nebel und Norddorf.
|                                                | Nebel | Norddorf auf Amrum | Wittdün auf Amrum | Gesamt |
| ---------------------------------------------- | ----- | ------------------ | ----------------- | ------ |
| Siedlungs- und Verkehrsfläche                  | 157   | 063                | 056               | 276    |
| Gebäude und Freifläche insgesamt in ha         | 107   | 039                | 030               | 176    |
| davon Wohnen                                   | 087   | 029                | 023               | 139    |
| davon Gewerbe/Industrie                        | 005   | 001                | 001               | 007    |
| Betriebsfläche (ohne Abbauland)                | 002   | 001                | 001               | 004    |
| Erholungsfläche insgesamt in ha                | 008   | 004                | 008               | 020    |
| davon Grünanlage                               | 002   | 001                | 007               | 010    |
| Friedhofsfläche                                | 001   | 0–                 | 0–                | 001    |
| Verkehrsfläche                                 | 039   | 018                | 017               | 074    |
| davon Straße, Weg, Platz                       | 039   | 018                | 011               | 068    |
| Landwirtschaftsfläche insgesamt                | 454   | 131                | 019               | 604    |
| davon Moor                                     | –     | –                  | 0–                | –      |
| davon Heide                                    | 047   | 009                | 009               | 065    |
| Waldfläche                                     | 150   | 025                | 009               | 184    |
| Wasserfläche                                   | 004   | 008                | 007               | 019    |
| Abbauland                                      | 0–    | 0–                 | 0–                | 0–     |
| Flächen anderer Nutzung (ohne Friedhofsfläche) | 431   | 364                | 169               | 964    |
| davon Unland                                   | 427   | 364                | 169               | 960    |
| Gesamtfläche                                   | 11960 | 590                | 260               | 20460  |

### Maßnahmen für den Insel- und Küstenschutz
Amrum liegt sehr lagestabil in der See. In der Küstenentwicklung gab es in der Vergangenheit keine großen Verluste. Reste von steinzeitlichen Findlingsgräbern in der flachen Nordsee nordwestlich von Amrum weisen darauf hin, dass der Geestkern einmal größer war und durch das Meer abgetragen wurde. Dennoch wurde der Küstenerosion vor Wittdün mit dem Bau von Längs- und Querwerken entgegengewirkt. Die Wittdüner Marsch und die Norddorfer Marsch werden durch Überlaufdeiche vor Überflutung von Osten her – in eingeschränktem Maße – geschützt. Zum Schutz der Überflutung der Norddorfer Marsch von Westen her wurden an der Seeseite in entstandenen Dünenlücken Deiche errichtet, die zurzeit vollständig übersandet sind. An der Wattseite vor Norddorf und Nebel gibt es Lahnungsfelder. Im äußersten Nordosten der Insel liegt die Amrum-Odde, die von der Entwicklung des Kniepsandes noch nicht profitiert hat. Dort sind die Randdünen zum Teil so schmal, dass vereinzelt Dünendurchbrüche bei schweren Sturmfluten möglich sind.

### Verwaltungsgliederung

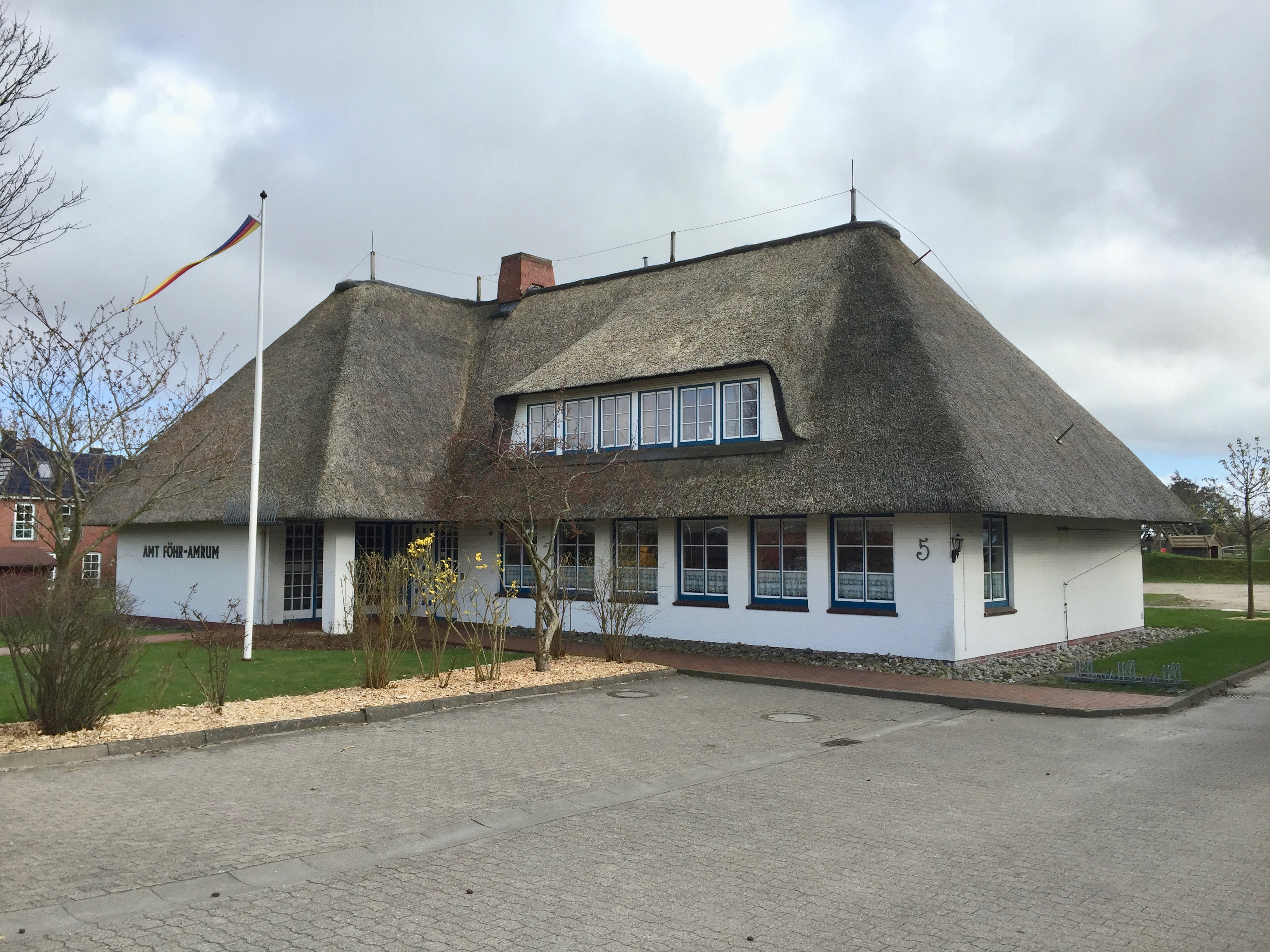
Die Außenstelle des Amtes Föhr-Amrum in Nebel.

Gemeindekarte der Insel Amrum

Insel und Kirchspiel Amrum waren bis zum Deutsch-Dänischen Krieg 1864 (zusammen mit Westerland-Föhr) Teil der Westerharde, die als dänische Verwaltungseinheit innerhalb der Königlichen Enklaven an der schleswigschen Nordseeküste fungierte. In der preußischen Zeit kam die Insel zum Kreis Tondern (ab 1920: Kreis Südtondern). Durch die Kreisgebietsreform von 1970 wurde der größte Teil des Kreises Südtondern mit den Kreisen Eiderstedt und Husum am 26. April 1970 zum neuen Kreis Nordfriesland zusammengelegt, dem Amrum seither angehört.
Am 27. Juni 1871 schlossen sich alle Ortschaften auf der Insel zur Landgemeinde Amrum zusammen. 1889 wurde daraus der Amtsbezirk Amrum gebildet. Nach Ausgliederung von Wittdün (13. Oktober 1912) und Norddorf (25. Juli 1925) benannte sich der Rest der Landgemeinde am 23. Februar 1926 in Nebel um. Diese drei Kommunen mit insgesamt etwa 2300 Einwohnern bestehen bis heute.
1948 wurde der Amtsbezirk aufgelöst und die drei Gemeinden bildeten fortan das Amt Amrum, das 1970 mit dem überwiegenden Teil des Kreises Südtondern zum Kreis Nordfriesland kam.
Im Zuge der Verwaltungsstrukturreform haben sich die Gemeinden des Amtes Amrum mit den Gemeinden der Insel Föhr zum 1. Januar 2007 zum Amt Föhr-Amrum zusammengeschlossen, dessen Verwaltungssitz in Wyk ist. In der ehemaligen Amtsverwaltung in Nebel befindet sich nun eine Außenstelle der Verwaltung.
Der nördlichste Ort der Insel ist das Nordseeheilbad Norddorf. Es wurde zusammen mit Süddorf als erstes Dorf der Insel urkundlich erwähnt.
Nebel, an der Wattseite gelegen, ist heute der größte Ort der Insel. Er wurde in den ersten Jahrzehnten des 16. Jahrhunderts als drittes Inseldorf nach Norddorf und Süddorf gegründet. Der Ortsname leitet sich vermutlich von den Worten nei und bel ab, wobei ersteres „neu“ bedeutet und letzteres auf dem altdänischen Begriff boli (Siedlung) beruht (vergleiche Niebüll, Nieblum). Die ersten Häuser dieser neuen Siedlung gruppierten sich um die zuvor für zwei Jahrhunderte zwischen Norddorf und Süddorf auf freiem Feld stehende St.-Clemens-Kirche. Der westliche Teil von Nebel wird Westerheide genannt. Süddorf gehört zu den ältesten Dörfern Amrums und ist heute ein Ortsteil von Nebel. Hier steht der markante Amrumer Leuchtturm einige hundert Meter westlich des Ortes Wittdün. Steenodde, ebenfalls ein Ortsteil von Nebel und an der Wattseite gelegen, war über lange Jahre der einzige Hafenort der Insel, bis ihn Wittdün als wichtigster Fährhafen ablöste. Großdün ist eine kleine Siedlung nördlich des Leuchtturms.
Das Nordseeheilbad Wittdün liegt an der Südspitze der Insel und ist am deutlichsten vom Tourismus geprägt.

### Klima
Amrum hat Seeklima. Die Insel liegt im atlantischen Klimakeil und ist durch eine relative Luftfeuchtigkeit im Mittel von 84 % und eine mittlere Jahrestemperatur von gut 8,5 °C geprägt. Die Durchschnittstemperaturen betragen im August zwischen 14 und 19 °C, im Januar und Februar zwischen −1 und 3 °C. Pro Tag scheint die Sonne im Mittel 4,7 Stunden; monatlich gibt es durchschnittlich elf Regentage. Die gemittelte Niederschlagsmenge liegt zwischen 800 und 850 Millimetern. Von 1961 bis 2000 wurden an der Beobachtungsstation am Amrumer Schmaltief 15 Winter mit Eisaufkommen registriert. Die Häufigkeit von Eisbildung liegt damit bei 37 Prozent. Die längste Dauer eines Eiswinters war 72 Tage, der Durchschnitt sind 33 Tage.
Auf Amrum herrscht aufgrund der salzhaltigen Luft und des relativ starken Windes Reizklima.
Der Klimaklassifikation von Wladimir Köppen zufolge gilt für Amrum die Einteilung Cfb. Diese Einteilung nach Klimazone (C), Klimatyp (Cf) und Klimauntertyp (b) gibt für Amrum durch die vorherrschende zyklonale Westwindwetterlage ein warm- und feucht-gemäßigtes Klima mit warmen Sommern an.
|                       | Jan  | Feb  | Mär  | Apr  | Mai  | Jun  | Jul  | Aug  | Sep  | Okt  | Nov  | Dez  |   |       |
| Mittl. Tagesmax. (°C) | 2,6  | 2,6  | 4,8  | 8,9  | 14,1 | 17,2 | 18,5 | 19,1 | 16,3 | 12,4 | 7,9  | 4,5  | ⌀ | 10,8  |
| Mittl. Tagesmin. (°C) | −0,9 | −1   | 0,8  | 3,5  | 8    | 11,5 | 13,4 | 13,9 | 11,9 | 8,5  | 4,2  | 0,9  | ⌀ | 6,3   |
|                       |      |      |      |      |      |      |      |      |      |      |      |      |   |       |
| Niederschlag (mm)     | 57,3 | 35,1 | 44,9 | 39,5 | 41,5 | 55,9 | 62,1 | 72,1 | 82,5 | 88,5 | 94,3 | 71,6 | Σ | 745,3 |
|                       |      |      |      |      |      |      |      |      |      |      |      |      |   |       |
| Sonnenstunden (h/d)   | 2    | 3    | 4    | 6    | 8    | 8    | 7    | 7    | 5    | 3    | 2    | 1    | ⌀ | 4,7   |
|                       |      |      |      |      |      |      |      |      |      |      |      |      |   |       |
| Regentage (d)         | 12   | 8    | 10   | 9    | 8    | 9    | 11   | 11   | 13   | 13   | 16   | 13   | Σ | 133   |
|                       |      |      |      |      |      |      |      |      |      |      |      |      |   |       |
| Wassertemperatur (°C) | 4    | 3    | 4    | 6    | 10   | 13   | 16   | 17   | 15   | 13   | 9    | 6    | ⌀ | 9,7   |
|                       |      |      |      |      |      |      |      |      |      |      |      |      |   |       |
| Luftfeuchtigkeit (%)  | 90   | 88   | 86   | 81   | 77   | 76   | 78   | 77   | 79   | 84   | 86   | 88   | ⌀ | 82,5  |

| −0,9 |

| −1 |

| 0,8 |

| 3,5 |

| 8 |

| 11,5 |

| 13,4 |

| 13,9 |

| 11,9 |

| 8,5 |

| 4,2 |

| 0,9 |

| −0,9 |

| −1 |

| 0,8 |

| 3,5 |

| 8 |

| 11,5 |

| 13,4 |

| 13,9 |

| 11,9 |

| 8,5 |

| 4,2 |

| 0,9 |

### Schutzgebiete

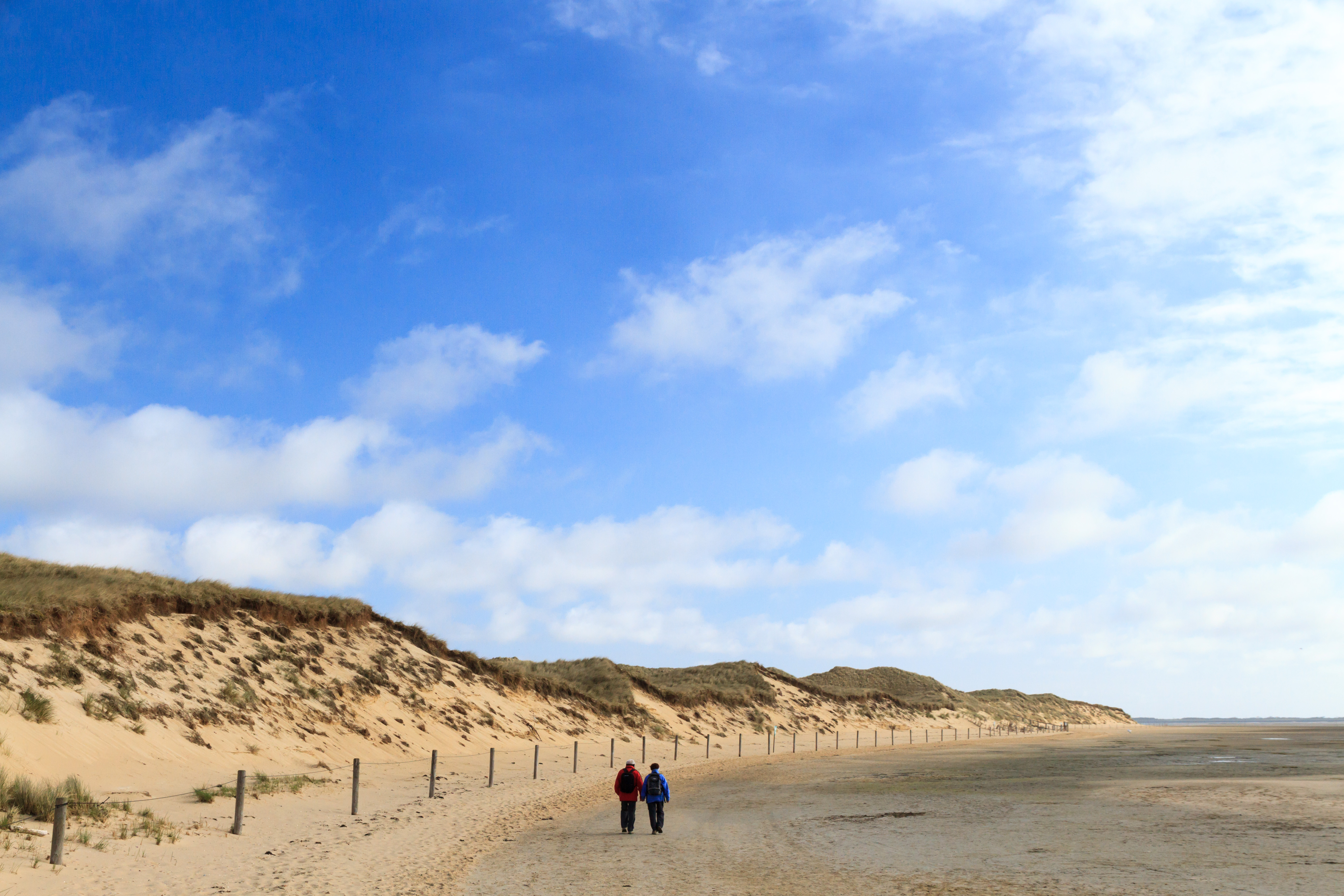
Wanderer an der Odde

Auf Amrum gibt es vier Schutzgebiete und den Nationalpark Schleswig-Holsteinisches Wattenmeer (Amrumer Teil), die der Verein Öömrang Ferian im Auftrag des Landesamtes für Natur- und Umweltschutz und des Landesamtes für den Nationalpark Schleswig-Holsteinisches Wattenmeer betreut. Das Naturschutzgebiet Amrumer Dünen liegt im Westen der Insel. Es wurde 1971 ausgewiesen, umfasst fast alle Dünengebiete der Insel und gehört zu allen drei Inselgemeinden. Die Amrumer Odde bildet den nördlichsten Teil der Insel und liegt nordöstlich der Ortschaft Norddorf auf Amrum. Das Gebiet wurde 1936 als Naturschutzgebiet (NSG) ausgewiesen. Das Naturschutzgebiet Amrumer Ostküste erstreckt sich entlang der Uferlinie an der Wattseite der Insel.
Das Landschaftsschutzgebiet Amrum (LSG) umfasst die gesamte Insel Amrum ohne die Siedlungsbereiche und ohne die Naturschutzgebiete, rund 60 Prozent der Inselfläche. Die Küstengewässer und Wattflächen um die Insel herum bilden den Amrumer Teil des Nationalpark Schleswig-Holsteinisches Wattenmeer, den der Öömrang Ferian gemeinsam mit dem Verein Naturschutzgesellschaft Schutzstation Wattenmeer betreut.

## Biologie
Die Pflanzen- und Tierwelt der Insel Amrum ist durch die Nähe zum Meer, aber auch durch teils extreme Bedingungen mit hohem Schutzwert gekennzeichnet, die zur Ausbildung von seltenen, ökologisch sehr wertvollen Pflanzen- und Tiergesellschaften geführt haben. Dem wurde durch die Einrichtung von zwei Naturschutzgebieten (Amrumer Dünen und Amrum-Odde) sowie die Lage am Nationalpark Schleswig-Holsteinisches Wattenmeer und am Naturschutzgebiet Nordfriesisches Wattenmeer Rechnung getragen. Außerdem ist ein großer Teil Amrums als Landschaftsschutzgebiet Amrum ausgewiesen.

### Flora

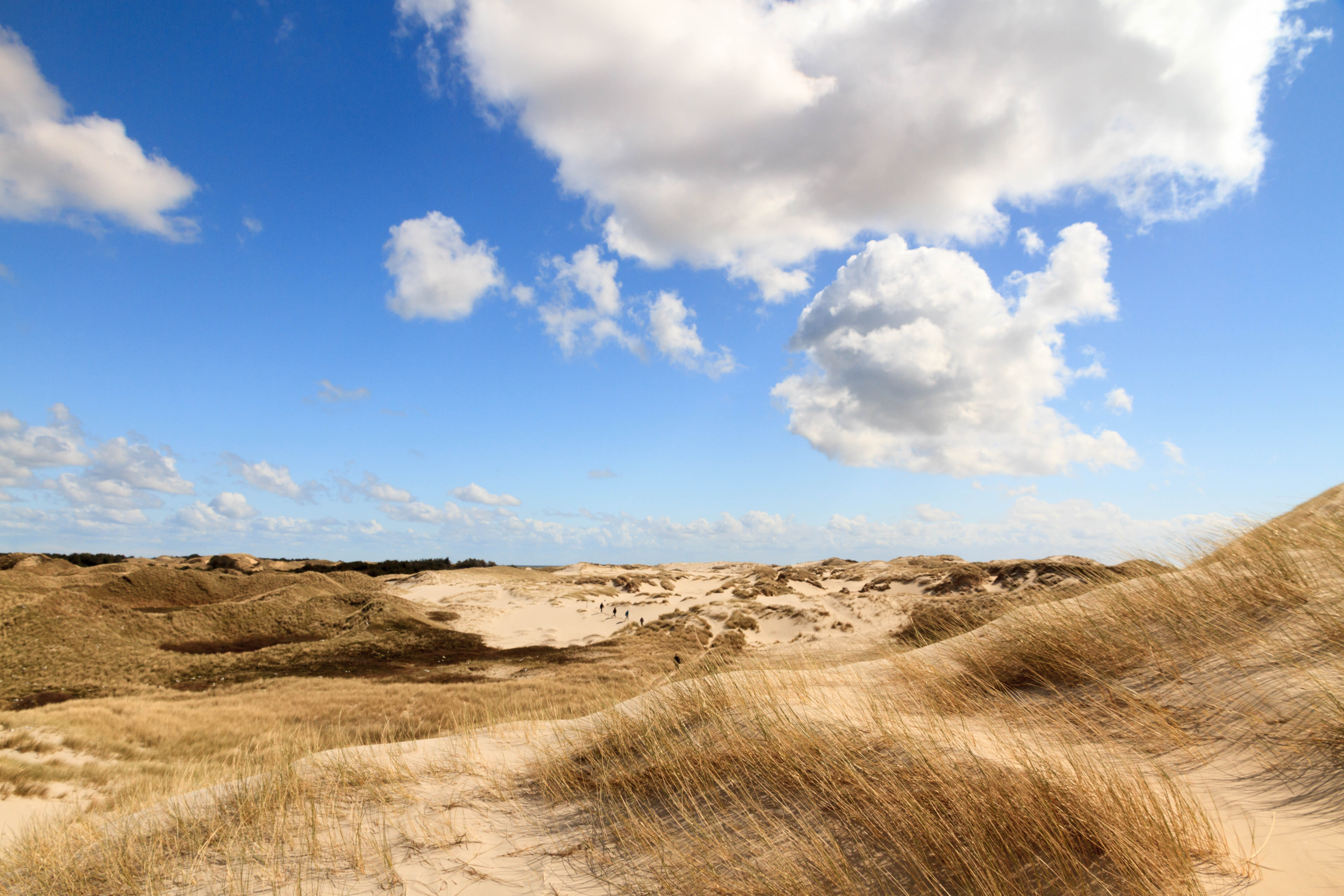
Amrumer Dünenlandschaft

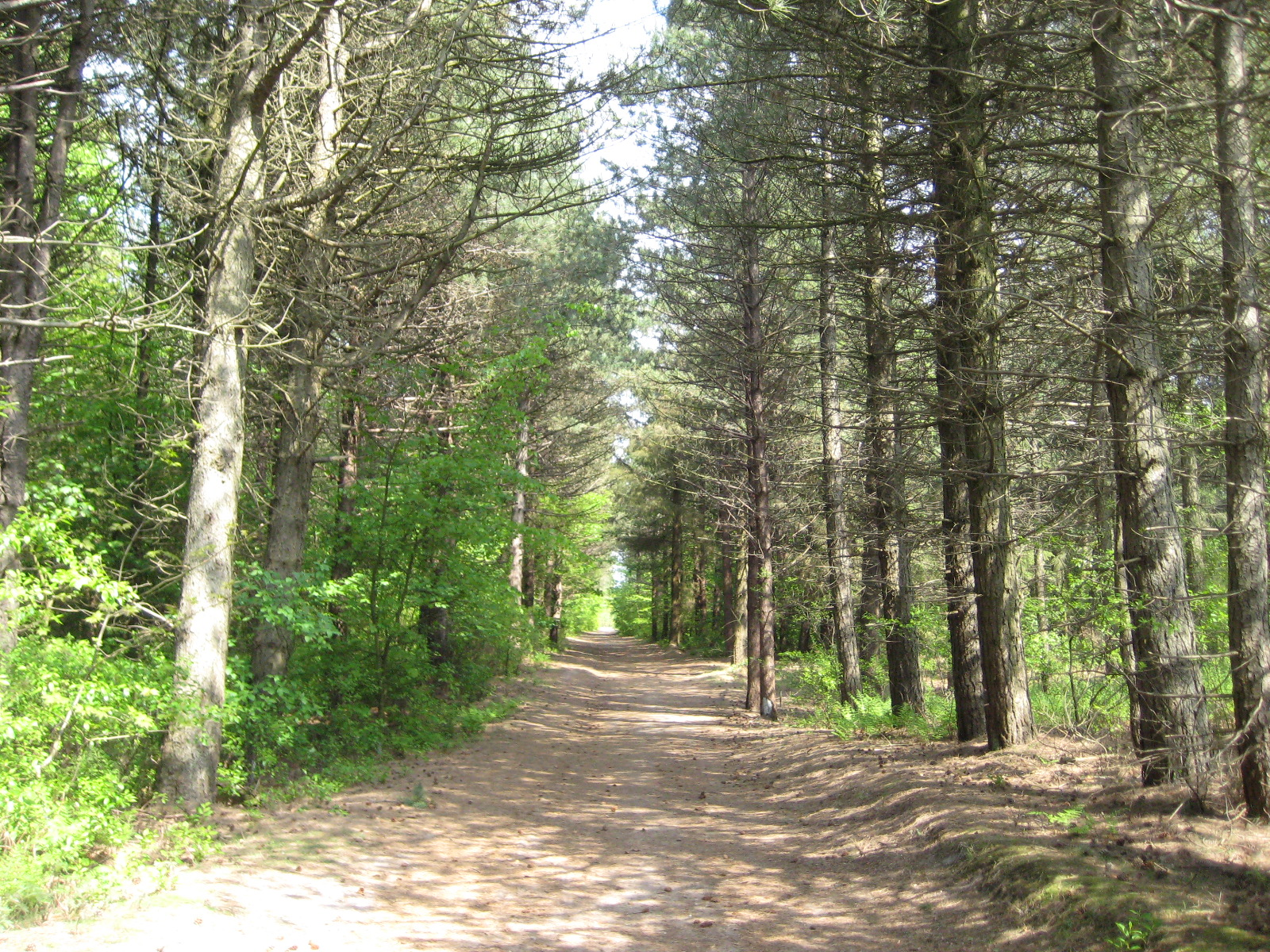
Waldweg auf Amrum (2012)

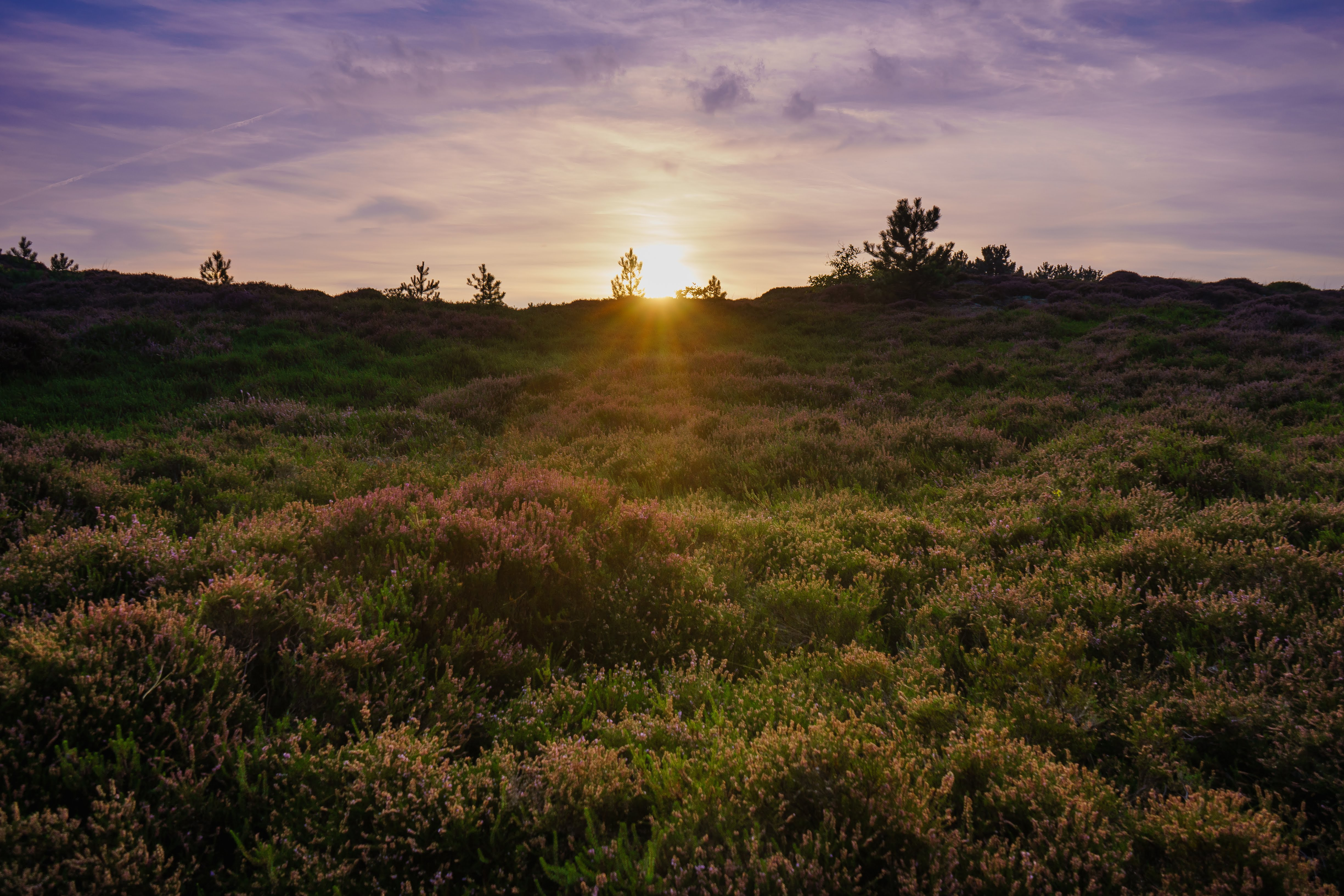
Amrumer Heidelandschaft

Die Amrumer Flora wird durch die Lage am Meer und die unterschiedlichen, meist nährstoffarmen Landschaften der Insel bestimmt.
Auf Teilen des Kniepsands und im breiten Dünengürtel wachsen Dünengräser wie der Strandhafer, sowie Strandwermut und zahlreiche andere Sand liebende Pflanzen wie die Bergsandglöckchen, die im Sommer in geschützten Dünenlagen blühen. Auch einige vom Seewind gekrümmte, kleinwüchsige Kiefern sowie Kriechweiden sind in geschützten Lagen anzutreffen. Bis in die 1950er-Jahre fand man dort auch die seltene Stranddistel. Seit einiger Zeit wird die Art im Zuge eines Wiederansiedlungsprojektes erneut auf der Insel angepflanzt.
Östlich davon liegen Heidegebiete, gemischt mit Nadel- oder Mischwald. Im August kommt es zur großflächigen Blüte der Besenheide, Calluna vulgaris. Hier, wie auch in manchen Dünentälern, finden sich kleine Sumpfgebiete, in denen man zum Beispiel den Rundblättrigen Sonnentau findet. Vorkommen des Lungenenzians, Gentiana pneumonanthe, sind in den 1990er Jahren erloschen.
Der Amrumer Wald wurde ab 1948 auf Heideflächen angelegt. Bis dahin gab es nur einige kleinere Anpflanzungen um die Vogelkojen. Mit 180 Hektar Wald hat Amrum den größten Waldanteil aller Nordseeinseln. Der Waldanteil liegt mit etwa 9,3 % nahe dem Landesdurchschnitt Schleswig-Holsteins, aber deutlich über dem Anteil der Westküstenkreise. Man findet hier vor allem Kiefern, Fichten und Birken. Den künstlichen Charakter nach der Aufforstung hat der Wald inzwischen weitgehend verloren. Seit dem Jahr 2001 finden zudem jährlich drei bis vier Arbeitswochen mit Freiwilligen des Bergwaldprojekts statt, die den Waldumbau hin zu einer standortsgerechten Bestockung durch Neuanpflanzungen von Laubbaumarten betreiben. Auch finden sich zahlreiche Pflanzen auf allen Ebenen, auch viele Pilzarten. Auf den Geestflächen östlich des Waldes wird meist extensive Landwirtschaft betrieben. Auf den Magerrasen der dortigen Wiesen wachsen zahlreiche Pflanzenarten wie Rundblättrige Glockenblume, Grasnelke, Karthäusernelke und verschiedene Habichtskräuter.
In den kleinen Marschgebieten fallen vor allem einige Sauergräser und die Kuckuckslichtnelke auf. Hier ist der Boden am fruchtbarsten. Die Böden der Amrumer Gärten sind eher nährstoffarm und lassen ohne spezielle Düngung nur bestimmte Gartenpflanzen wie Stockrosen gut gedeihen.
Auf den Salzwiesen am Ostrand der Insel findet man ähnliche Gesellschaften wie auf dem Kniepsand. Der Strandflieder und die Strandaster blühen dort oft in großer Zahl. Auch die Pionierpflanze Queller sowie das Andelgras sind häufig.

### Fauna

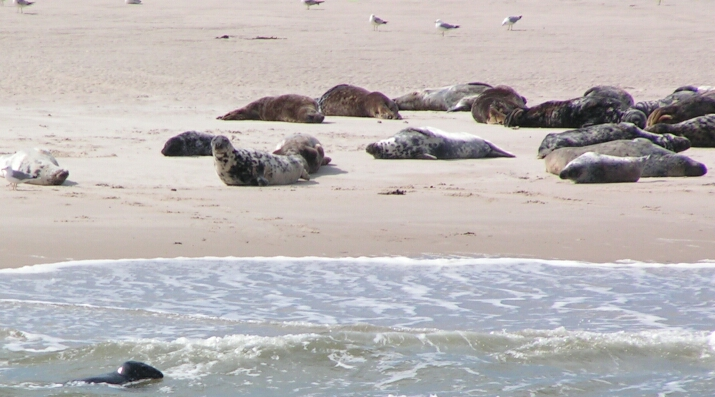
Kegelrobben am Jungnamensand bei Amrum

Die Amrumer Fauna wird wie die Flora durch die Insellage in der Nordsee bestimmt. So gibt es auf der Insel nur kleine wildlebende Säugetiere wie Hasen, Mäuse, Igel und Fledermäuse. Im 12. Jahrhundert wurden auf Amrum Wildkaninchen als Jagdwild eingeführt. Sie bevölkern auch heute noch die Insel. Eine trächtige Füchsin wurde um 2000 auf der Insel ausgesetzt. Sie und ihre Nachkommen richteten großen Schaden in der Tierwelt an, wurden aber seither erlegt. Im Meer und auf den Amrum vorgelagerten Sandbänken, also im Bereich des Nationalparkes, leben Seehunde, Kegelrobben und Schweinswale.
Im Januar und Dezember werden vereinzelt nach Sturmfluten junge Kegelrobben von dem der Insel im Westen vorgelagerten Jungnamensand an den Amrumer Strand getrieben und von Weibchen versorgt.
Die Vogelwelt ist besonders reichhaltig. Amrum gehört zu den wichtigsten Brutgebieten für Seevögel in Deutschland. So ist es das Hauptbrutgebiet der Eiderente, aber auch Austernfischer, Brandgänse, Küstenseeschwalben, Möwen wie Silbermöwe, Sturmmöwe und Heringsmöwe und viele andere Arten brüten am Strand, in den Dünen oder am Wattenmeer. Dazu kommen zur Zeit des Vogelzugs riesige Schwärme von Vögeln wie Knutt, Ringelgans oder Sanderling, die an der Küste genügend Nahrung finden. Außerdem finden sich auf Amrum, vor allem im Osten der Insel, zahlreiche Singvogelarten. Fasane wurden ebenfalls als Jagdwild eingeführt und sind häufig anzutreffen.
Waldeidechsen sowie Amphibien wie Moorfrosch, Kreuzkröte und Teichmolch sind weitere Vertreter der landlebenden Wirbeltiere.
Amrum ist ebenfalls reich an Insekten- und Spinnenarten. Besonders fallen Schmetterlinge – nicht nur Tagfalter – auf.
Im Meer um Amrum herum finden sich zahlreiche nordsee- und wattenmeertypische Fischarten wie Scholle und Atlantischer Hering. Die Zahl der übrigen Meerestiere und ihre Vielfalt ist ebenfalls immens – stellvertretend seien der Einsiedlerkrebs, die Wellhornschnecke und der Pierwurm genannt. Kommerziell verwertet werden vor allem Sandgarnelen, die fälschlicherweise als „Krabben“ in den Handel kommen, sowie Miesmuscheln, die in großer Zahl durch Muschelkutter von den Sandbänken „geerntet“ werden.

## Geschichte

### Bedeutung des Inselnamens
Die Wortbedeutung des Inselnamens leitet sich möglicherweise von „Am Rem“ ab, das soviel bedeutet wie sandiger Rand. Dies bezieht sich morphologisch auf den der Insel Amrum im Westen vorgelagerten Kniepsand. Eine andere Theorie geht davon aus, dass die Insel ihren Namen von den einst hier siedelnden Ambronen hat. 1231 wird die Insel als „Ambrum“ im sogenannten Erdbuch Waldemars II. erstmals urkundlich erwähnt. Dort ist erstmals auch die Anwesenheit von Kaninchen auf der Insel belegt.

### Vor- und Frühgeschichte

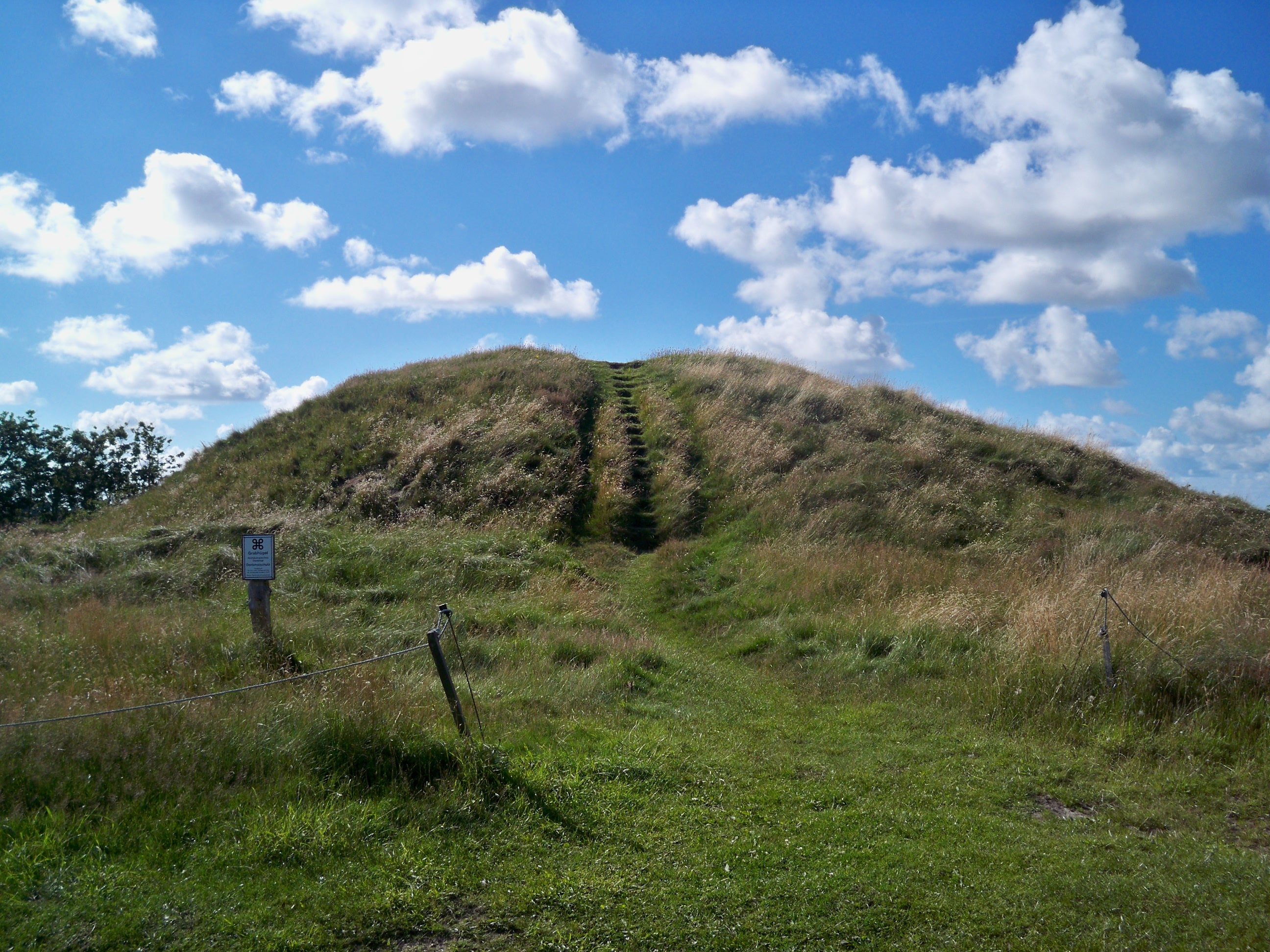
Bronzezeitlicher Grabhügel Esenhugh bei Steenodde

Die ältesten Besiedlungsspuren sind Großsteingräber wie das Hünenbett von Nebel. Sie stammen aus der Jungsteinzeit. Aus der Bronze- und Eisenzeit sind zahlreiche Grabhügel vorhanden, etwa der Esenhugh bei Steenodde.
Im Dünengebiet westlich der Vogelkoje Meeram befinden sich Reste eines eisenzeitlichen Dorfes. Dort steht der Nachbau eines eisenzeitlichen Hauses.

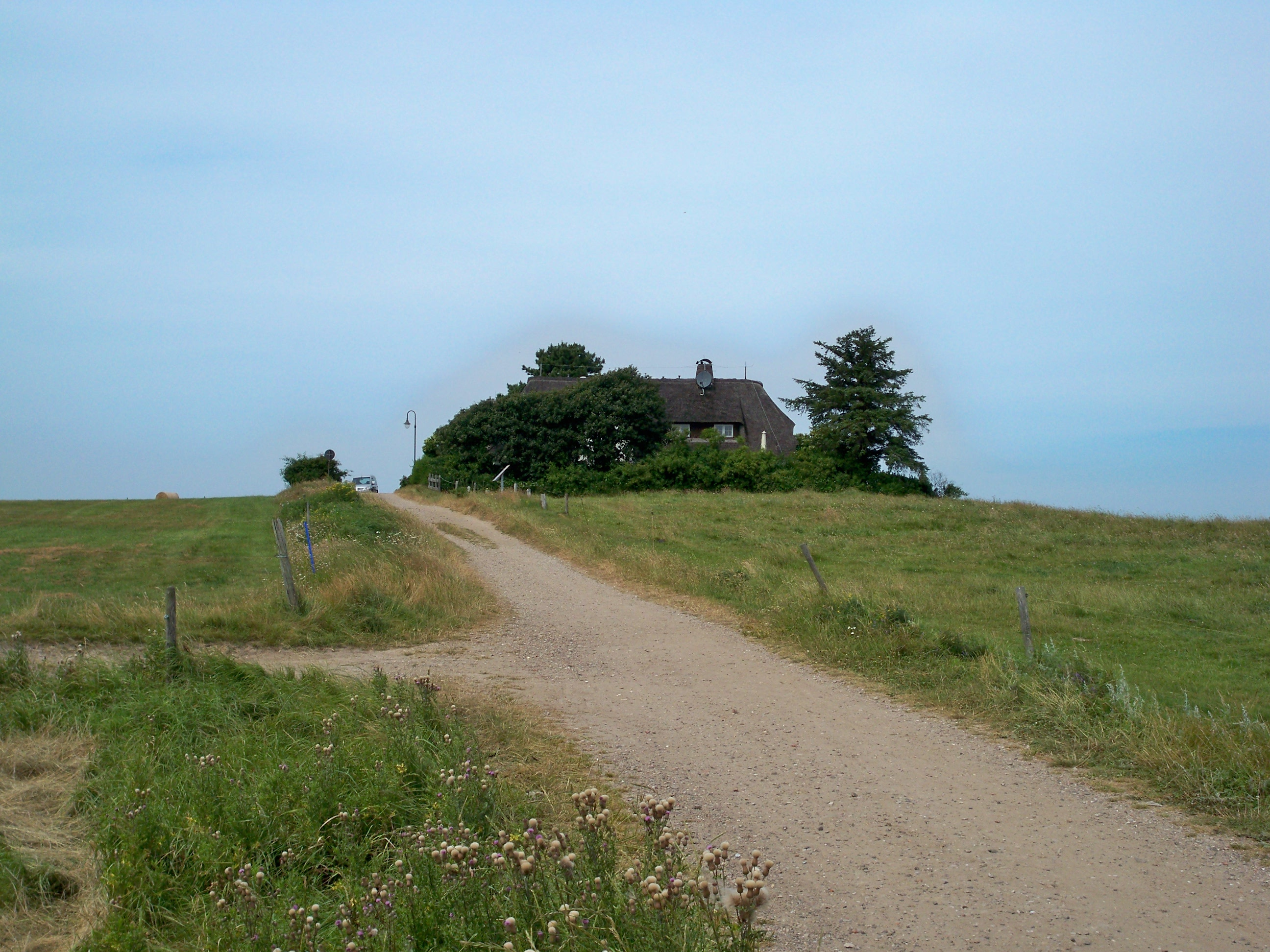
Hügel Borag aus der Wikingerzeit bei Norddorf

Ob die Ambronen, die gemeinsam mit Kimbern und Teutonen um 100 v. Chr. Rom bedrohten, aus der Gegend der damals noch mit dem Festland verbundenen Insel stammten, ist umstritten.
Relikte aus der Wikingerzeit wie Wohn- und Feuerstätten wurden an mehreren Stellen der Insel freigelegt.
Eine Turmburg aus dieser Zeit wird auf dem östlich von Norddorf gelegenen Hügel Borag (deutsch: „Burg“) vermutet. Der Krümwal, ein etwa eineinhalb Kilometer langer Erdwall zwischen Nebel und Steenodde, stammt vermutlich ebenfalls aus dieser Zeit.

### Mittelalter und Neuzeit bis etwa 1890

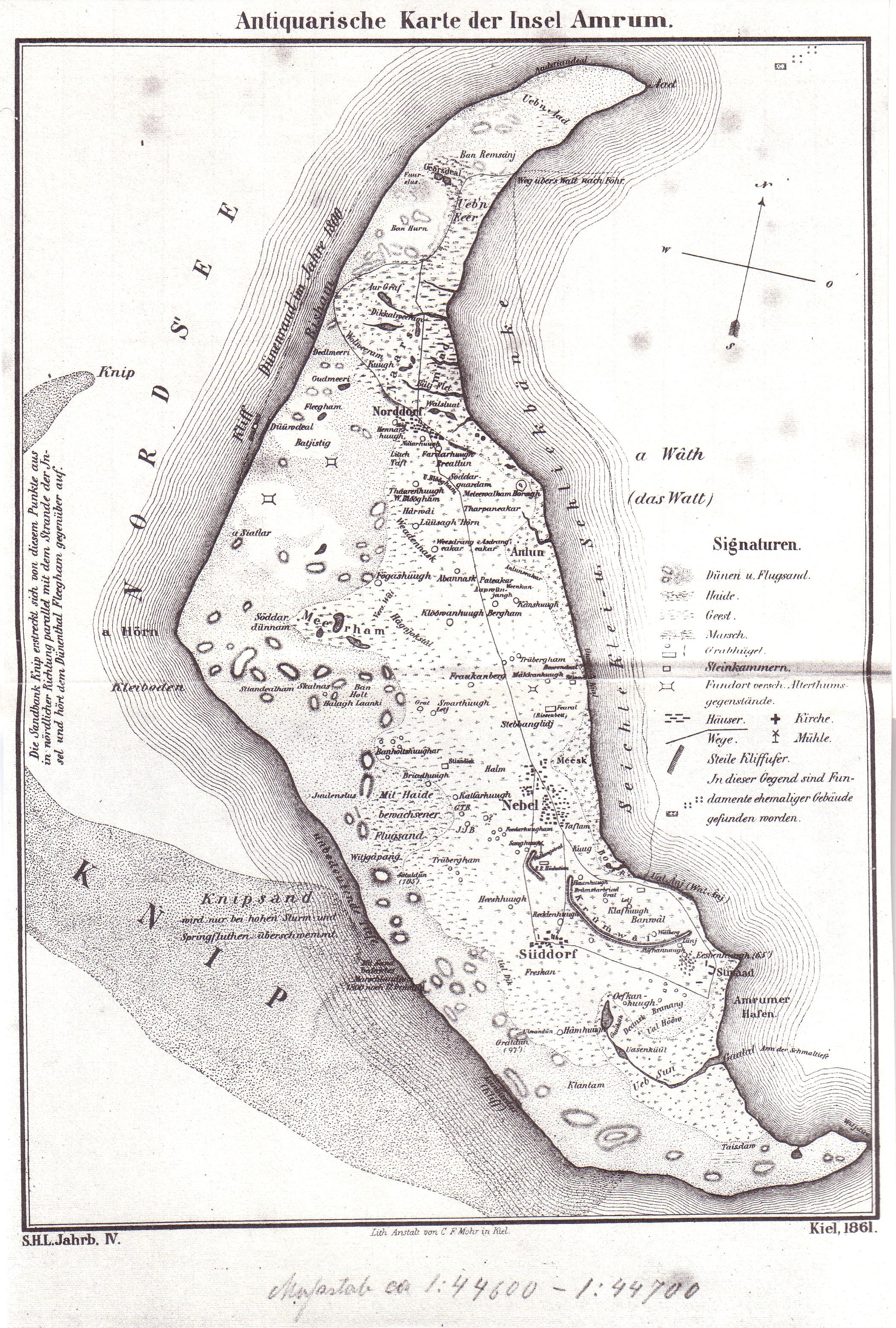
Historische Karte von 1861

Im frühen Mittelalter wurde die Insel von den Friesen besiedelt, es gab jedoch auch einen gewissen nordischen Bevölkerungsanteil. Im Mittelalter gehörte Amrum zu den so genannten Uthlanden, die erst allmählich unter die Herrschaft des dänischen Königs bzw. Schleswiger Herzogs kamen. Das Erdbuch des dänischen Königs Waldemar aus dem Jahr 1231 nennt die zwei Föhrer Harden Føør voestæ (Westerharde) mit Ambrum sowie Føør østær (Osterland Föhr), wobei Amrum zur Westerharde gehörte. Amrum wird im Erdbuch als ambrum, hus, ha, co. aufgeführt, es gab dort demnach Häuser, Hasen und Kaninchen. Nach den Konflikten um das Herzogtum Schleswig zwischen den dänischen Königen und den Grafen von Schauenburg und Holstein waren die Westerharde und Listland Enklaven des dänischen Königreichs und gehörten – anders als die übrigen Nachbargebiete – nicht zum Herzogtum Schleswig. Dieser Zustand hielt bis 1864 an, unterbrochen 1460 bis 1484 durch die Verpfändung der Harde an den Schleswiger Bischof Nikolaus IV. und 1661 bis 1677 oder 1683 durch den Verkauf der Harde an Graf Hans von Schack.
Amrum wurde von mehreren Ratsmännern in der Harde vertreten. Sie wurden 1697 durch „Gangfersmänner“ ersetzt, die unter anderem die Steuern eintrieben. Zugleich wurde die Harde zur Birk umgewandelt, die von einem Birkvogt geführt wurde, der auf Föhr lebte. Die Staatsmacht war meist nur mit wenigen Personen oder gar nicht in der Harde vertreten, so dass die Bewohner bis auf die Steuerzahlungen unabhängig blieben. Sie hatten zusätzliche Privilegien; so brauchten sie etwa ab 1735 „auf ewige Zeiten“ keinen Militärdienst zu leisten.
Neben der Salzsiederei, der Landwirtschaft und dem Fischfang gehörte die Seefahrt zu den Haupterwerbszweigen. Amrumer Seeleute, darunter viele Kapitäne, waren besonders zwischen dem 17. und 19. Jahrhundert im Walfang und der Handelsschifffahrt tätig. Der Amrumer Seefahrer Hark Olufs, der 1724 in die algerische Sklaverei geraten war, stieg dort zum General auf, ehe er 1736 auf die Insel zurückkehrte.
Im 18. und 19. Jahrhundert war das Bergen gestrandeter Schiffe eine wichtige Einnahmequelle der Insel. Erst mit dem Bau von Leuchttürmen ab 1875 und der Anwendung modernerer Navigationstechniken nahm die Zahl der Strandungen auf der Amrumer Westseite stark ab.
1810 fand auf Amrum ein Scharmützel im Dritten Koalitionskrieg um eine Schiffsladung Kaffee statt, der „Amrumer Kaffeekrieg“. Dabei wurde ein englisches Kommando besiegt und der dänischen Verwaltung übergeben.
Nach dem Krieg von 1864 wurde Amrum, wie ganz Schleswig, von Österreich und Preußen gemeinsam regiert. Dann fiel Amrum an Preußen und wurde 1867 Teil der preußischen Provinz Schleswig-Holstein. Zunächst bildete die Insel eine einheitliche Gemeinde im Kreis Tondern.
Insbesondere nach 1864 wanderte mehr als ein Viertel der Amrumer Bevölkerung aus, zum überwiegenden Teil in die USA. Heute leben dort mehr Amrum-Stämmige als auf der Insel selbst. Die Verbindungen zwischen Amrum und den USA werden heute noch gut gepflegt.

### Seit Beginn des Badebetriebs
Am Ende des 19. Jahrhunderts nahm der Fremdenverkehr raschen Aufschwung und veränderte die wirtschaftliche Struktur auf der Insel nachhaltig. Am 1. September 1885 richtete der Architekt Ludolf Schulze aus Waldhausen bei Hannover ein Gesuch an die Gemeindevertreter der Insel mit der Bitte um die Badekonzession für den Aufbau eines Badeortes an der Südspitze Wittdün. Das Gesuch wurde zwar abgelehnt, aber die Idee eines Seebades war geboren. So ergriffen der Amrumer Volkert Quedens und der Helgoländer Paul Jansen Köhn die Initiative und errichteten ab 1889 die ersten Hotels. 1891 kam Heinrich Andresen auf die Insel. Er gründete eine Aktiengesellschaft, kaufte Quedens und Köhn die Hotels und Konzession ab und erbaute ein großes „Kurhaus“ an der Südspitze von Wittdün und den „Kaiserhof“, die bereits 1892 eröffnet werden konnten. Anders als in vielen anderen Seebädern konnten auch größere Schiffe anlegen. Ab 1893 verkehrte die Amrumer Inselbahn.
Im Angesicht eines „Verderbs der guten hiesigen Sitten“, den er in Wittdün festzustellen glaubte, rief der damalige Inselpastor Wilhelm Tamsen den durch seine sozialen Werke im Deutschen Reich bekannten Pastor Friedrich von Bodelschwingh nach Norddorf, „um der weltlichen Badekonkurrenz zu wehren und ein Hospiz für stille Gäste zu erbauen“. Bodelschwingh erhielt 1890 eine Genehmigung für den Bau einer Anlage, die schließlich aus mehreren Seehospizen bestand. Betrieben wurden sie von der Diakonissenanstalt Sarepta. Während Bodelschwingh ein christlich geprägtes Seebad anstrebte, gab es auch weltliche Bestrebungen in Norddorf, in den Erholungsbetrieb einzusteigen, darunter durch den Hotelier Heinrich Hüttmann.
Am 13. Oktober 1912 wurde aus dem südlichen Teil der Insel die Gemeinde Wittdün, am 25. Juli 1925 aus dem nördlichen Teil die Gemeinde Norddorf gebildet. Die Restgemeinde benannte sich am 23. Februar 1926 in Nebel um.
Bei der Volksabstimmung 1920 über die staatliche Zugehörigkeit Schleswigs ergab sich eine klare Mehrheit für Deutschland, während ein großer Teil des Kreises Tondern zu Dänemark kam. Konkret stimmten 483 Amrumer (bzw. 85,64 %) für Deutschland und 81 (bzw. 14,36 %) für Dänemark.
Ab den 1950er Jahren kam es zu einer umfangreichen Bautätigkeit, besonders im Westen Nebels und Süddorfs. In der Sturmflut 1962 brachen die Deiche bei Norddorf und Steenodde, so dass beide Amrumer Marschgebiete überflutet wurden. Als Teil der touristischen Infrastruktur wurden zwei Meerwasserschwimmbäder errichtet und die hölzerne Anlegebrücke in Wittdün durch eine große Hafenanlage aus Beton ersetzt. Viele der Hotels und Seehospize aus der Gründerzeit wurden abgerissen. 1998 lief der brennende Holzfrachter Pallas vor der Insel auf Grund und sorgte damit für eine schwere Ölverschmutzung.

### Einwohnerentwicklung
Aufzeichnungen zur Zahl der Bewohner von Amrum liegen erst aus dem 18. Jahrhundert vor. Das älteste Anwohnerverzeichnis der Insel Amrum legte Pastor Wedel im Jahre 1716 an. Die für das Jahr 1796 überlieferte Zahl von 606 Einwohnern dürfte auch den Bevölkerungsstand in den früheren Jahrhunderten widerspiegeln, da für eine Bevölkerungsdichte von etwa 30 Einwohnern pro km2 die wirtschaftliche Grundlage von Landwirtschaft und Fischfang ausreichend ist.
| Jahr | Einwohnerzahl |
| ---- | ------------- |
| 1716 | 0552          |
| 1796 | 0606          |
| 1801 | 0533          |
| 1834 | 0580          |
| 1840 | 0585          |
| 1845 | 0626          |
| 1860 | 0660          |
| 1867 | 0522          |
| 1871 | 0571          |
| 1880 | 0667          |
| 1890 | 0980          |
| 1900 | 0923          |
| 1905 | 1004          |
| 1910 | 0972          |
| 1925 | 1928          |
| 1933 | 1169          |
| 1939 | 1225          |
| 1950 | 1975          |
| 1956 | 1753          |
| 1957 | 1857          |
| 1961 | 1778          |
| 1970 | 1962          |
| 1979 | 2431          |
| 2013 | 2247[00]      |

## Politik
In den drei Gemeinden dominieren die jeweiligen Wählergemeinschaften Nebeler Bürgerblock (NBB), Wählergemeinschaft Norddorf (WGN) sowie Wittdüner Wählergemeinschaft (WWG) die Gemeinderäte.  Auf Landtags-, Bundestags- und Europawahlebene ist die Insel eine Hochburg der CDU.

### Bürgermeister
| Nebel              | Norddorf         | Wittdün      |
| ------------------ | ---------------- | ------------ |
| Cornelius Bendixen | Christoff Decker | Heiko Müller |
| CDU                | WGN              | WWG          |

### Gemeinderäte 2023
| Sitze im Gemeinderat von:          | Norddorf | Nebel | Wittdün |
| ---------------------------------- | -------- | ----- | ------- |
| CDU                                | –        | 3     | –       |
| Wählergemeinschaft Norddorf (WGN)  | 9        | –     | –       |
| Nebeler Bürgerblock (NBB)          | –        | 5     | –       |
| Wittdüner Wählergemeinschaft (WWG) | –        | –     | 11      |
| SPD                                | –        | 3     | –       |

### Vertreter in Kreis-, Land- und Bundestag
Im Kreistag des Kreises Nordfriesland ist Amrum durch die beiden Abgeordneten Martin Drews (CDU) und Jürgen Jungclaus (WG-NF) vertreten. Drews konnte bei der Nachwahl zur Kommunalwahl im Mai 2023 in Norddorf und Nebel die meisten Stimmen auf sich vereinen, während Jungclaus, der bereits ein Listenmandat sicher hatte, in Wittdün vorn lag.
Amrum gehört zum Landtagswahlkreis Nordfriesland-Nord, der aus den amtsfreien Gemeinden Reußenköge und Sylt sowie den Ämtern Föhr-Amrum, Landschaft Sylt, Mittleres Nordfriesland und Südtpondern besteht. Im Schleswig-Holsteinischen Landtag (Wahlperiode ab 2022) ist der Wahlkreis durch zwei neue Abgeordnete, den direkt gewählten Manfred Uekermann von der CDU sowie Sybilla Nitsch vom SSW, vertreten.
Die Gemeinden der Insel zählen zum Bundestagswahlkreis Nordfriesland – Dithmarschen Nord. Dieser umfasst den Kreis Nordfriesland und vom Kreis Dithmarschen die Stadt Heide sowie die Ämter Büsum-Wesselburen, Kirchspielslandgemeinden Eider und Kirchspielslandgemeinde Heider Umland. Bei der Bundestagswahl 2021 wurde die Christdemokratin Astrid Damerow wie bereits 2017 direkt gewählt.

## Sehenswürdigkeiten und Kultur

### Sehenswürdigkeiten
Amrum gilt als die landschaftlich vielseitigste der Nordfriesischen Inseln. In den drei Gemeinden der Insel stehen insgesamt zwölf Bauwerke unter Denkmalschutz. Der Bestand an historischen Häusern ist jedoch weit größer. Darüber hinaus gibt es über die ganze Insel verteilt zahlreiche Gräber oder Steinsetzungen aus der Steinzeit sowie Hügelgräber aus der Bronze- und der Wikingerzeit.
Die Insel gehört mit rund 180 ha Waldfläche zu den baumreichsten Nordseeinseln. Der 15 km lange und bis zu 1,5 km breite Kniepsand gilt als einer der größten zusammenhängenden Badestrände Europas. Ein großer Teil der Insel ist mit Heide bedeckt. Besonders zwischen Nebel und Norddorf erstrecken sich weite Flächen. Durch die weitläufige Dünenlandschaft führen zahlreiche Bohlenwege.

#### Seezeichen

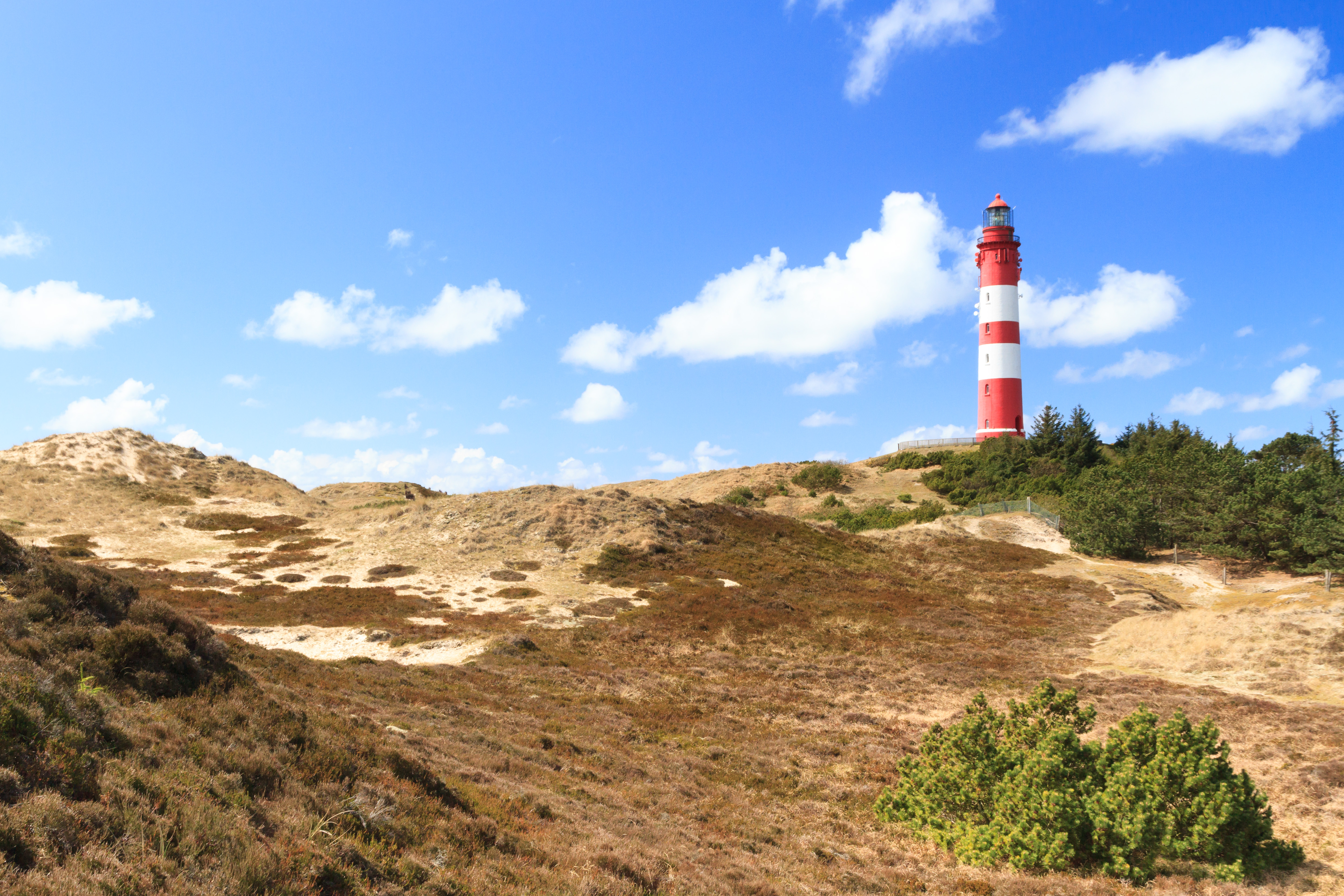
Amrumer Leuchtturm

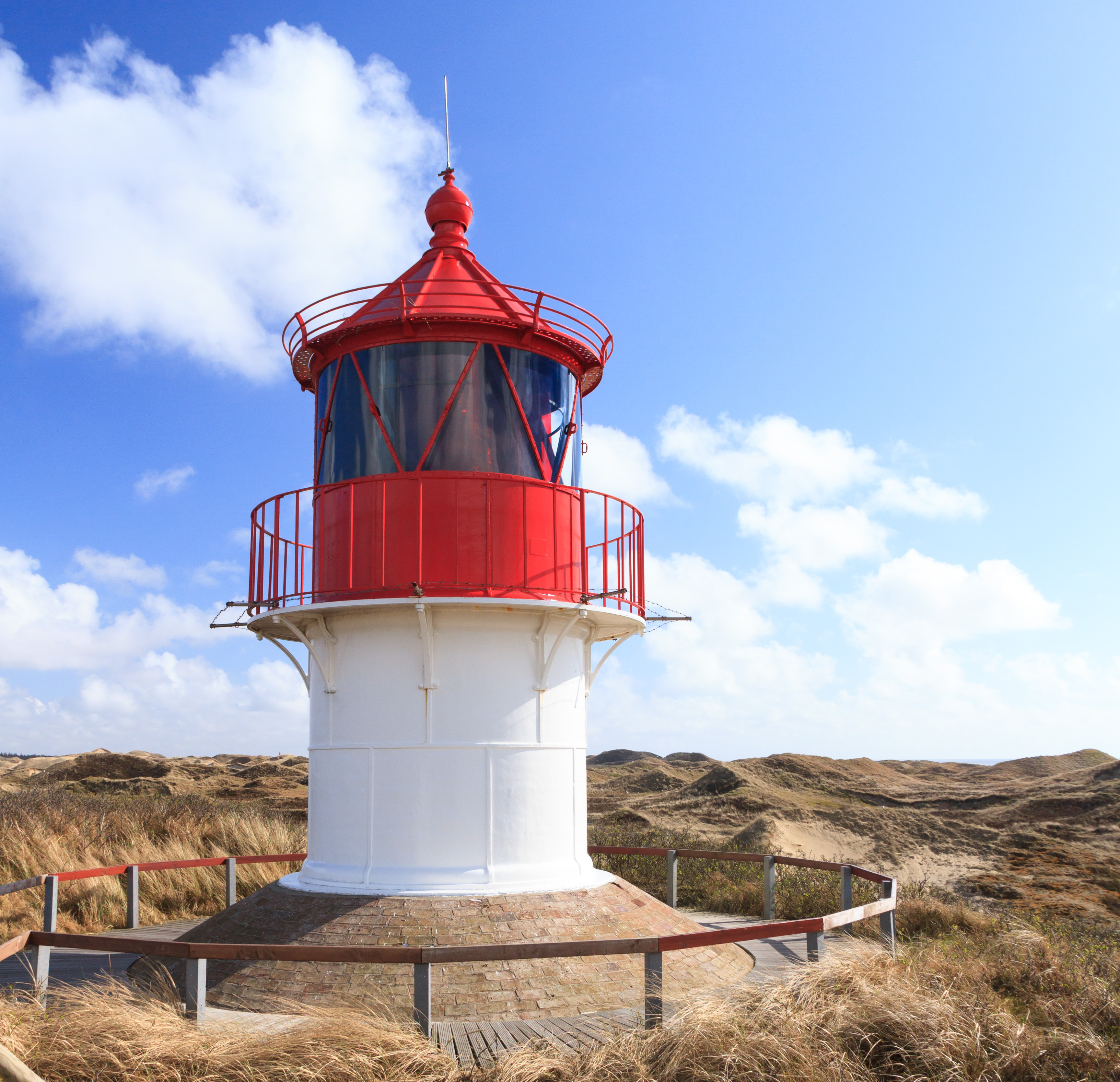
Leuchtturm Norddorf (Quermarkenfeuer)

Auf Amrum gab es bis 2016 vier Leuchtfeuer. Der Amrumer Leuchtturm ist der größte an der deutschen Nordseeküste und gilt als ein Wahrzeichen der Insel Amrum. Das Bauwerk ist 41,8 Meter hoch und steht zusätzlich auf einer 25 Meter hohen Düne. Es wurde am 1. Januar 1875 kurz vor Sonnenuntergang in Betrieb genommen. Der Amrumer Leuchtturm ist der einzige, der besichtigt werden kann. Das Bauwerk ist im Sommerhalbjahr für den Publikumsverkehr geöffnet. Über 197 Stufen gelangt man zum Aussichtsbereich. Der letzte Leuchtfeuerwärter verließ 1984 den Turm nach dessen Automatisierung.
Der Leuchtturm Norddorf steht auf einer Sanddüne am westlichen Rand des Amrumer Dünengürtels. Die Architektur enthält Elemente des Jugendstils. Das Bauwerk wurde im Jahr 1906 errichtet. Die zwei Stockwerke hohe Konstruktion ruht auf einem knapp einen Meter hohen, konisch geformten Sockel aus Backstein und kann über einen Bohlenweg durch die Dünen erreicht werden.
Der Leuchtturm Nebel wurde 1981 errichtet und ist fast baugleich mit dem 1977 errichteten Leuchtturm Wittdün, der im April 1988 abgeschaltet wurde. Ein weiteres Leuchtfeuer, das Leitfeuer Wriakhörn befand sich etwa 550 m vom Amrumer Leuchtturm entfernt südwestlich auf den Dünen. Es wurde im September 2016 wegen Baufälligkeit zurückgebaut.

#### Mühlen

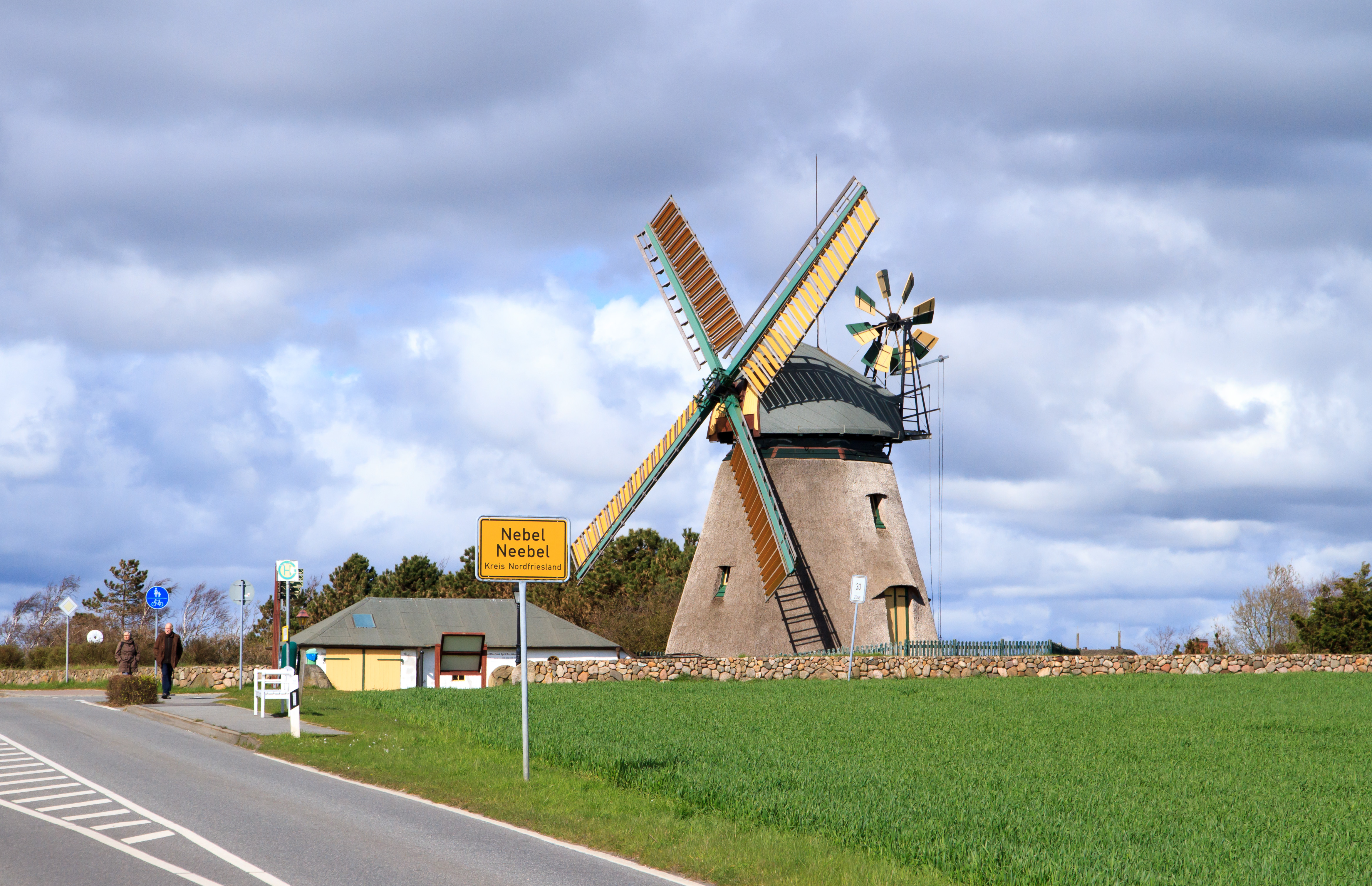
Windmühle in Nebel

Die 1770/71 in Nebel erbaute Amrumer Windmühle gilt als die älteste Mühle Schleswig-Holsteins. Sie steht auf der höchsten natürlichen Erhebung im Ort und gilt als ein weiteres Wahrzeichen der Insel. Das Bauwerk ist seit 1967 denkmalgeschützt und noch komplett mit den Mahlgängen ausgestattet. Die Mühle dient heute als Museum (siehe den betreffenden Abschnitt) und darüber hinaus als Standesamt.
Eine weitere Amrumer Windmühle, Bertha, findet sich im Nebeler Ortsteil Süddorf. Sie stand einst auf der benachbarten Insel Sylt und wird heute als Wohnung genutzt. An ihrer Stelle hatte zuvor eine Bockwindmühle gestanden. Die Windmühle Bertha war bis 1942 in Betrieb. Die Mühlentechnik ist nicht mehr vorhanden.
Eine weitere Bockwindmühle stand in Norddorf am südöstlichen Ortsausgang.

#### Kirchen und Kapellen

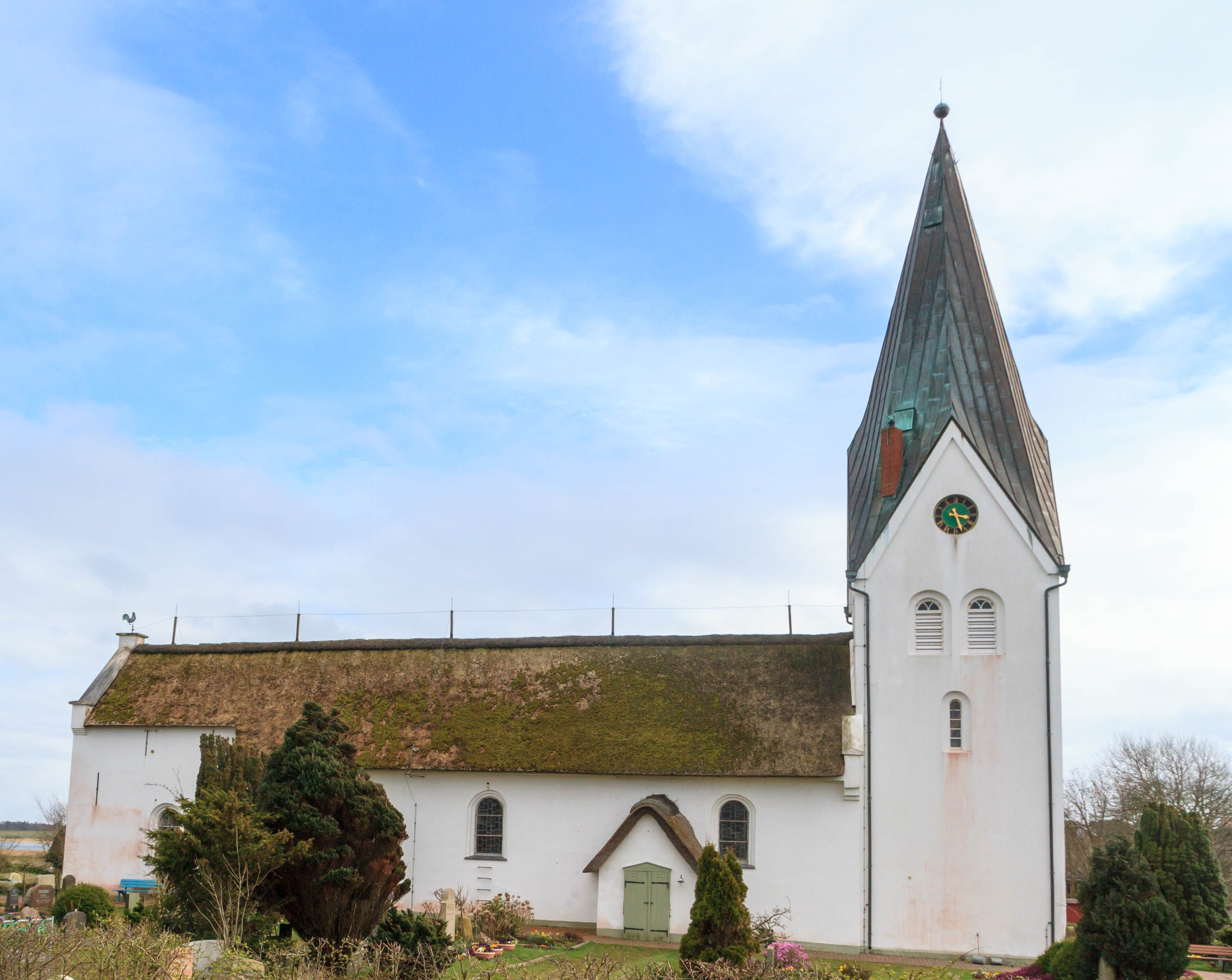
St.-Clemens-Kirche in Nebel

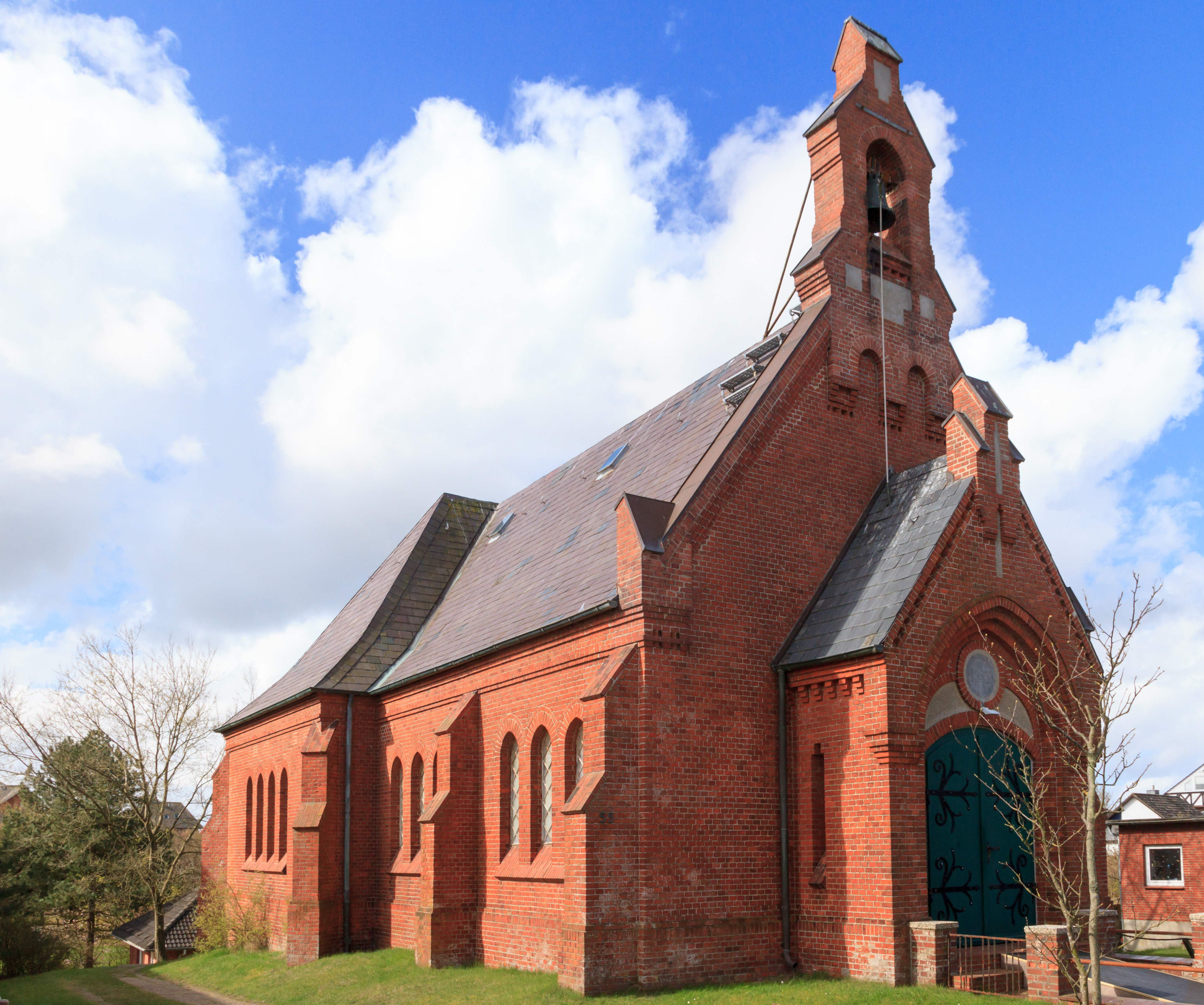
Kapelle in Wittdün

Die St.-Clemens-Kirche (Öömrang: St. Clemens sark) in Nebel ist die größte Kirche der Insel. Die Bewohner der damals einzigen Inseldörfer Norddorf und Süddorf erbauten sie vermutlich 1236, denn 1240 wird sie erstmals urkundlich erwähnt. Der Turm im Westen der Kirche wurde 1908 errichtet. Im Inneren befinden sich zahlreiche wertvolle Ausstattungsgegenstände. Dazu gehören eine hölzerne, frühgotische Apostelgruppe, der kelchförmige Taufstein aus romanischer Zeit, der dreiteilige Altaraufsatz (Triptychon) stammt aus dem Jahr 1634, ein Kruzifix mit einem spätgotischen Korpus von 1480, der frei stehende Sakramentsschrank aus dem 15. Jahrhundert, die Kanzel aus der Zeit der Renaissance, die Emporenbilder aus dem 17. Jahrhundert sowie zwei Kronleuchter aus Gelbguss (Messing) von 1671 und 1685.
Bis in das 20. Jahrhundert war St. Clemens die einzige Kirche der Insel. Mit dem Einsetzen des Bädertourismus wuchs in Wittdün der Wunsch nach einer eigenen Kirche für die Kurgäste. Im Jahre 1903 entstand schließlich nach Plänen des Architekten Hugo Groothoff im neugotischen Stil die Kapelle Wittdün mit ihrem sehr kurzen Querschiff. Sehenswert ist ihr Altarbild. Es zeigt keine biblischen Szenen, sondern in der Mitte ein Panorama der Südspitze Amrums, links die Strandung eines Schiffes und rechts den Einsatz eines Rettungsbootes. Bei der dargestellten Strandung handelt es sich vermutlich um die Strandung des Dampfers Albis am 18. November 1922 im Rütergat.
Die katholische Filialkirche St. Elisabeth in Norddorf wurde 1973 erbaut.

#### Friedhöfe und Grabmäler

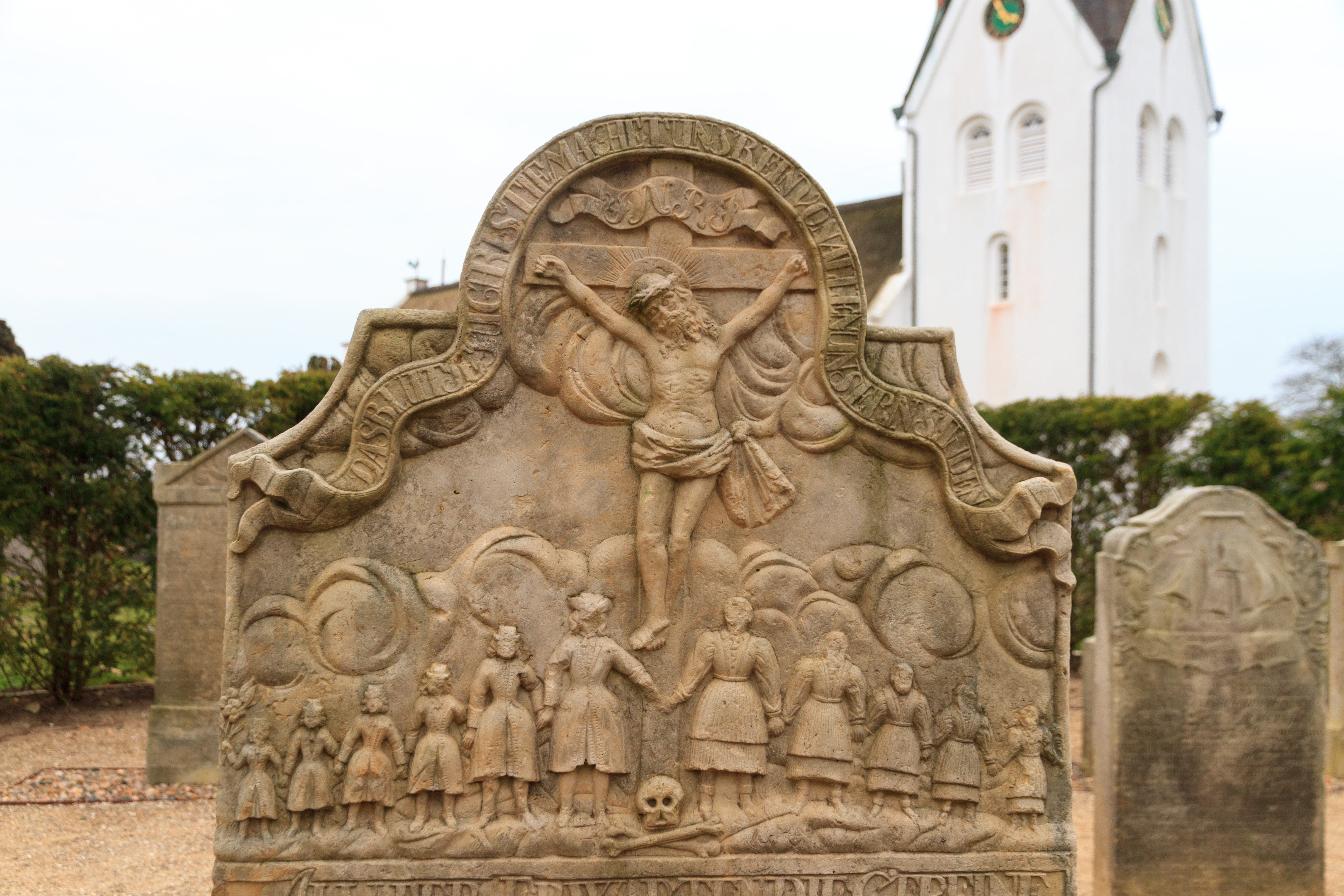
Sprechende Grabsteine auf dem Friedhof von Nebel

Die Sprechenden Grabsteine stehen auf einem gesonderten Areal auf dem die St.-Clemens-Kirche umgebenden Friedhof in der Gemeinde Nebel. Ihre Inschriften berichten vom Leben der Verstorbenen und/oder enthalten Bibelzitate. Die 152 Grabsteine stammen aus den Jahren 1678 bis 1858 und bestehen überwiegend aus Sandstein. Bekanntester Grabstein ist der des Seefahrers Hark Olufs.

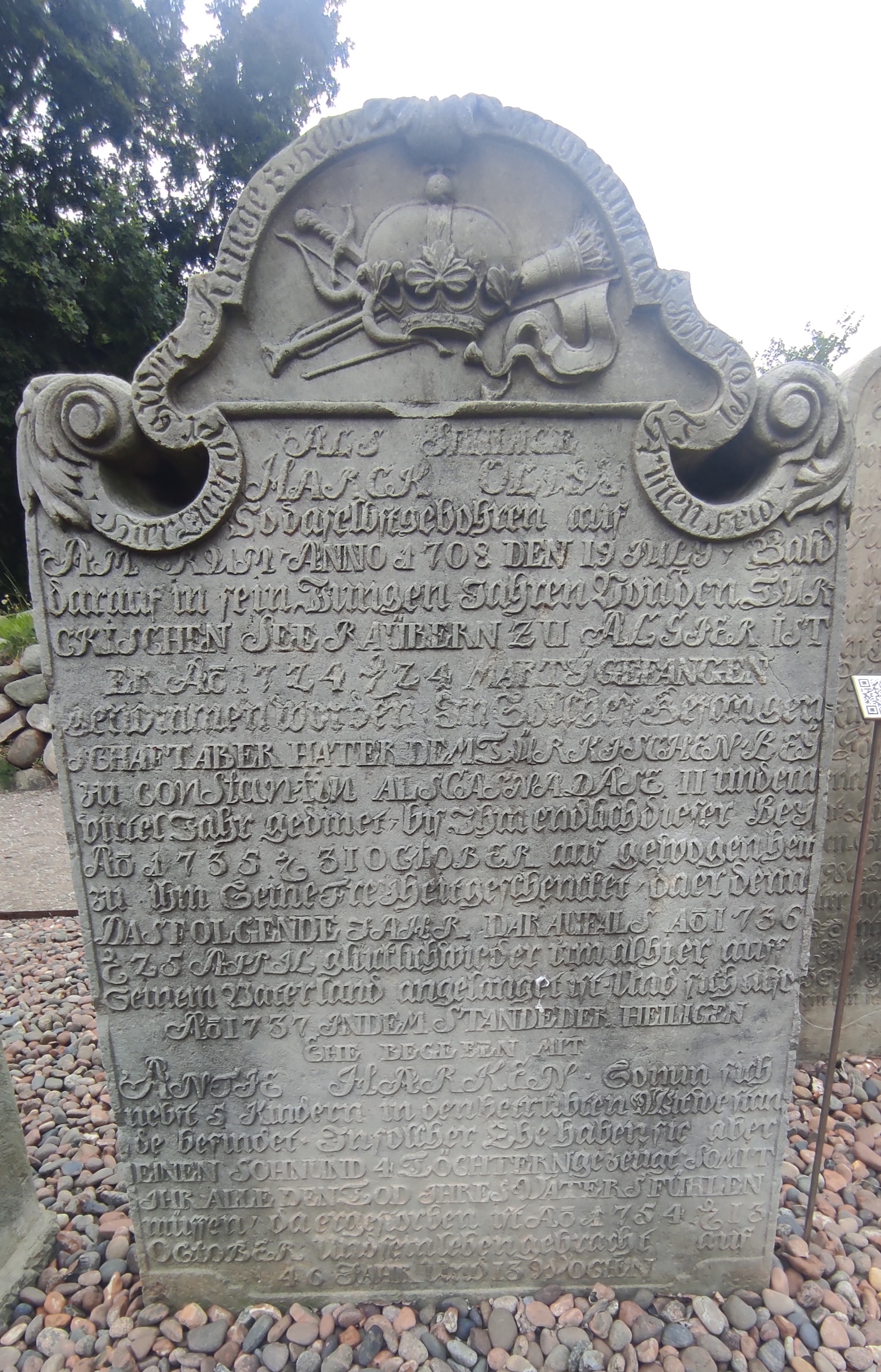
Hark Olufs Grabstein – Vorderseite

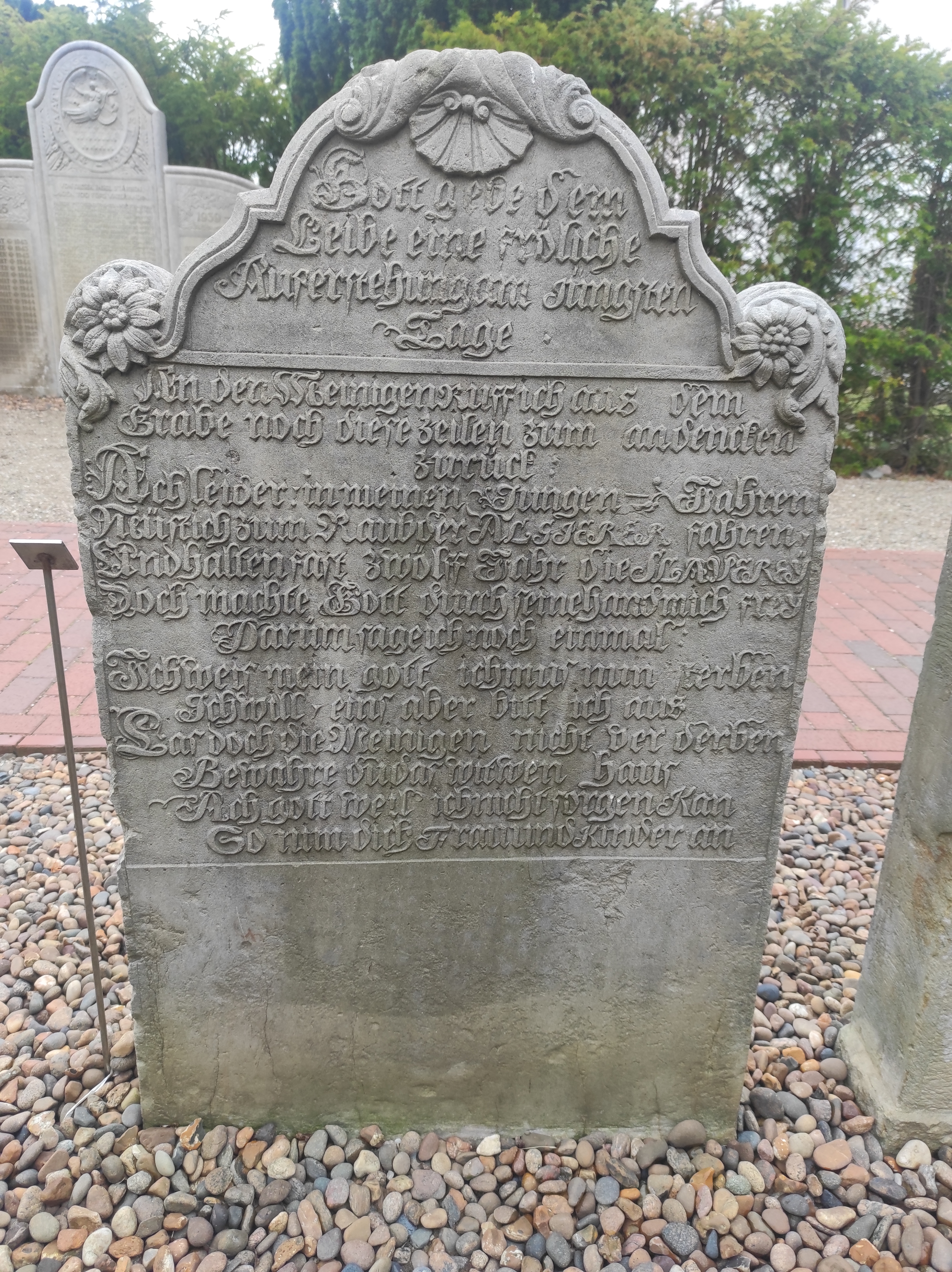
Hark Olufs Grabstein – Rückseite

Der neue Friedhof der Insel befindet sich seit 1935 am Ortsausgang von Nebel in Richtung Norddorf. Auf dem Friedhof befindet sich auch eine Kriegsgräberstätte. Dort wurden 49 Menschen beerdigt, die in der Folge der nationalsozialistischen Diktatur und des Zweiten Weltkrieges nach Amrum flohen und dort starben. Auf dem Feld fanden zudem neun Marinesoldaten, die 1914 in einer Seeschlacht vor Helgoland starben und auf Amrum angeschwemmt wurden, ihre letzte Ruhestätte. Ihre Gebeine wurden im November 2012 umgebettet. Zuvor war die Kriegsgräberstätte neu gestaltet worden.
Auf dem Friedhof steht eine Pricke, an der eine weiße Flagge mit einem blauen Quadrat befestigt ist. Die Flagge gehört zum Flaggenalphabet und steht für das S. Sie erinnert seit August 2012 an einen verunglückten Jungen, dessen Vorname mit einem S begann. Der Junge hatte im Juni des Jahres am Strand von Wittdün ein tiefes Loch gegraben und war darin vom Sand verschüttet worden. Trotz sofort eingeleiteter Suchmaßnahmen konnte er erst nach drei Tagen gefunden werden.

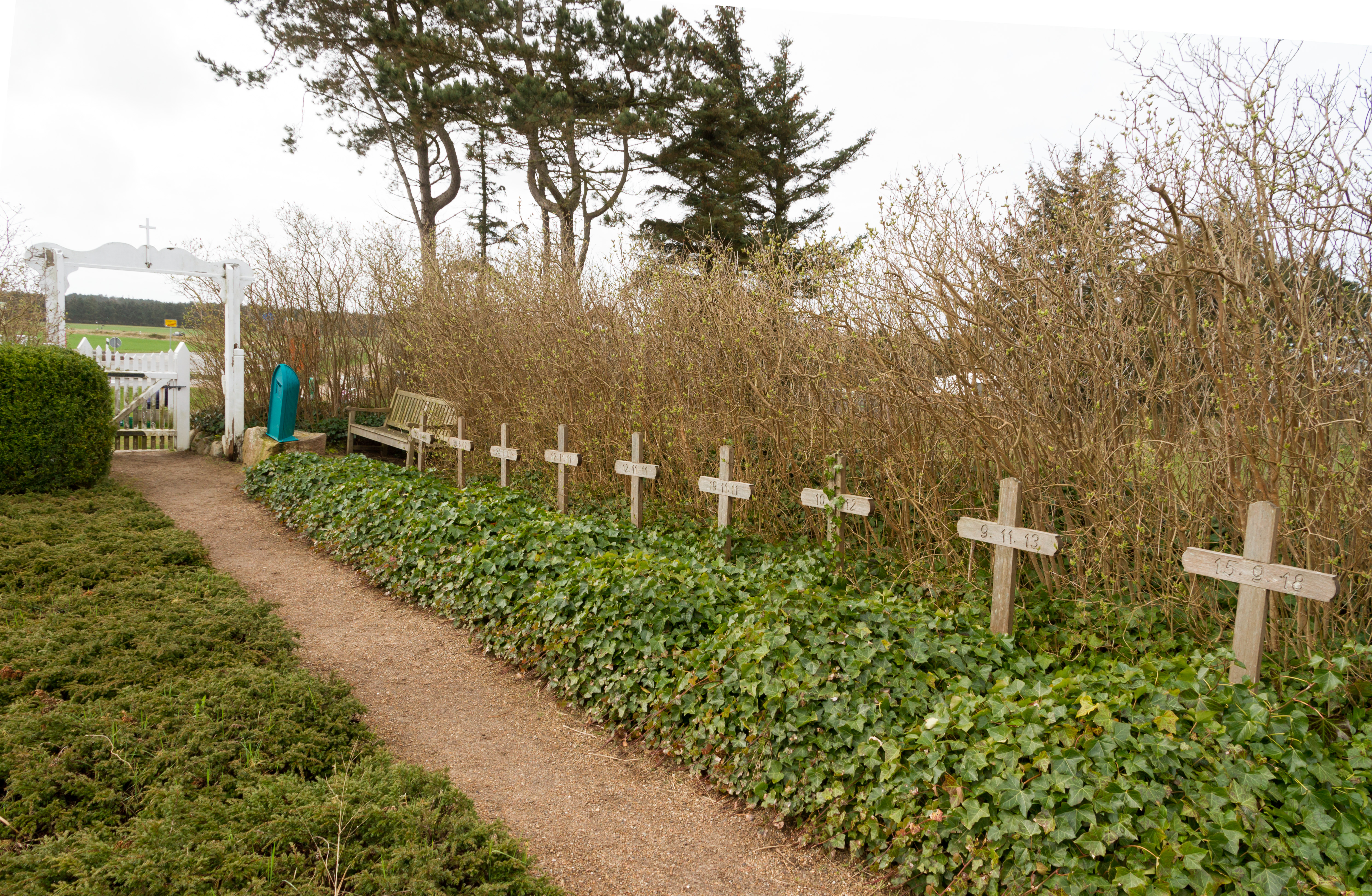
Friedhof der Heimatlosen

Der Friedhof der Heimatlosen liegt am Ortsausgang von Nebel. Dort wurden von 1906 bis 1969 insgesamt 32 an den Strand gespülte und nicht identifizierbare Leichen bestattet. Der Friedhof wurde laut Kirchenchronik 1905 vom Strandvogt Kapitän Carl Jessen angelegt. Er gilt neben dem Westerländer und dem Spiekerooger Friedhof als einer der bekanntesten Friedhöfe der Heimatlosen.
Aus der Jungsteinzeit blieb das Hünenbett von Nebel erhalten. Der Dolmen Steenodde ist ein von einem Erdhügel bedecktes Hünengrab (auch als Megalithanlage bezeichnet), das aus der Jungsteinzeit stammt. Es liegt am Dorfrand von Steenodde. Der größte Grabhügel auf Amrum, der Esenhugh, ist ebenfalls in Steenodde zu finden. Sein Alter ist unbekannt. Möglicherweise wurde er schon in der Stein- oder der Bronzezeit angelegt. Vermutlich aus der Wikingerzeit (10.–11. Jahrhundert) stammt das Gräberfeld von Steenodde, das ursprünglich wohl um die 80 Grabhügel umfasste, von denen heute nur noch wenige erhalten sind. Die Toten wurden meist verbrannt und in Urnen beigesetzt. Weitere Grabhügel, meist aus der Bronzezeit, finden sich über die ganze Insel verteilt.

#### Museen und Ausstellungen

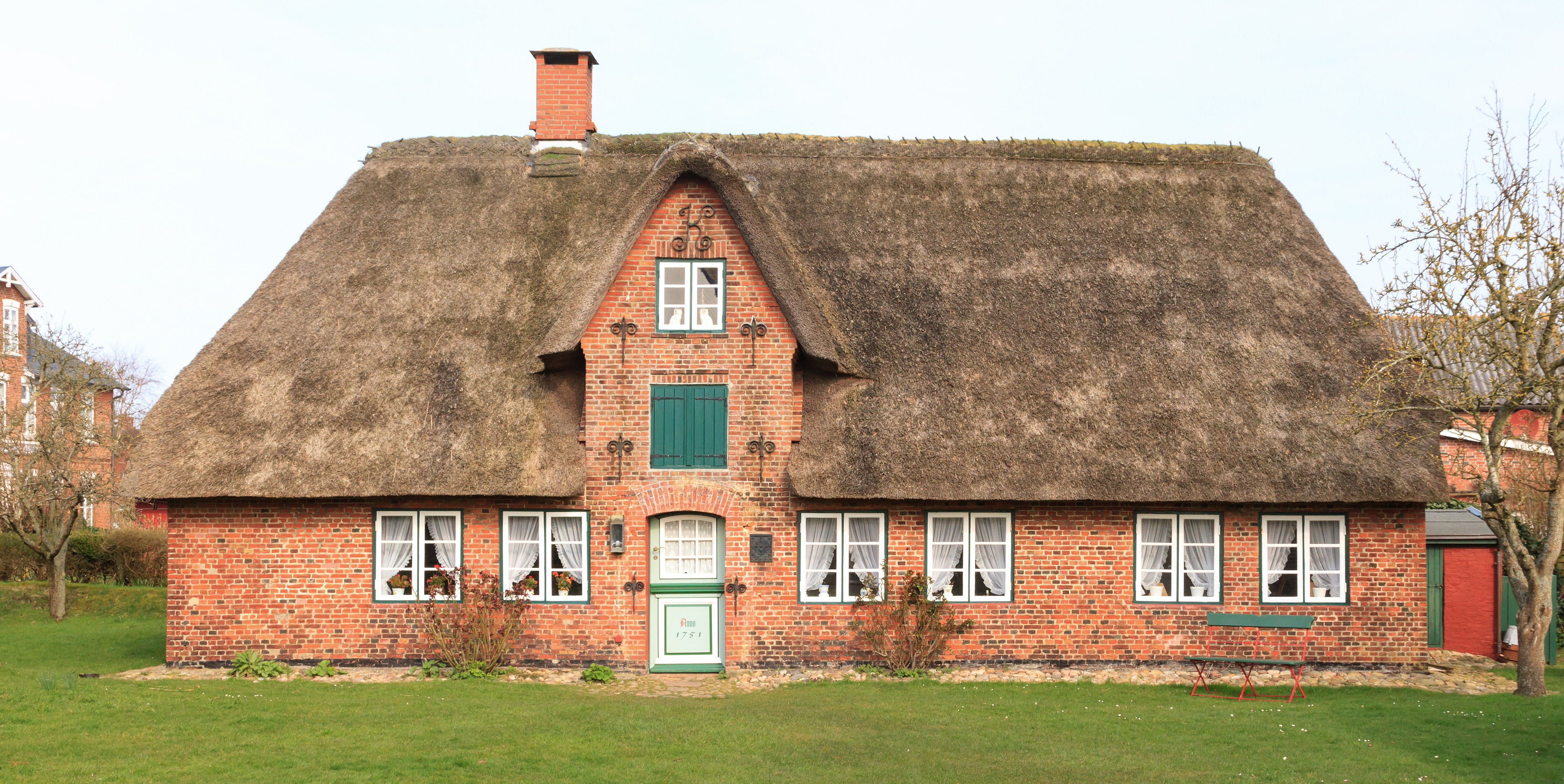
Öömrang Hüs

Das Heimatmuseum der Insel ist in der Amrumer Windmühle untergebracht. Es ist von April bis Oktober geöffnet. In seiner Ausstellung wird die Amrumer Geschichte sowie die Amrumer Flora und Fauna dargestellt. Zu sehen sind Exponate zur Amrumer Inselbahn, zur Seenotrettung und zur Amrumer Kultur. In wechselnden Ausstellungen zeigen Künstler ihre auf Amrum oder auswärts geschaffenen Werke.
In der originalgetreu eingerichteten Küche, der Wohnstube und weiteren Räumen des etwa 1751 errichteten Öömrang Hüs wird die insulare Wohnkultur vergangener Tage gezeigt. Neben der Dauerausstellung präsentiert das Haus in weiteren Räumen Wechselausstellungen. Geöffnet ist es von April bis Oktober. Das Haus gehört dem 1974 gegründeten Heimat- und Kulturverein Öömrang Ferian und dient dem Verein neben seiner Funktion als Museum auch als Archiv.

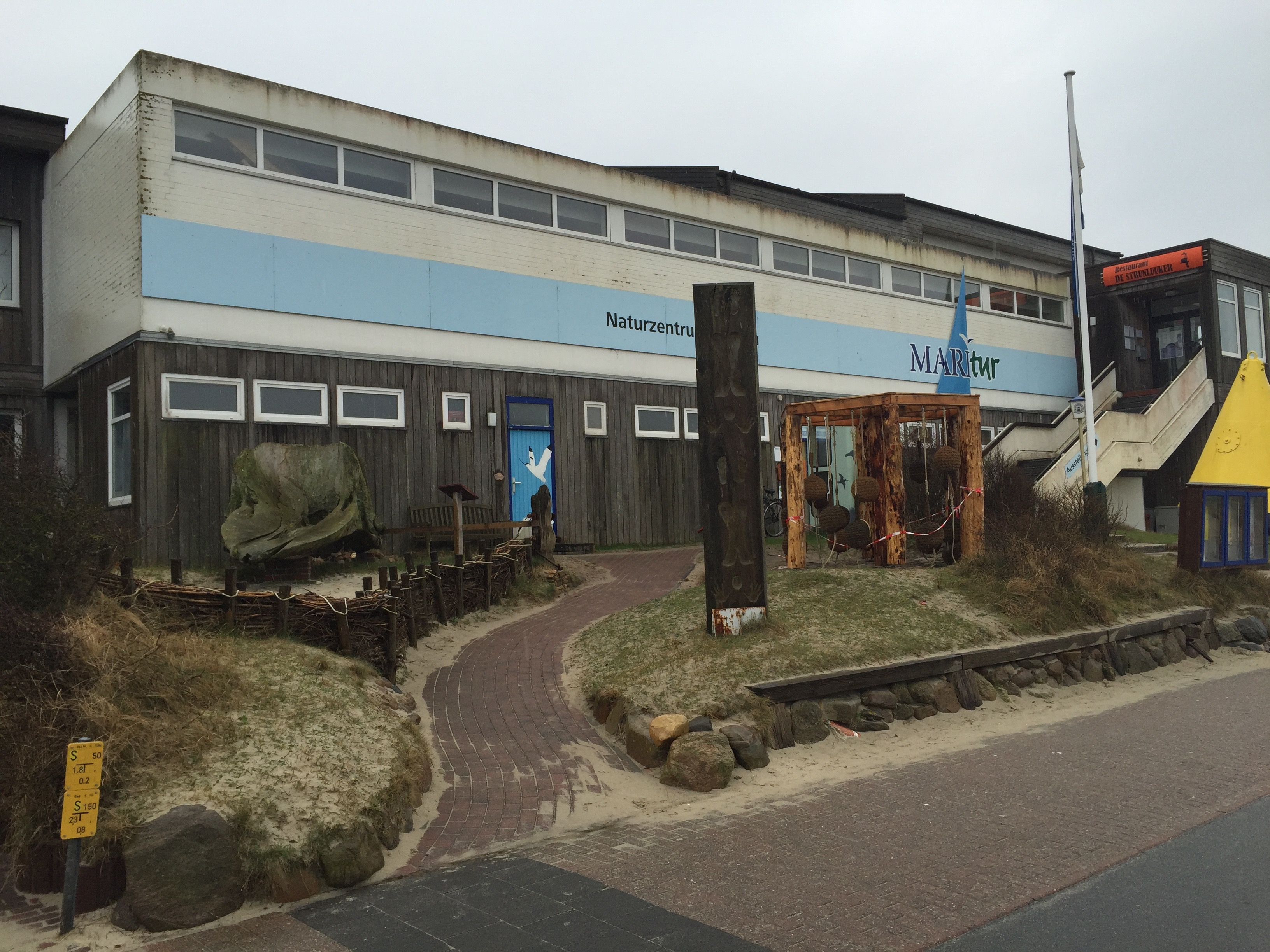
Naturzentrum Norddorf

Das 1998 am Strandübergang Norddorf im ehemaligen Schwimmbad eröffnete Naturzentrum Amrum gehört ebenfalls dem Öömrang Ferian. Gezeigt werden Ausstellungen zu maritimen und naturkundlichen Themen. Im zum Ausstellungsraum umgebauten ehemaligen Hallenbad werden das Skelett eines Pottwals, die Geschichte des Walfangs auf den nordfriesischen Inseln und besonders auf Amrum sowie ein naturkundlicher Teil gezeigt. Besucher können sich dort unter anderem über im Nationalpark Wattenmeer heimische Wale, über durchziehende Meeressäuger, über Ökologie, Biologie und den Schutz der Tiere informieren. Im oberen Stockwerk zeigt der Öömrang Ferian seit 2006 Die Dauerausstellungen Hark Olufs – Als Sklave verkauft, als General zurückgekehrt sowie Der Kojenmann – Mensch und Natur im Wattenmeer. Zur Verfügung gestellt wurden die federführend von Martin Rheinheimer entwickelten Ausstellungen von der Syddansk Universitet.
Die Naturschutzgesellschaft Schutzstation Wattenmeer zeigt im Schwimmbad von Wittdün einen Teil ihrer Ausstellung zum Nationalpark Wattenmeer. In mehreren Aquarien sind unter anderem Strandkrabben, Schollen und Einsiedlerkrebse zu sehen. Die wesentlich größere Ausstellung war bis Ende 2014 in der Nordseehalle untergebracht, die im Januar 2015 abgerissen wurde. Derzeit sucht der Verein nach einer dauerhaften Lösung zur Präsentation der gesamten Ausstellung.

#### Sonstige Bauwerke

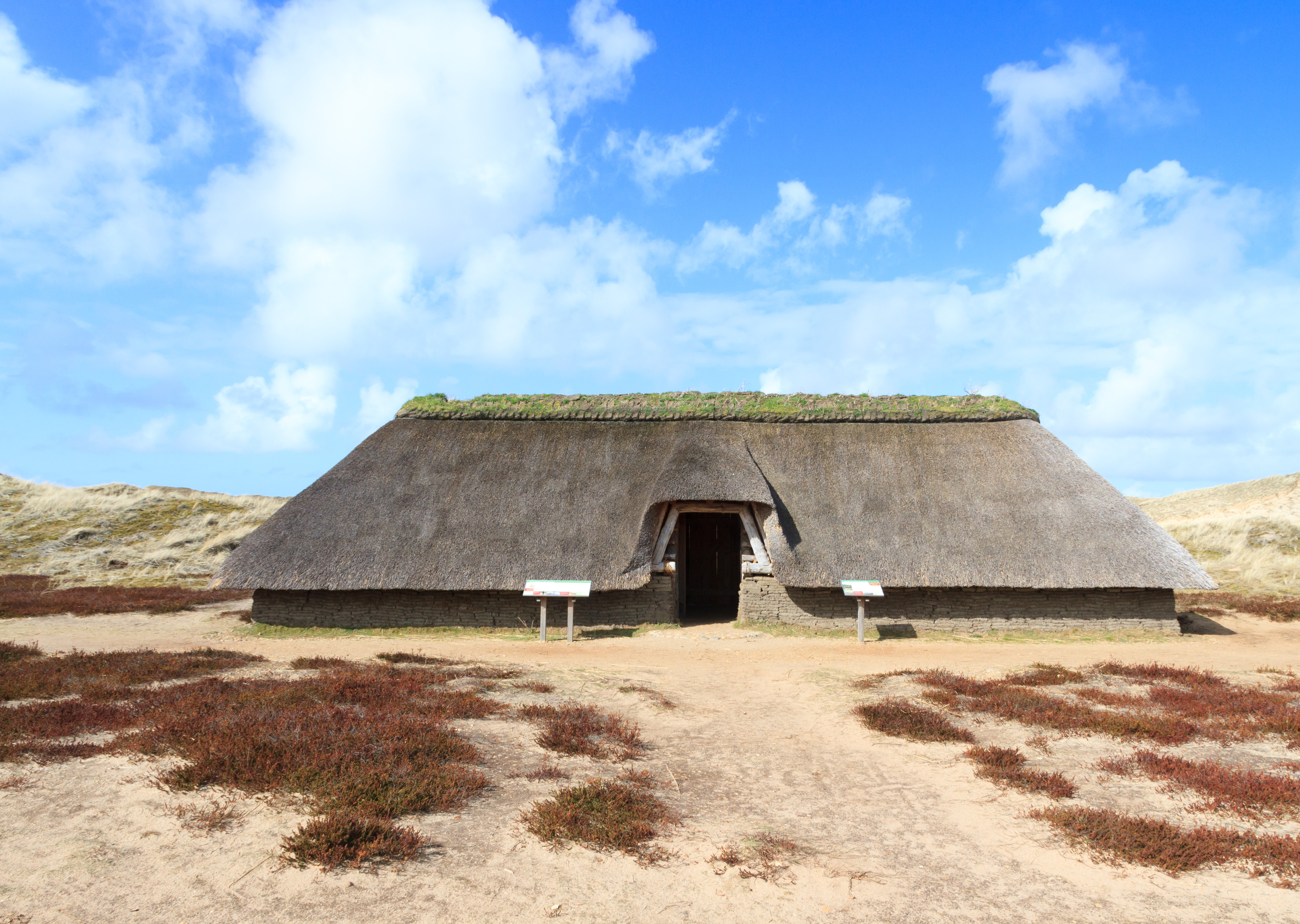
Nachbau eines eisenzeitlichen Hauses

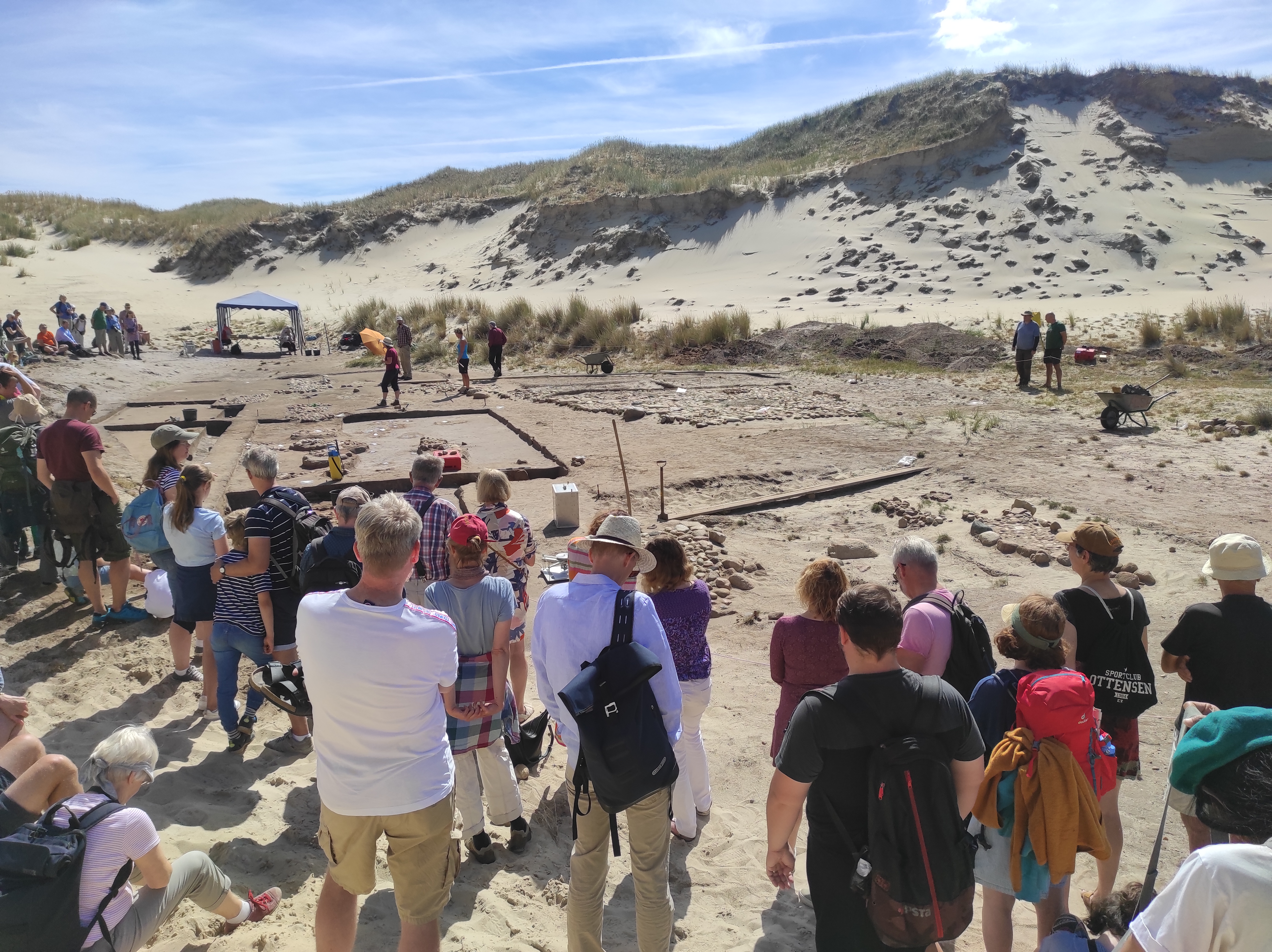
Archäologische Ausgrabung eines eisenzeitlichen Hauses im Juli/August 2022

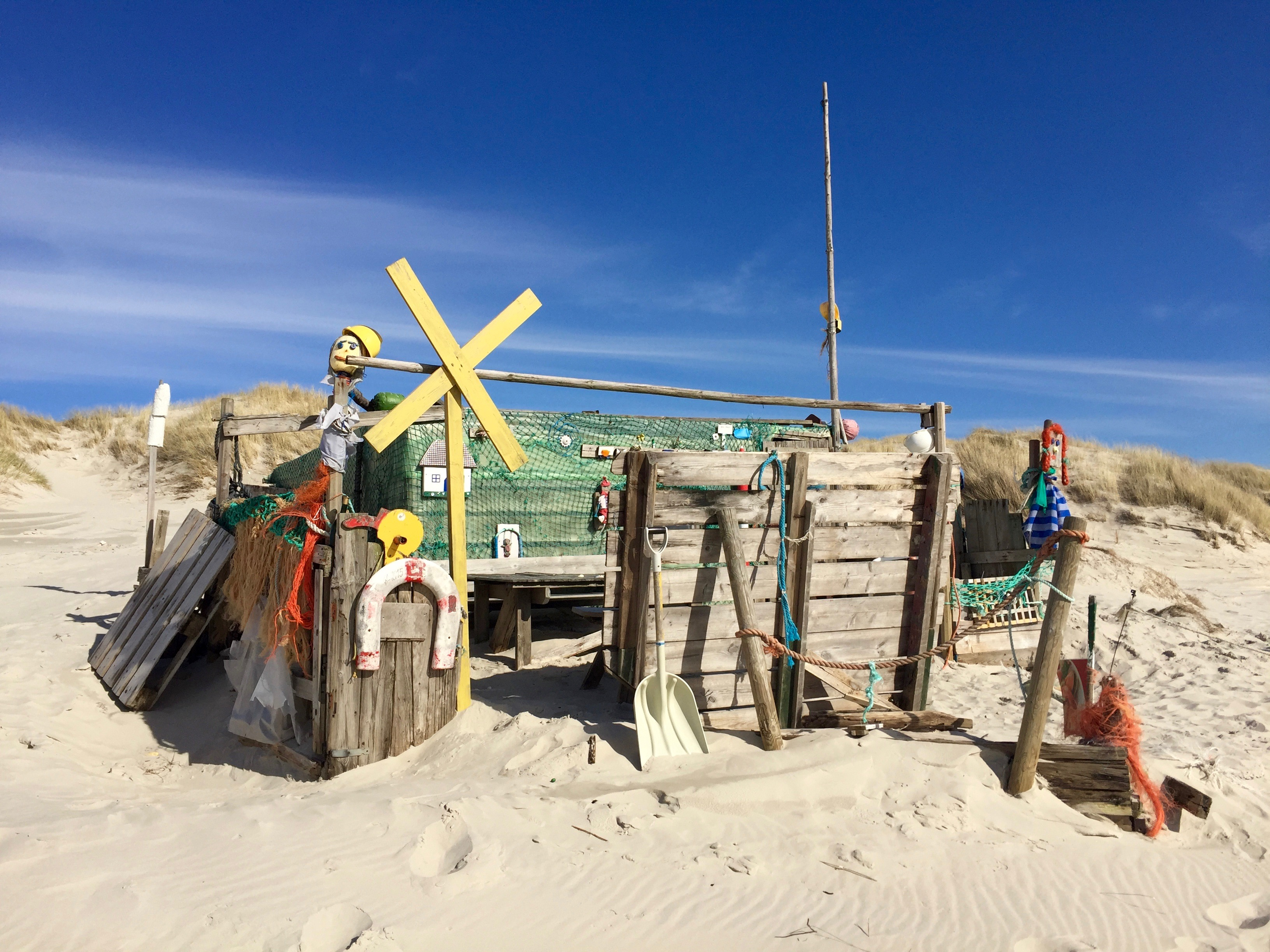
Strandburgen sind eine Amrumer Besonderheit

Die Vogelkoje Meeram war eine von zwei Anlagen auf Amrum, die dem Fang von Wildenten diente. Sie war von 1866 bis 1936 in Betrieb. Seit 2011 ist das Gebiet mit den angrenzenden Biotopen sowie dem archäologischen Areal ein „Naturerlebnisraum“. Auf einem barrierefreien Bohlenweg, der auch durch die angrenzenden Biotope (Dünen, Heide, Wald und Feuchtgebiete) führt, können sich Besucher durch die Anlage bewegen. An verschiedenen Tafeln und Elementen können sie sich über Einzelheiten und Hintergründe zur Vogelkoje, zur Natur rund um die Vogelkoje mit ihren Tieren und Biotopen und zum Einfluss des Menschen auf die Natur informieren.
Teil des Naturerlebnisraumes Vogelkoje Meeram ist auch das archäologische Areal, das sich in Richtung Dünen und Quermarkenfeuer anschließt. Auf dem Gebiet gibt es ausgedehnte Grabungsstellen mit Funden aus der Stein- bis zur Eisenzeit. Eine steinzeitliche Grabstelle („Langbett)“ und einzelne Hausgrundrisse sind im Boden zu sehen und seit 2014 macht der Nachbau eines eisenzeitlichen Hauses die Lebensumstände in der Frühgeschichte nachvollziehbar.
Eine Besonderheit von Amrum sind die aus buntem Treibgut, vor allem Holz, errichteten sogenannten Strandburgen auf dem Kniepsand. Sie werden vom Bau- und Ordnungsamt geduldet. Bekannt wurde „Panschos Burg“, die der Künstler Ottfried Schwarz mehrfach neu erbaute. Die erste Version wurde inklusive 200 Sack Amrumer Sand zeitweise im Hof des Altonaer Museums in Hamburg-Altona gezeigt. 2017 ging Panchos Burg endgültig verloren.
Der Krümwal ist ein etwa eineinhalb Kilometer langer und rund anderthalb Meter hoher Erdwall zwischen Nebel und Steenodde. Er stammt vermutlich aus der Wikingerzeit.

### Kultur

#### Sprache

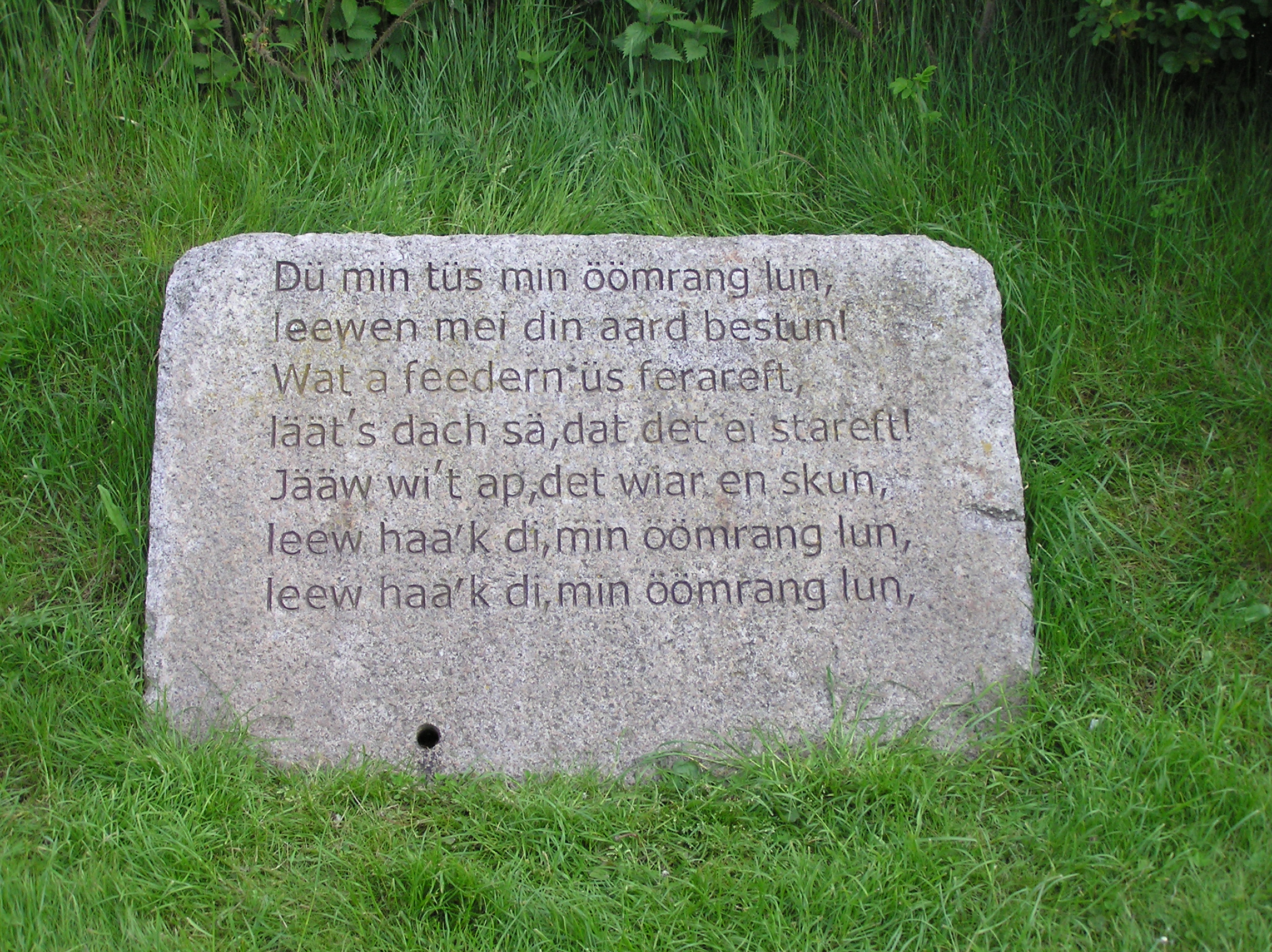
4. Strophe der Amrumer Regionalhymne Min öömrang lun auf Öömrang

Auf Amrum wird heute vor allem Hochdeutsch gesprochen. Zu den einheimischen Sprachen der Insel zählt zum einen das Friesische. Die Amrumer Mundart, die noch ein gutes Viertel der Einwohner beherrscht, wird Öömrang genannt. Mit den Mundarten von Föhr, Sylt und Helgoland bildet sie die inselnordfriesische Dialektgruppe, die sich deutlich vom Festlandnordfriesischen abtrennt. Das Öömrang ist dem Föhrer Friesisch noch recht ähnlich, aber selbst für Sprecher des zum selben Dialektzweig gehörenden Sylter Dialekts ist es bereits schwer zu verstehen. Friesischunterricht wird auf Amrum im Kindergarten, der Öömrang-Skuul sowie an der Volkshochschule angeboten. Auf gymnasialer Ebene wird Friesisch nur in Wyk auf Föhr unterrichtet. Im Verein Öömrang Ferian wird der Schriftverkehr laut Satzung vom 29. Mai 1992 auf Friesisch geführt. Auch die Versammlungssprache soll möglichst Friesisch sein. Der Verein fördert auch die Herausgabe Amrum betreffender friesischer Literatur und Veranstaltungen wie friesische Abende und Theateraufführungen.
Viele Amrumer beherrschen auch Niederdeutsch, da dies die Sprache der küstennahen Seefahrer war. Zudem war es nach der Reformation bis 1720 Kirchensprache, ehe es vom Hochdeutschen abgelöst wurde.
Dänisch wird nur von wenigen Amrumern gesprochen.

#### Trachten

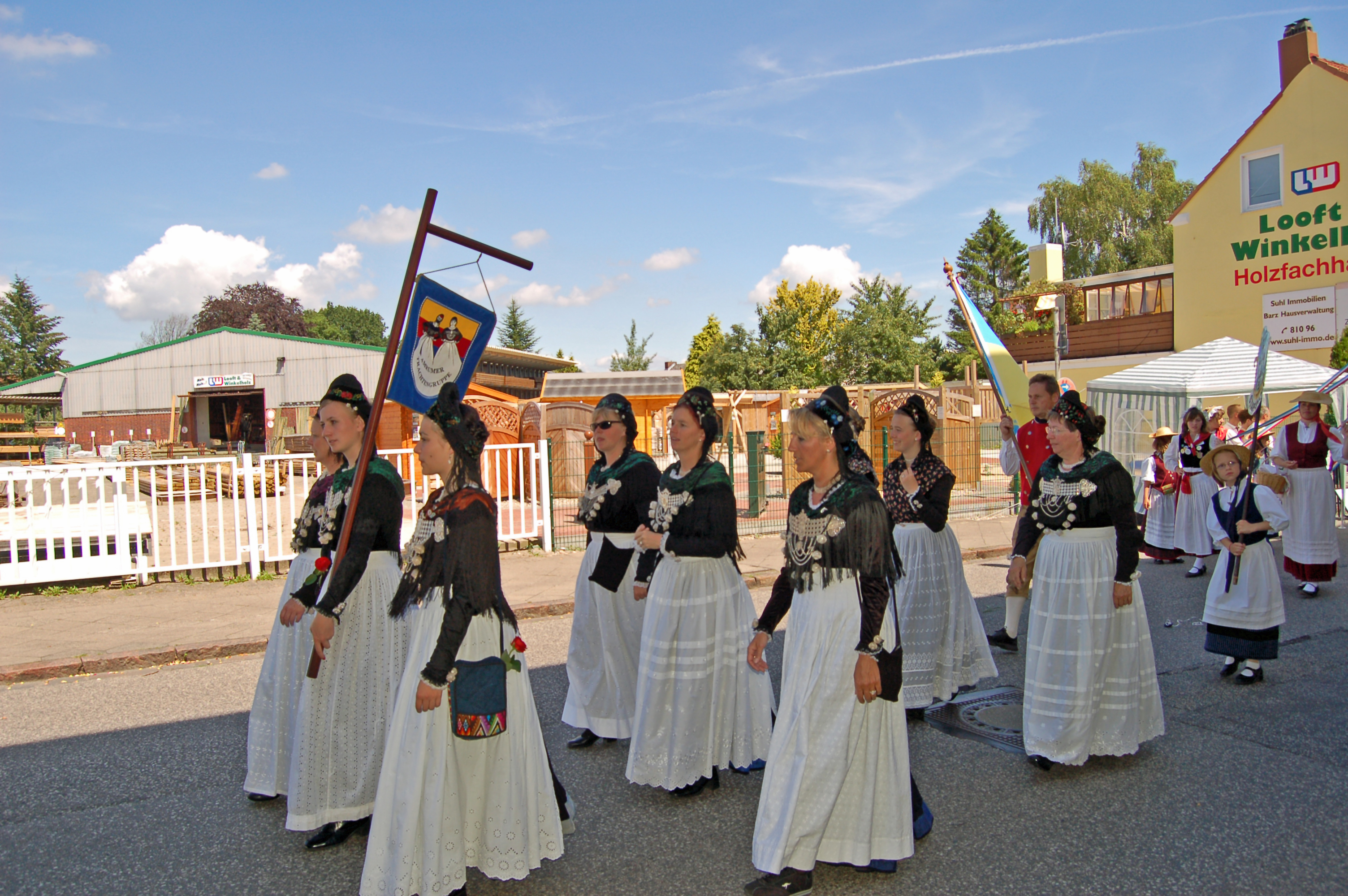
Amrumer Trachtengruppe

Die Amrumer Tracht wird erstmals im 16. Jahrhundert erwähnt, als die Amrumerinnen die Tracht von der Nachbarinsel Föhr übernahmen und damit ihre bis dahin getragene Alltagstracht ablösten. Sie stammt in ihren Ursprüngen von der spanischen Hoftracht ab. Der Kranz der Amrumer Tracht lässt sich bis nach Portugal zurückverfolgen. In den vergangenen 150 Jahren hat sich die Tracht kaum verändert. War sie bis in das 18. Jahrhundert noch sehr farbenfroh, wird heute fast ausschließlich die Sonntagstracht und die Festtagstracht in den Farben Schwarz und Weiß getragen. Ein männliches Pendant zur Frauentracht fehlt auf Amrum.
Der Kopfschmuck, die Haube, wurde in früheren Zeiten von den Trägerinnen selbst um den Kopf geschlungen. Heute wird das quadratische Tuch von einer Anziehfrau gefaltet um den Kopf geknotet, mit einer Stoffwulst zur Erhöhung gebracht und mit Stecknadeln befestigt. Bis in das 20. Jahrhundert trugen die Frauen vornehmlich schwarze Schürzen zu ihrer Tracht. Um die Jahrhundertwende setzten sich dann weiße Schürzen durch. Der filigrane Brustschmuck wird aus Silber hergestellt. Er besteht auf Amrum meist aus acht bis zwölf Filigranknöpfen sowie einer mehrgliedrigen Hakenkette. Diese besteht aus einer drei- oder vierreihigen Gliederkette mit einem Amulett in der Mitte, worauf sich die Bestandteile Kreuz, Herz und Anker als Symbole für Glaube, Liebe und Hoffnung, die Zeichen der christlichen Tugenden befinden.
Die Tracht wird von jungen Mädchen und Frauen vor allem zur Konfirmation, Hochzeit oder Geburtstag und zu touristischen Anlässen wie Heimatabenden getragen.

#### Regelmäßige Veranstaltungen und Brauchtum

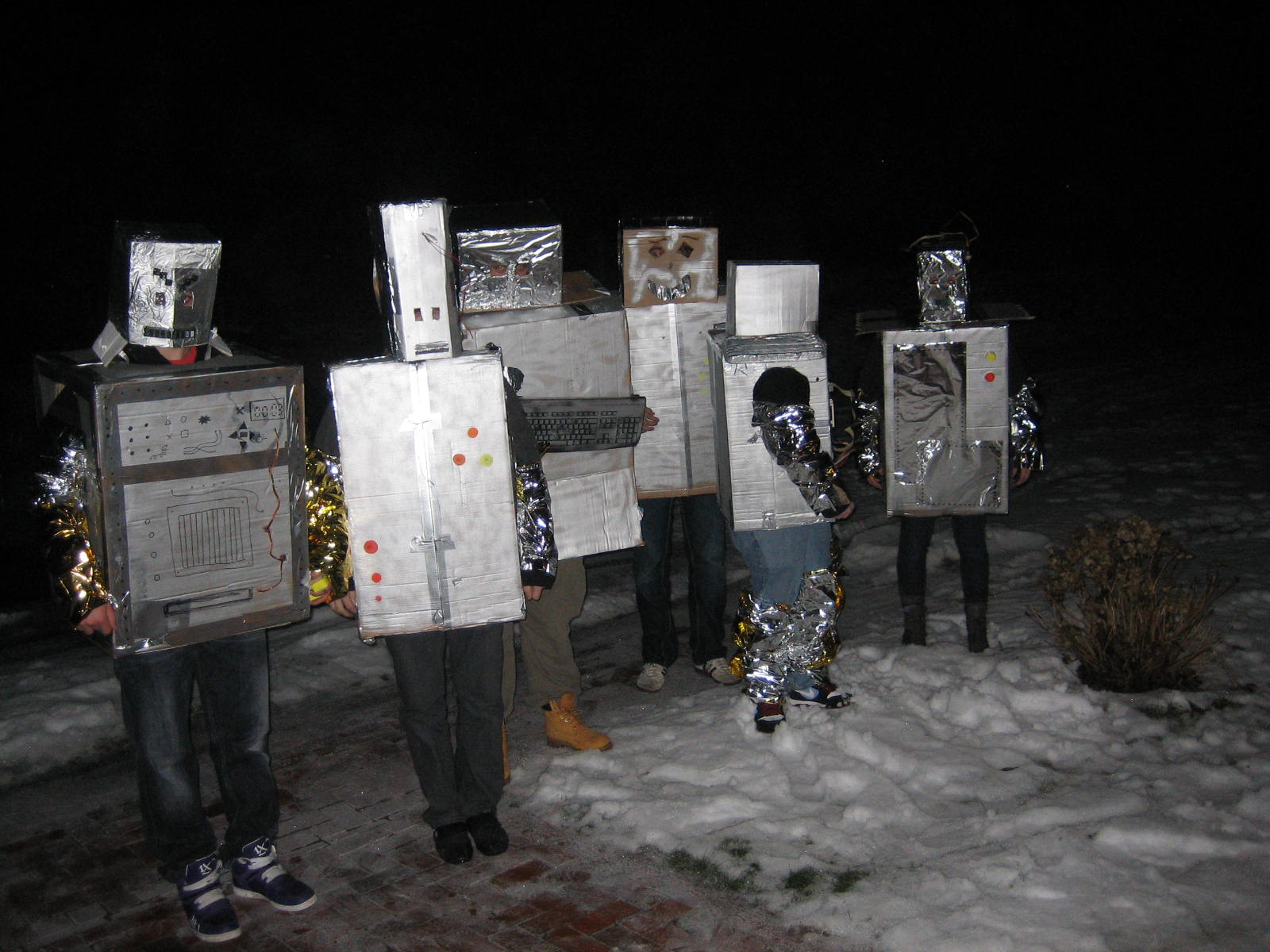
Hulken auf Amrum

Auf Amrum gibt es mehrere eigentümliche Bräuche. Am 21. Februar (Öömrang: Piadersinj, deutsch etwa: Petersabend) wird Biakin gefeiert. Dabei wird ein großes Feuer entzündet, um den Winter auszutreiben. Menschen schwärzen einander mit Ruß die Gesichter. Der Tag beruht auf dem alten Feiertag Petri Stuhlfeier (Öömrang: Piadersdai), der ursprünglich am 22. Februar begangen wurde und auch in anderen nordfriesischen Gemeinden gefeiert wird.
Am Altjahrsabend findet das Hulken statt, bei dem Gruppen von meist jungen, fantasievoll verkleideten Amrumern von Haus zu Haus laufen, ihre Identität erraten lassen und dann je nach Alter mit Süßigkeiten oder alkoholischen Getränken wie Korn belohnt werden.
Das Hualewjonken (deutsch: „Halbdunkeln“) ist eine Zusammenkunft meist männlicher Amrumer zur Zeit der Abenddämmerung, bei der sich die Teilnehmer im Halbdunkel unterhalten. Der Brauch hängt mit der Seefahrt zusammen, die in früheren Jahrhunderten der Haupterwerbszweig der Amrumer war. In der Winterzeit, wenn die Schiffe nicht fahren konnten, kamen insbesondere die unverheirateten Seeleute zum gemeinsamen Lernen regelmäßig am Nachmittag zusammen.
Bekannte Sagengestalten der Insel sind die Onerbäänkin (die dt. Entsprechung wäre Unterirdische), die den Oterbaankin auf Föhr und den Önereersken auf Sylt entsprechen.
Unter Beteiligung der Amrumer Blaskapelle und der Trachtengruppe feiert man auf dem Kniepsand vor Nebel den Sommeranfang am 21. Juni mit einer Sonnenwendfeier.

#### Heimatlied
Das Amrumer Heimatlied Min öömrang lun ist von Lorenz Conrad Peters auf Friesisch im Amrumer Dialekt geschrieben. Es hat sich, obwohl es ein Föhrer Autor war, zur Regionalhymne Amrums entwickelt.

## Religion

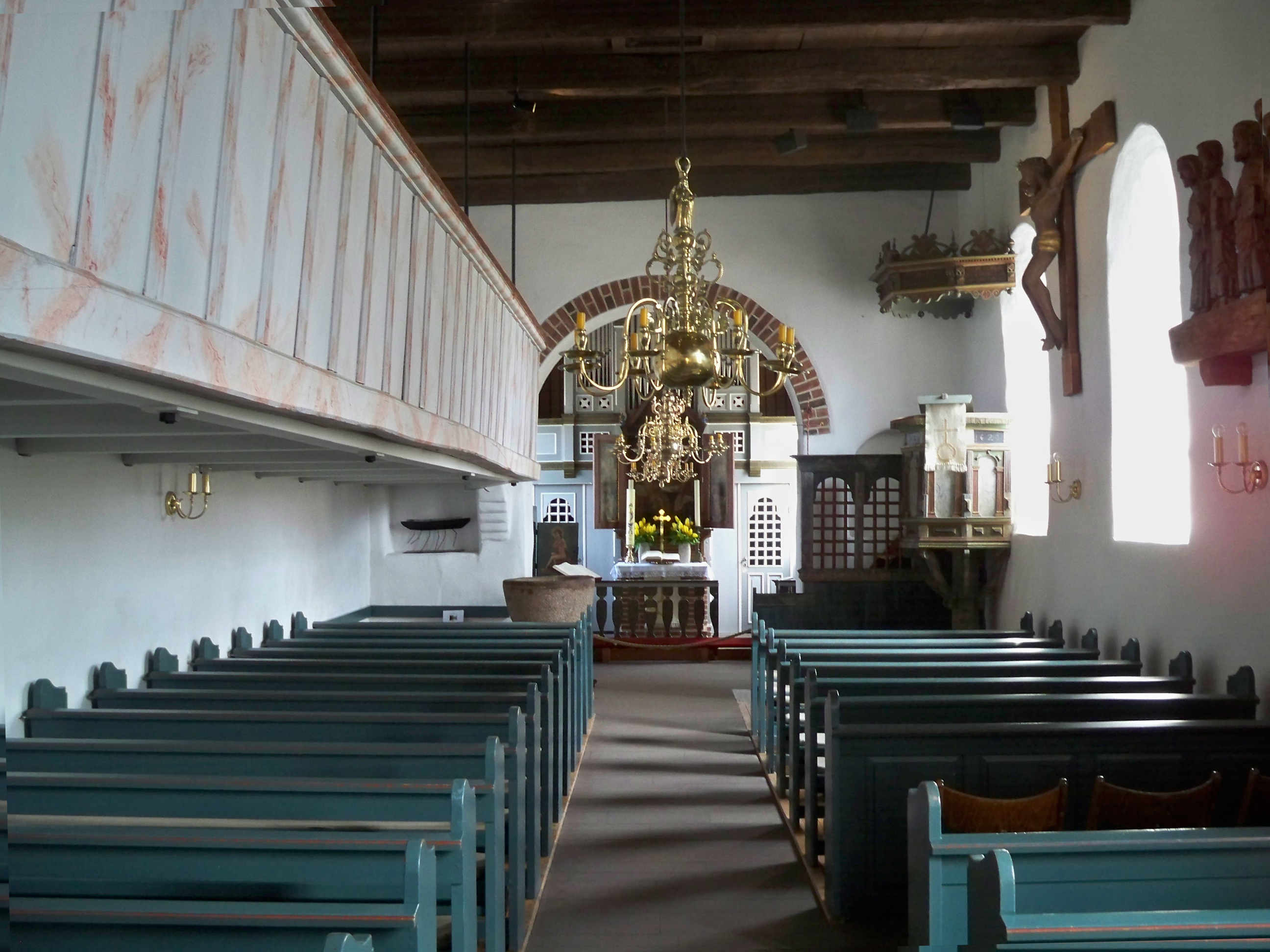
Innenraum der St.-Clemens-Kirche in Nebel

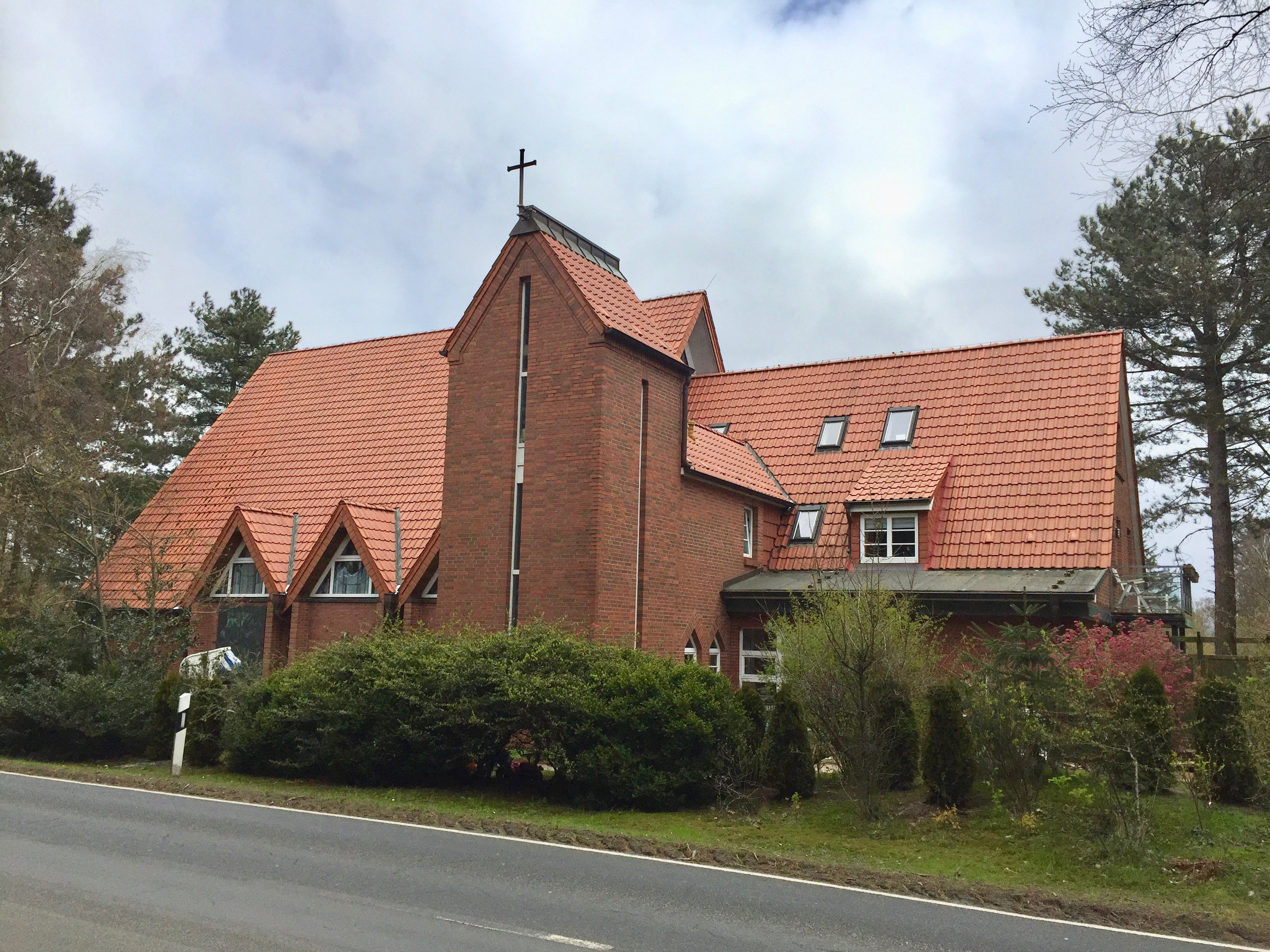
Filialkirche St. Elisabeth in Norddorf

Hauptkirche der Insel ist die St. Clemens-Kirche in Nebel, etwa um 1200 erbaut. Der Großteil der Amrumer Bevölkerung ist seit der Reformation protestantisch und gehört der St. Clemens Kirchengemeinde an. Diese unterhält neben der Pfarrkirche das 1980 eingeweihte Gemeindehaus St. Clemens Hüs in Nebel und eine 1903 in Wittdün errichtete Kapelle. In Norddorf wird das 1929 errichtete Evangelische Gemeindehaus von der Kirchengemeinde für Gottesdienste und andere Veranstaltungen genutzt.
Eine Römisch-Katholische Kirchengemeinde gab es nach der Reformation nicht mehr. Nach Gründung der Badeorte strömten immer mehr katholische Gäste auf die Insel. Sie hielten ihren Gottesdienst in Norddorf zunächst in einem eigens dafür hergerichteten kleinen Raum im Hotel Hüttmann, später dann im sogenannten Missionshaus ab. 1973 wurde schließlich die Filialkirche St. Elisabeth Amrum erbaut. Die Gemeinde hat heute rund 200 Mitglieder und ist Teil der Großpfarrei Nordfriesland, zu der auch die Kirchen von St. Josef (Leck), St. Marien (Wyk auf Föhr), St. Peter Ording, Husum, Nordstrand und Sylt gehören. Eine 1905 in Wittdün errichtete römisch-katholische Kapelle wurde später zugunsten einer Drogerie abgerissen.

## Wirtschaft und Infrastruktur
2024 bestanden folgende Beschäftigungsverhältnisse:
|          | sozialversicherungspflichtig am Arbeitsort | am Wohnort | Arbeitslose |
| -------- | ------------------------------------------ | ---------- | ----------- |
| Wittdün  | 277                                        | 408        | 21          |
| Norddorf | 368                                        | 265        | 14          |
| Nebel    | 448                                        | 458        | 18          |

### Tourismus

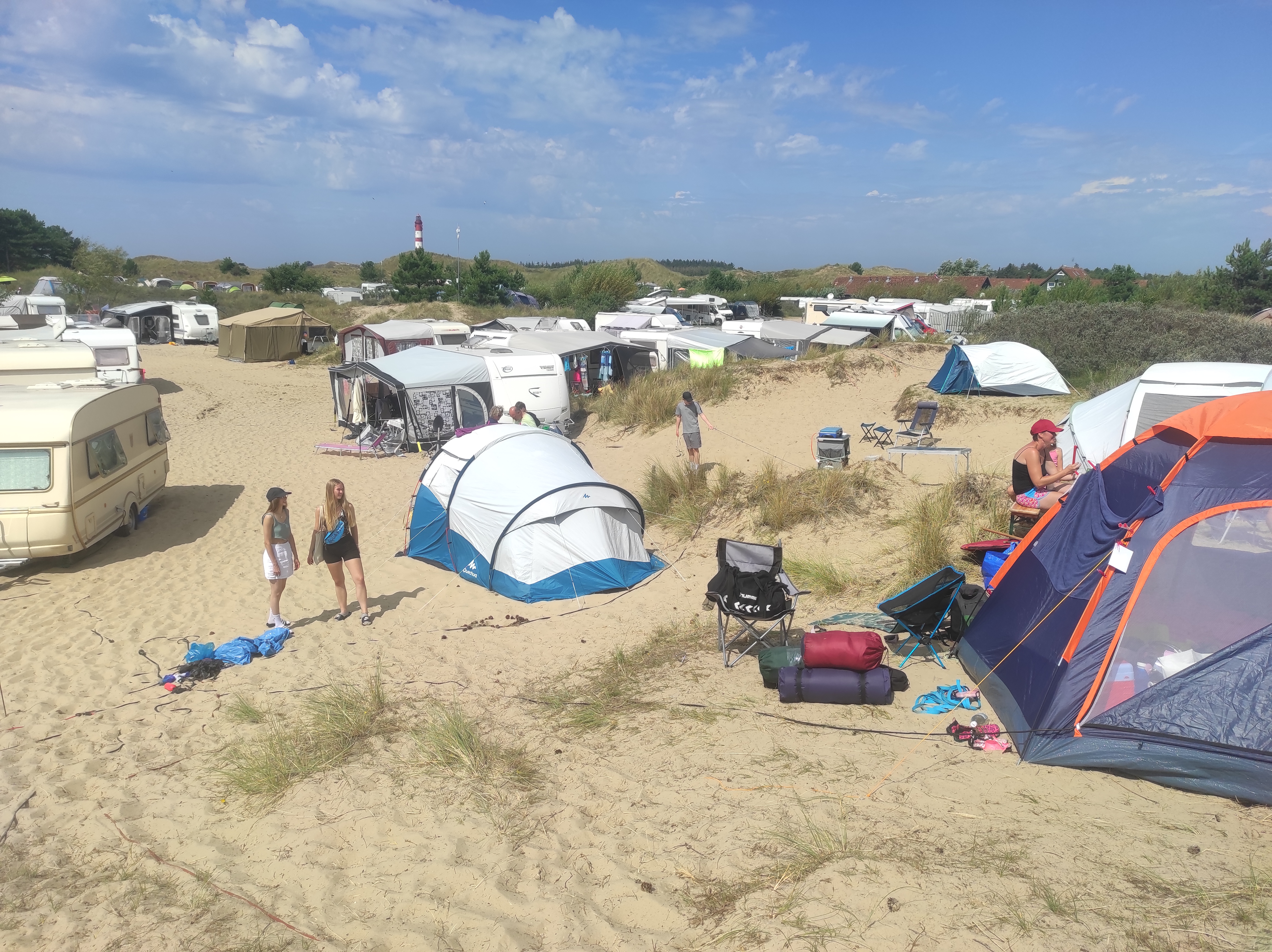
Amrum – Zeltplatz 1

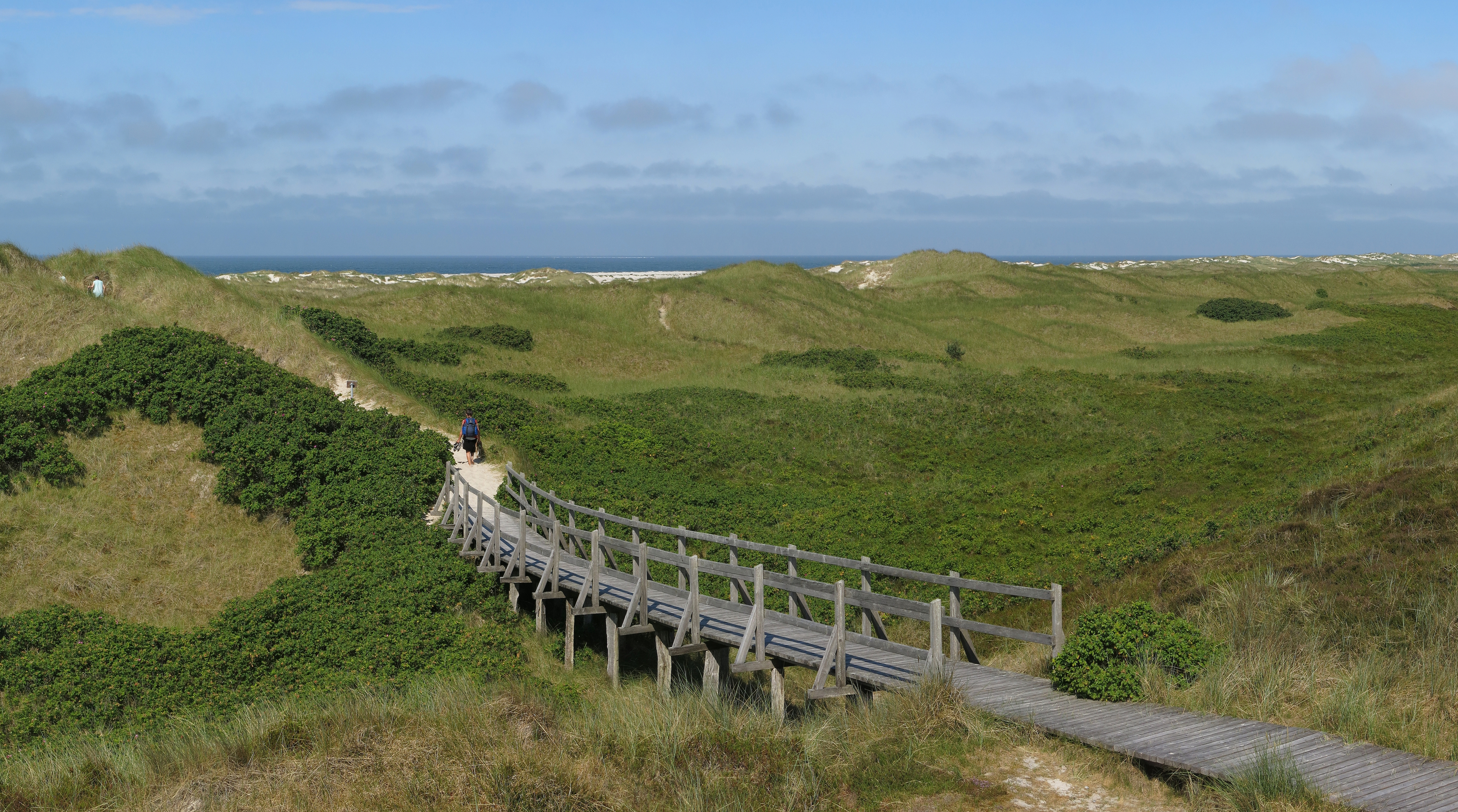
Bohlenweg durch das Naturschutzgebiet Amrumer Dünen von Nebel zum Strand

Der Haupterwerbszweig ist der Tourismus. Amrum verfügt über etwa 12.000 Gästebetten. 2016 wurden auf Basis von Meldescheinen insgesamt 1,29 Millionen Übernachtungen registriert. In der Statistik des Statistischen Amtes für Hamburg und Schleswig-Holstein werden dagegen nur Übernachtungen in den 200 Beherbergungsstätten mit mehr als zehn Betten erfasst. Dort zählte man 800.676 Übernachtungen. Die durchschnittliche Aufenthaltsdauer lag nach Angaben dieser Statistik in Nebel bei 10 Tagen, in Norddorf bei 8,1 Tagen sowie in Wittdün bei 7,8 Tagen.
Amrum verfügte 2012 über rund 10.000 Gästebetten. Man zählte 2012 rund 150.000 Übernachtungsgäste und 1,5 Millionen Übernachtungen sowie 100.000 Tagesausflügler. Ohne Gäste der Kinderklinik Satteldüne, der Kindererholungsheime, des Schullandheims Ban Horn und der Jugendherberge wurden 2012 133.913 Anreisen und 1.265.917 Übernachtungen gezählt. Davon entfielen 343.872 Übernachtungen auf Wittdün, 447.808 auf Nebel und 474.237 auf Norddorf.

### Landwirtschaft

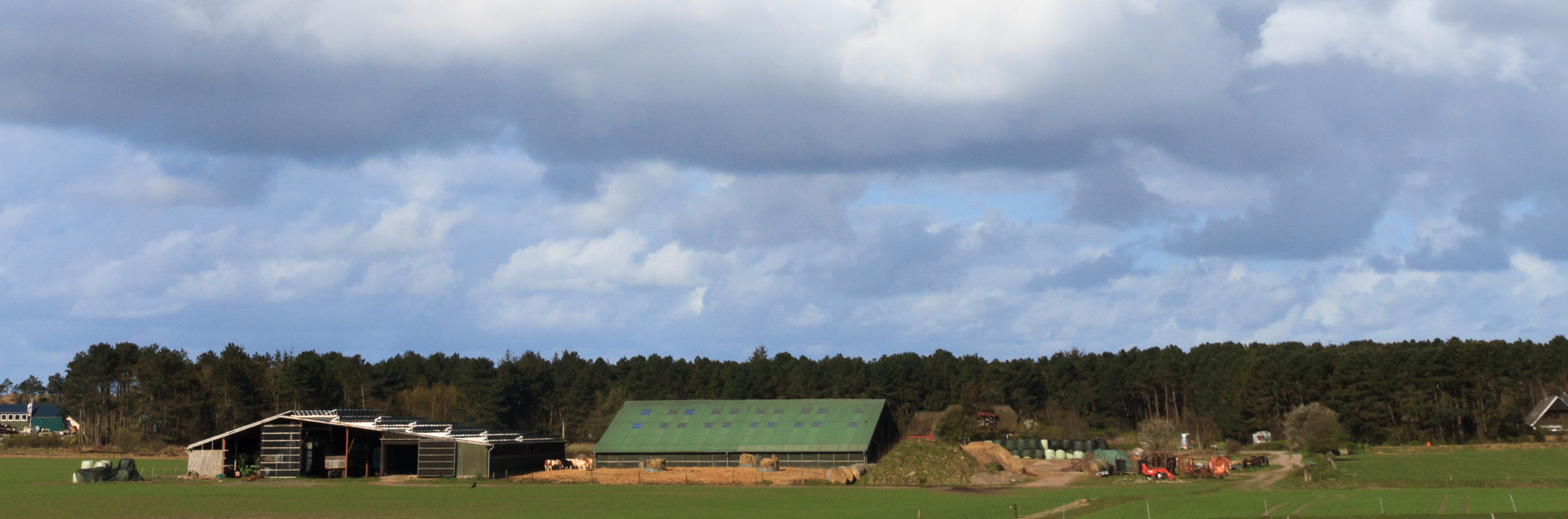
Bauernhof in Süddorf

Auf dem Geestkern sowie in den beiden Marschgebieten wird Landwirtschaft betrieben. Der Ackerbau hat dabei wegen des wenig fruchtbaren Sandbodens und der insgesamt zu kleinen ackerbaufähigen Fläche niemals eine größere Bedeutung gehabt. Auch die Erträge der Viehzucht blieben gering, denn auch dafür standen nur wenige magere Weideflächen zur Verfügung, die zudem bei Springfluten zum Teil überspült wurden. 1910 hielten die etwa 1000 Bewohner der Insel insgesamt 594 Stück Vieh. Darunter waren 212 Rinder, 42 Pferde, 222 Schafe und 118 Schweine. Vor allem Süddorf war durch die Landwirtschaft geprägt, da es am wenigsten vom Tourismus profitierte. Um 1980 gab es auf Amrum weniger als zehn Landwirte. Heute wird sie nur noch von wenigen Höfen und teilweise im Nebenerwerb betrieben.

### Fischerei
Die Fischerei war jahrhundertelang die Haupteinnahmequelle. Ab dem 15. Jahrhundert gingen die Insulaner auf Heringsfang. Dessen Erträge gingen im 17. Jahrhundert zurück. Anfang des 18. Jahrhunderts entdeckten die Amrumer die wirtschaftlichen Möglichkeiten des Walfangs für sich. Dieser blieb bis um 1860 die Haupteinnahmequelle der Amrumer. Danach fuhren die Insulaner als Kapitäne oder Steuerleute auf Handelsschiffen zur See. Vom 11. bis ins 19. Jahrhundert war zudem die Austernzucht ein wichtiger Erwerbszweig. Aufgrund sinkender Erträge stellten die Insulaner die Zucht im Jahre 1881 ein. Heute ist noch ein Fischer auf der Insel beheimatet.

### Häfen

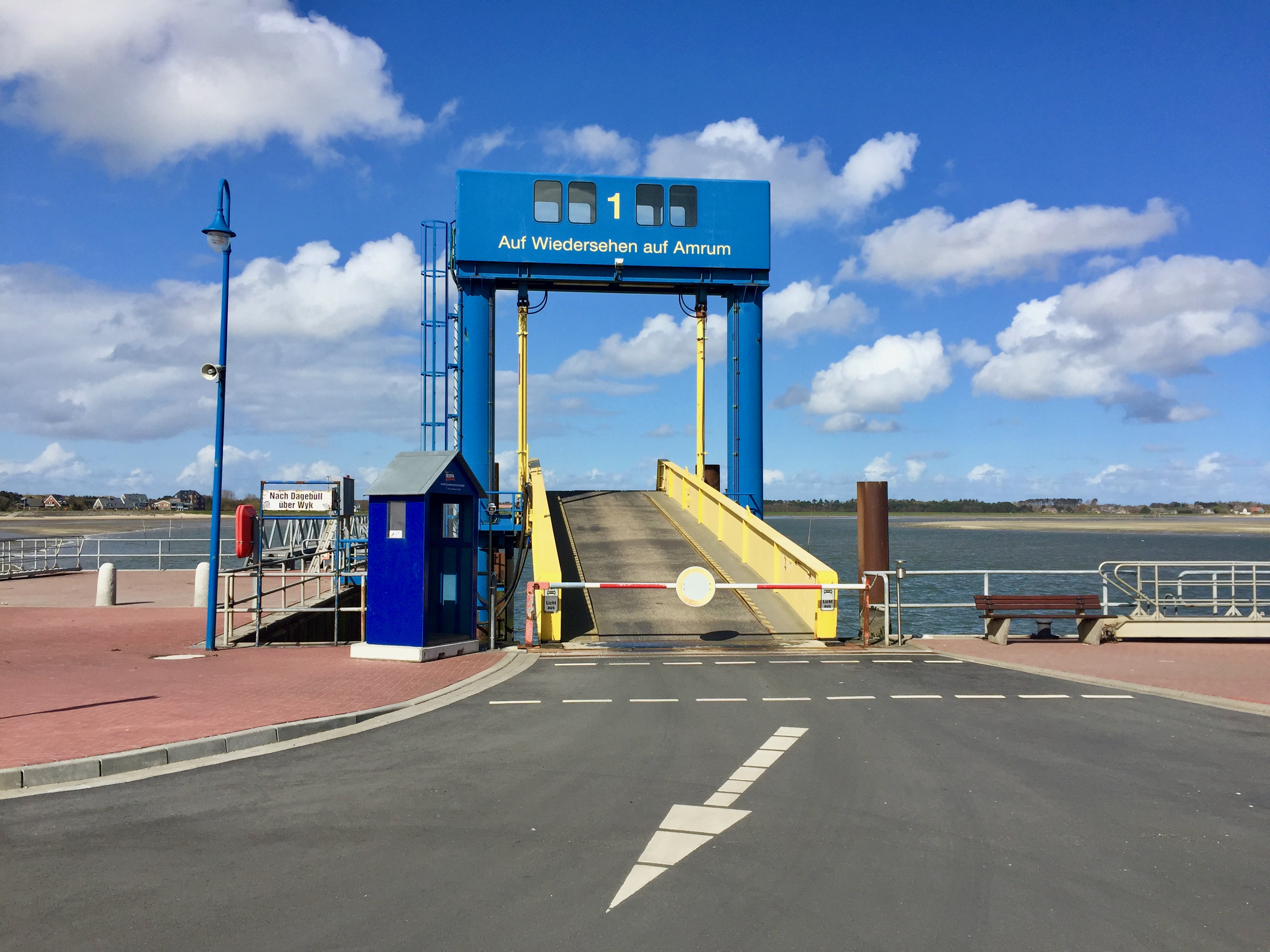
Der Fähranleger von Wittdün

Auf der Insel Amrum gibt es zwei kommunale Häfen. Der Hafen Wittdün wird für den Fähr- und Güterverkehr genutzt, während der Hafen Steenodde ausschließlich dem Güterumschlag, hauptsächlich Heizöl und weitere Brennstoffe, dient. In Steenodde wurden 2006 6.117 Tonnen Seegüter umgeschlagen. In Wittdün waren es 23.299 t. Betreiber beider Häfen sind die Versorgungsbetriebe Amrum.
Der Hafen Wittdün ging aus einem Anleger hervor, der 1890 im Zuge der Gründung von Wittdün erbaut wurde. In der Nähe des Fährhafens von Wittdün liegt der vom Wasser- und Schifffahrtsamt Tönning betriebene Seezeichenhafen, der von Schiffen wie dem Tonnenleger Amrumbank und dem Seenotrettungskreuzer Ernst Meier-Hedde sowie Sportbooten genutzt wird. Dort wurde 1915 an der heutigen Nordmole der Grundstein für den ersten Liegeplatz gelegt. Gemeinsam mit den anderen Amrumer Häfen sollte er als Bau- und Liegehafen für die großen Nassbagger dienen, die Anfang der 20er Jahre mit dem Bau des Hindenburgdammes zwischen Sylt und dem Festland begannen.
Kurz vor Ende des 19. Jahrhunderts wurde in Steenodde die erste Amrumer Landebrücke für den Fracht- und Personenverkehr errichtet. Eine Zeitlang existierte eine kleine Schiffswerft auf dem Sandwall nahe der Brücke. 1960 bis 1971 war Steenodde Sitz der Amrumer Schiffahrts AG und Heimathafen der Fähre Amrum bzw. – ab 1968 – einer gleichnamigen Autofähre, die den Hafen bis etwa 1985 auf der Linie Schlüttsiel–Hooge–Langeneß–Wittdün–Steenodde anfuhr.
Ein weiterer Hafen, der westlich von Norddorf gelegene Kniephafen, versandete Anfang des 20. Jahrhunderts innerhalb kurzer Zeit vollständig durch die Sedimentzufuhr vom Kniepsand.

### Verkehr

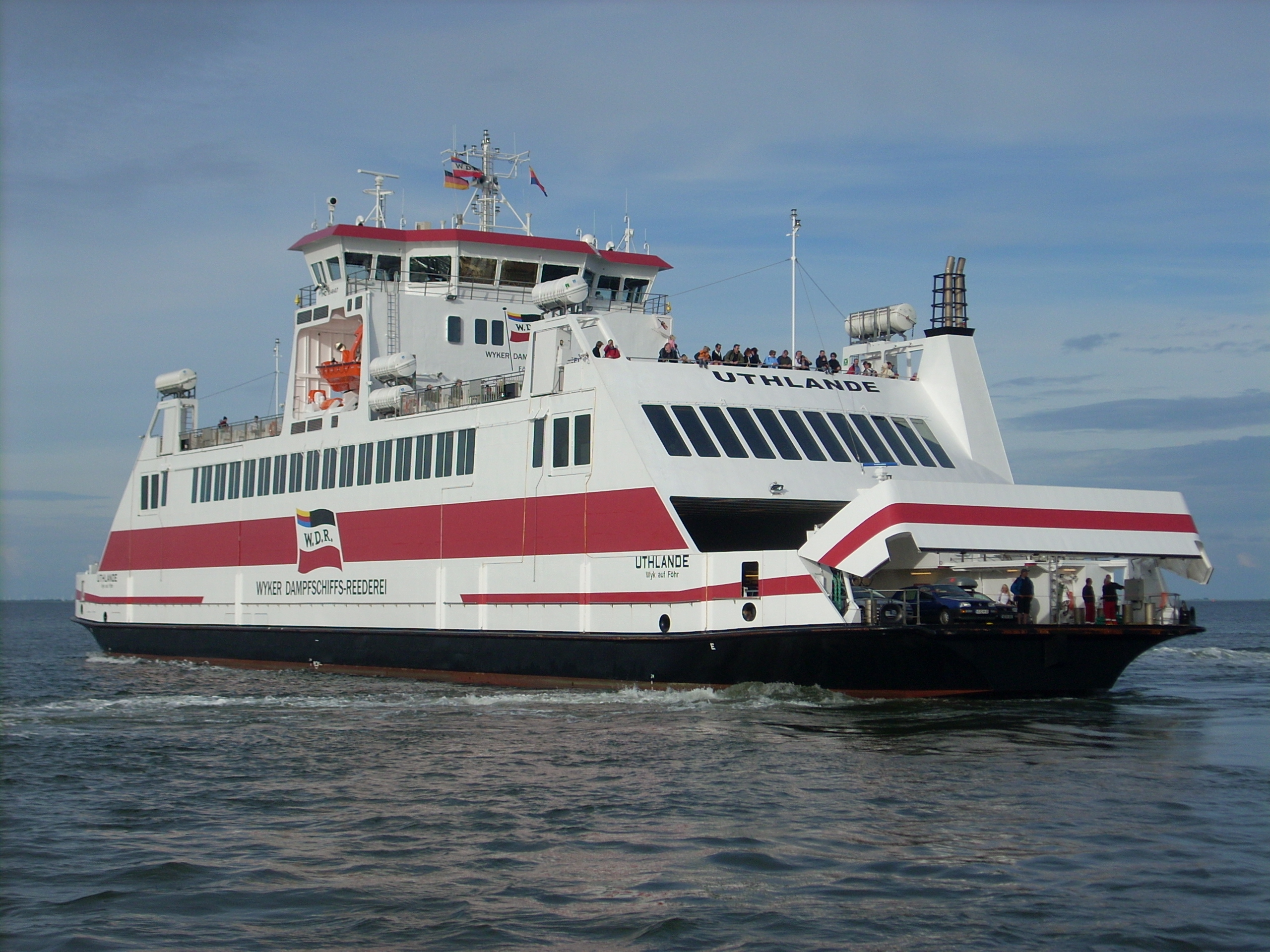
Fähre Uthlande der Wyker Dampfschiffs-Reederei

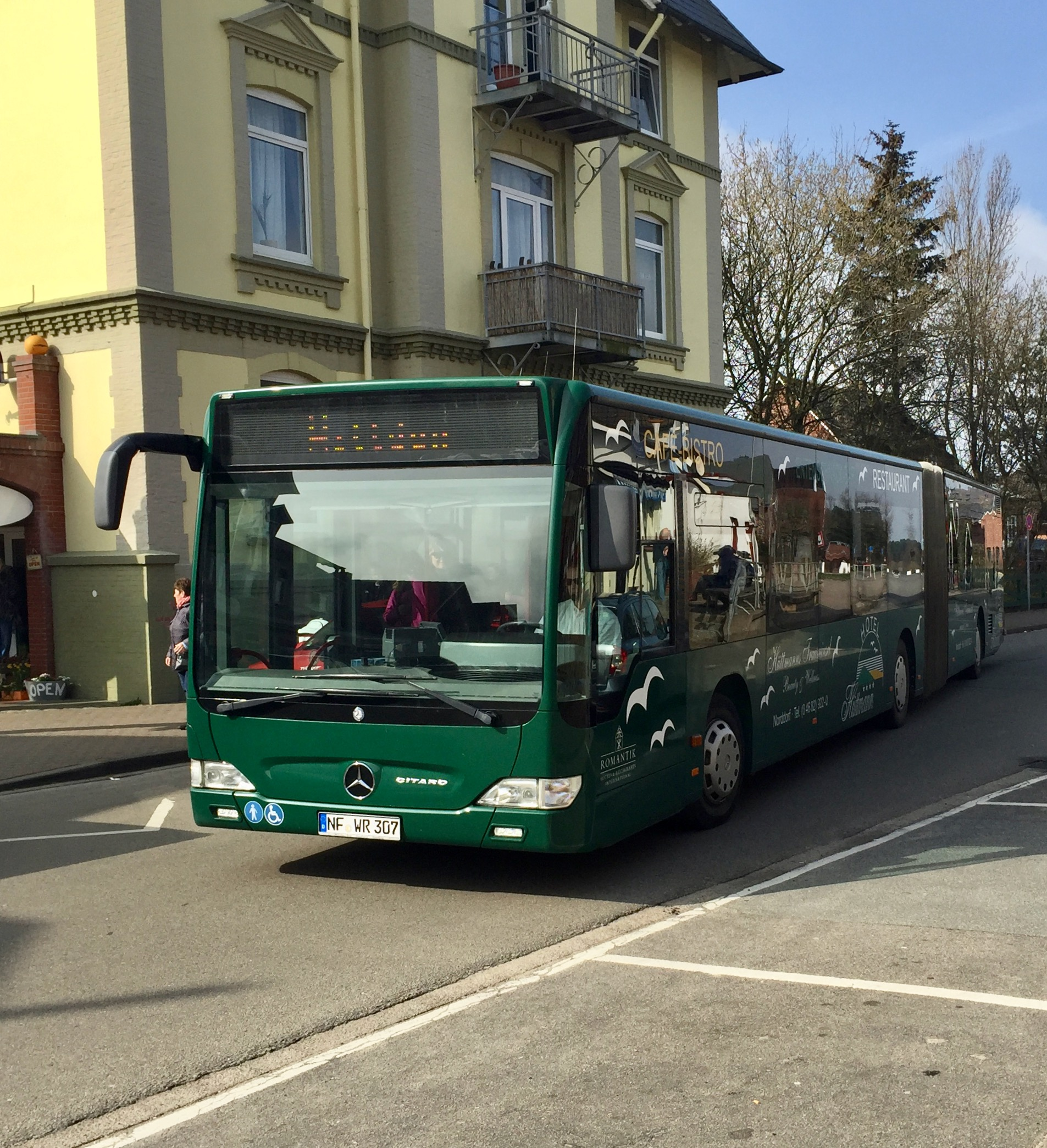
Betreiber der Linienbusse ist die WDR.

#### Schiffsverkehr
Die Insel ist durch eine Fährlinie (mit Fahrzeugbeförderung) mit Wyk auf Föhr und dem Festlandhafen Dagebüll verbunden. Die regelmäßige Verbindung nach Schlüttsiel und den Halligen Langeneß und Hooge wurde ab der Sommersaison 2019 eingestellt. Fährhafen ist Wittdün. Im Jahre 2023 wurden dort 2864 ankommende Schiffe sowie 589 312 Personen abgefertigt. Gegenüber dem Vorjahr bedeutete dies einen Rückgang von 0,8 % bei den Schiffsanlandungen sowie 5,3 % im Personenverkehr. Die meisten Touristen reisen über Dagebüll an. Von dort braucht die Fähre der Wyker Dampfschiffs-Reederei (W.D.R.) bei einer direkten Verbindung Dagebüll–Amrum 90 Minuten, bei der häufigeren Verbindung über die Nachbarinsel Föhr etwa 120 Minuten.
Während der Sommermonate verbindet die Reederei Adler-Schiffe nach Fahrplan und nur für Passagiere mit der Adler-Express Wittdün mit Hörnum auf Sylt, der Hallig Hooge und Strucklahnungshörn auf Nordstrand, sowie mit der Adler Rüm Hart Wittdün mit Wyk auf Föhr. Vom Fährhafen aus finden im Sommerhalbjahr Ausflugsfahrten mit der Eilun statt.

#### Straßenverkehr
Die befestigte Straße von Wittdün nach Norddorf wurde im Jahre 1939 fertiggestellt. Im Juli 2007 waren auf Amrum 1343 PKW, 139 Lkw, 95 Krafträder sowie 298 Anhänger zugelassen. Vor allem in der Gemeinde Wittdün gab es seinerzeit einen hohen Grad an Motorisierung.
Neben dem Pkw ist das Fahrrad Hauptverkehrsmittel; das Radwegenetz ist gut ausgebaut. Zahlreiche Fahrradverleiher ermöglichen auch Touristen, die ohne Rad anreisen, mobil zu sein.
Eine Buslinie, intern als Linie 10 bezeichnet, verbindet alle Orte auf der Insel außer Steenodde miteinander. Im Sommer 2024 verkehren von Montag bis Freitag zwischen ca. 5 und 20 Uhr (ab Wittdün) in der Regel 18 Fahrtenpaare, an Freitagen ergänzt durch eine Spätfahrt um 22 Uhr. An Samstagen und Sonntagen verkehren jeweils 16 Fahrtenpaare im Zeitraum von ca. 5 bis 22 Uhr. Die Buslinie wird – wie die Autofähren – von der W.D.R. betrieben und ist auf die Fährzeiten abgestimmt. Eingesetzt werden drei Gelenkbusse sowie ein Solobus.

#### Luftverkehr
1928 wurde ein Flugfeld auf der Heide südlich von Norddorf angelegt. Dagegen klagten jedoch die Interessenten der nahen Vogelkoje. Vor Gericht konnten sie sich durchsetzen. Das Urteil beschränkte den Flugverkehr auf wenige Sommermonate bis zum August. Die Passagierzahlen blieben unter den Erwartungen, so dass der Flugverkehr bald eingestellt wurde. Einen neuen Anlauf zur Anlage eines Flugplatzes gab es nach dem Zweiten Weltkrieg. Diese wurden aus Gründen des Natur- und Landschaftsschutzes abgelehnt. Seither ist Amrum von den vier großen Nordfriesischen Inseln (neben Amrum sind dies Sylt, Föhr und Pellworm) die einzige ohne Flugplatz. In Nebel besteht ein Landeplatz für Hubschrauber mit den üblichen Standards. Er wird ausschließlich für Notfall- oder dringende Krankentransporte zum Festland genutzt.

#### Schienenverkehr
Die Aktiengesellschaft Wittdün und Amrum startete 1893 den Probebetrieb einer Eisenbahn auf der Strecke Wittdün–Wittdün Strand. 1901 begann der Bahnbetrieb auf der Strecke Wittdün–Nebel. Ein Jahr später wurde die Amrumer Inselbahn dann bis Norddorf Hafen betrieben und erreichte damit fast die maximale Streckennetzlänge, das in der maximalen Ausdehnung etwa 14 km umfasste. Die Inselbahn blieb zeit ihres Bestehens ein Verlustgeschäft, das 1939 eingestellt wurde. Obwohl die Inselbahn schon lange nicht mehr fährt, gibt es eine gummibereifte „Lokomotive“ – ein umgebauter Toyota-Geländewagen – mit zwei Anhängern, die als „Amrumer Inselbahn“ bzw. „Insel-Paul“ für Besichtigungsfahrten eingesetzt wird.

### Rettungsstation der DGzRS
Die Deutsche Gesellschaft zur Rettung Schiffbrüchiger hat seit 1865 eine Rettungsstation auf Amrum. Zunächst war die Station im Kniephafen im Norden der Insel. Nach Versandung des Hafens wurde die Station geschlossen. Heute ist der Standort im Seezeichenhafen Wittdün, wo seit 1961 ein Seenotrettungskreuzer stationiert ist.

### Bildungswesen

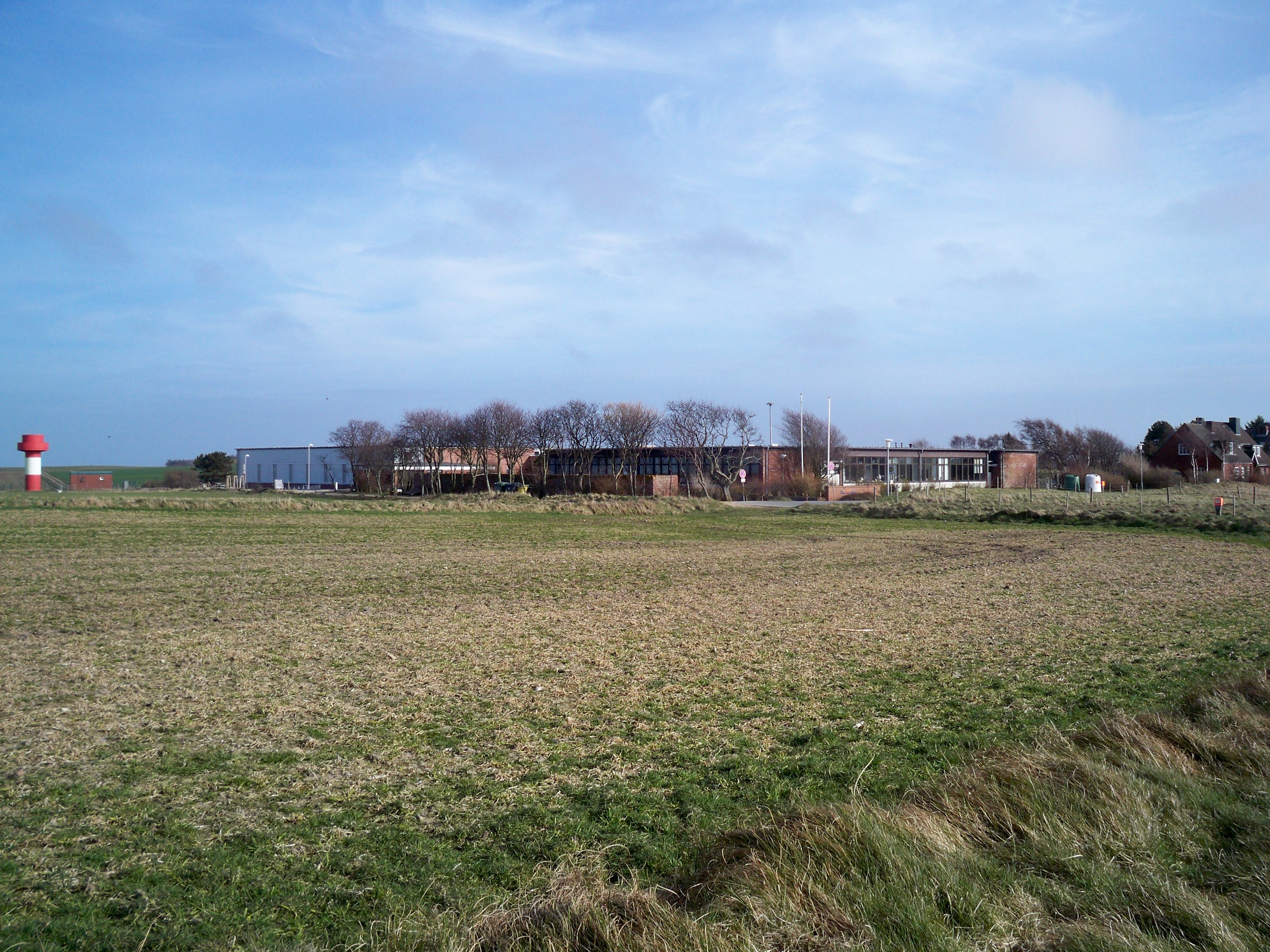
Öömrang Skuul

Im Kindergarten Amrum werden derzeit 86 Kinder betreut. Die Öömrang-Skuul ist eine Grund- und Gemeinschaftsschule mit Förderzentrumsteil des Amtes Föhr-Amrum in Nebel. In ihr wurden 1968 die drei Volksschulen in Wittdün, Nebel und Norddorf als Dörfergemeinschaftsschule Amrum zusammengefasst. Sie führt als Realschule mit Grund- und Hauptschulteil zum Haupt- oder Realschulabschluss. Ihr neues Domizil erhielt die Schule in einem dafür neu und zentral in Süddorf gelegenem Gebäude. Sie heißt seit 2002 Öömrang Skuul (Öömrang; deutsch: „Amrumer Schule“). Sie wird von etwa 200 Schülern besucht. Davon sind 80 in dem Grund- und 120 im Sekundarschulbereich. In den Klassenverbänden wird jahrgangs- und schulartenübergreifend unterrichtet.
Um das Abitur zu erlangen, stehen den Schülern nach der 10. Klasse die Eilun-Feer-Skuul in Wyk auf Föhr sowie die beruflichen Gymnasien an der Berufsschule in Niebüll zur Verfügung. Dort werden die Fachrichtungen Agrarwirtschaft, Ernährung, Technik und Wirtschaft angeboten. Die Öömrang Skuul hat mit der Eilun-Feer-Skuul sowie den beruflichen Gymnasien in Niebüll Kooperationsverträge abgeschlossen, die Amrumer Schülern einen Platz garantieren, wenn diese die Anforderungen an den Notenschnitt erfüllen.
Für die Erwachsenenbildung bietet die im September 1977 gegründete Amrumer Volkshochschule Kurse an. Dafür nutzt sie die Räume der Öömrang-Skuul für ihr Kursangebot. Träger der Einrichtung ist ein 80 Mitglieder starker Verein. Öffentliche Büchereien gibt es in den Räumen der AmrumTouristik Norddorf und in der Öömrang-Skuul. Das Jugendzentrum (JUZ) befindet sich am Ortseingang von Nebel auf dem Gelände des Sportplatzes gegenüber der Windmühle. Träger ist der Verein zur Förderung eines Jugendzentrums auf Amrum. Er wird vom Kreis Nordfriesland gefördert, der die Personalkosten für das Jugendzentrum trägt.

### Medien
Als vom Tourismus geprägte Insel sind auf Amrum alle gängigen Zeitungen und Zeitschriften erhältlich. Alle Printmedien werden morgens mit der ersten Fähre von Dagebüll auf die Insel gebracht. Die örtliche Tageszeitung heißt Der Insel-Bote. Er berichtet über das lokale Geschehen auf Föhr, Amrum und den Halligen. Vorgänger des Blattes waren die Zeitung Westsee Inseln, die erstmals 1870 erschien. 1880 wurde der „Insel-Bote“ gegründet und 1954 in den Flensburger Zeitungsverlag integriert. Die AmrumTouristik ist der Herausgeber mehrerer Publikationen: Amrum Aktuell ist der wöchentlich erscheinende Veranstaltungskalender der Insel. Die Jahresauflage wird mit 250.000 Stück angegeben wird. Der kleine Amrumer ist ein jährlich erscheinendes Magazin. Die Beiträge widmen sich kulturhistorischen Themen, Geschichten aus dem Alltag oder berichten über die Natur der Insel. Der Kleine Amrumer erscheint in einer Auflage von 35.000 Stück. AmrumNews ist die offizielle Online-Zeitung der Nordseeinsel Amrum mit tagesaktuellen Meldungen.
Der FriiskFunk sendet seit dem 25. September 2010 wochentags morgens über den Offenen Kanal Westküste eine Radiosendung in Nordfriesischer Sprache, inzwischen jeweils zw. 8 und 10 Uhr sowie am Nachmittag. Die Produktion der friesischsprachigen Beiträge wird finanziert von der Ferring Stiftung und vom Friesenrat. Das Radiostudio ist in den Gebäuden der Ferring Stiftung in Alkersum eingerichtet, wo die Sendungen in Zusammenarbeit mit dem Offenen Kanal Schleswig-Holstein produziert werden. Regelmäßig ist auch das Schulradio „Strandgut“ der Öömrang Skuul auf Sendung. Das Programm wird ebenfalls über den Offenen Kanal Westküste übertragen. Der offene Kanal betreibt dafür das Außenstudio Nebel/Amrum in der Öömrang Skuul, das auch den Bewohnern von Amrum zur Verfügung steht. Seit 2006 betreibt Arjan Kölzow sein „Radio Öömrang“, das jährlich immer nur zum Biikebrennen am 21. Februar auf Sendung ist. Das Programm wird über Kurzwelle ausgestrahlt und ist damit weltweit empfangbar. Die Sendung auf Friesisch und Englisch richtet sich an Auswanderer und deren Nachkommen.

### Gesundheitsversorgung

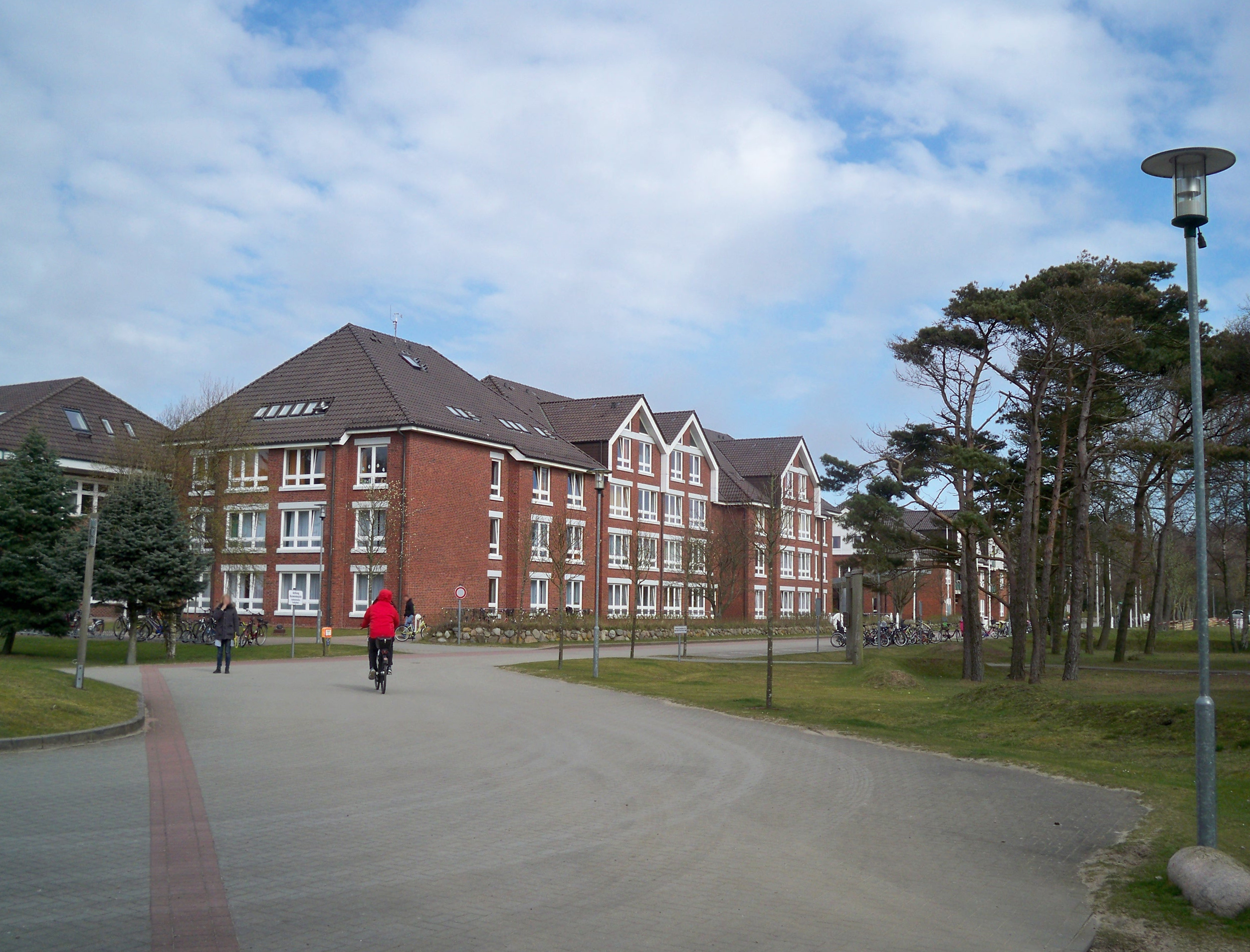
Eine Kurklinik in Nebel

Die medizinische Versorgung wird durch ein kommunales Medizinisches Versorgungszentrum (MVZ), je einen niedergelassenen Privat- und Zahnarzt und zwei Apotheken sichergestellt. Die Rettungswache auf Amrum deckt mit ihren beiden Rettungsfahrzeugen die gesamte Insel ab und unterstützt im Bedarfsfall die Besatzung des DGzRS-Seenotrettungskreuzers medizinisch. Die notfallmedizinische Betreuung stellen zwei auf der Insel arbeitende und lebende Fachärzte für Anästhesie und Allgemeinmedizin sicher. Die Fahrzeuge der Rettungswache sind allradgetrieben und somit in der Lage, auch Einsätze auf den sandigen Bereichen der Insel wahrzunehmen.
Ein Krankenhaus gibt es auf Amrum nicht, sondern nur auf Sylt, dem Festland sowie auf der Nachbarinsel Föhr. Da auch die dortige Inselklinik Föhr-Amrum nicht mehr über eine Geburtenstation verfügt, müssen Geburten seither auf dem Festland, zum Beispiel in der Klinik Husum, erfolgen.
Daneben existieren auf der Insel zahlreiche Rehabilitationseinrichtungen mit den Behandlungsschwerpunkten Haut- und Stoffwechselerkrankungen, Erkrankungen der Atmungsorgane, Ernährungsstörungen und mehrere Mutter/Vater & Kind-Kurkliniken.
Müssen Insulaner oder Gäste in ein Krankenhaus auf dem Festland oder auf der Nachbarinsel Föhr transportiert werden, ist der Transfer per Hubschrauber am schnellsten. Der am Standort Niebüll stationierte Hubschrauber benötigt für den Flug nach Amrum etwa 10 Minuten. In Rendsburg ist ein Hubschrauber stationiert, der auch über eine Nachtflugerlaubnis verfügt. Von dort beträgt die Flugzeit etwa 35 Minuten. Allerdings kann die Insel von den Rettungshubschraubern witterungsbedingt an etwa 150 Tagen/Nächten im Jahr nicht angeflogen werden. In diesen Fällen kann auf die Bundeswehr zurückgegriffen werden, mit dem „SAR 10“ der Marine ist auf Helgoland ein Mehrzweckhubschrauber vom Typ „NH90 NTH Sea Lion“ stationiert. Die Flugzeit nach Amrum beträgt etwa eine Stunde. Transporte per Krankenwagen sind dagegen aufgrund der Fährverbindungen nur eingeschränkt möglich. Auch die Deutsche Gesellschaft zur Rettung Schiffbrüchiger (DGzRS) führt Krankentransporte durch. Die Fahrzeit nach Föhr beträgt abhängig vom Wasserstand etwa 40 Minuten. Bis ans Festland braucht der Seenotrettungskreuzer etwa eine Stunde. Hinzu kommt noch der Landweg von den jeweiligen Schiffsanlegern ins Zielkrankenhaus.

### Windkraftanlagen
Auf der Insel gibt es, im Gegensatz zum schleswig-holsteinischen Festland (und einer Anlage auf der Nachbarinsel Föhr), keine Windkraftanlagen. Der Offshore-Windpark Amrumbank West wurde mit 80 Anlagen etwa 36 km südlich von Amrum errichtet, der Offshore-Windpark Nordsee Ost mit 48 Anlagen etwa 30 Kilometer westlich der Insel. Beide liegen außerhalb des Sichtfeldes, sind jedoch manchmal als Luftspiegelung zu sehen.

### Ver- und Entsorgung
Amrum wird über zwei 4,5 Kilometer lange Seekabel von Föhr aus mit Strom versorgt. Die Nachbarinsel selbst ist über Emmelsbüll-Horsbüll mit drei jeweils neun Kilometer langen Seekabeln an das Stromnetz auf dem Festland angeschlossen. Die Leitung nach Norddorf auf Amrum ist doppelt ausgelegt, damit auch beim Ausfall eines Seekabels die Versorgung sichergestellt ist. Seit er 2010 auf der Nachbarinsel Föhr am Umspannwerk Utersum einen eigenen Transformator für Amrum aufstellen ließ, kann der Netzbetreiber Schleswig-Holstein Netz die Stromnetze beider Eilande getrennt betreiben. Schäden in einem Inselstromnetz haben seither keine Auswirkungen auf das Netz der anderen Insel. Die Schleswig-Holstein Netz AG betreibt auch die vier Kilometer lange Gasleitung von Föhr nach Amrum sowie die zehn Kilometer lange Gasleitung von Emmelsbüll-Horsbüll nach Föhr, über die die Inseln mit dem Brennstoff versorgt werden. Heizöl und andere Brennstoffe werden über den Frachthafen Steenodde angeliefert.
Amrum liegt auf einer Süßwasserlinse, aus der es sein Trinkwasser bezieht. Der Tagesverbrauch ist stark schwankend. Im Winter werden auf der Insel täglich etwa 600–700 Kubikmeter verbraucht. Im Sommer sind es zwischen 1800 und 2100 m³. Die Versorgungsbetriebe Amrum unterhalten seit 1975 das für die Versorgung zuständige Wasserwerk in Nebel-Westerheide. Es verfügt über fünf etwa 40 bis 50 Meter tiefe Brunnen, über die das Wasser gefördert wird, drei Kessel, in denen das Brunnenwasser über Kalkstein filtriert wird, sowie zwei 800.000-Liter-Bassins, die Trinkwasser vorhalten. Damit ist der Tagesverbrauch in der Nebensaison auch dann gesichert, wenn die Pumpen der Brunnen ausfallen. Die Haushalte in Norddorf versorgten sich noch bis 2006 über Brunnen selbst mit Trinkwasser, ehe auch die Gemeinde an die zentrale Trinkwasserversorgung angeschlossen wurde.
Das Abwasserkanalnetz der Insel ist insgesamt etwa 27 Kilometer lang. Sie führen in die beiden Kläranlagen in Wittdün und Nebel. Auch dort gibt es Probleme mit der stark schwankenden Menge des Abwassers. Im Winter kommt dort so wenig Abwasser an, dass die Anlagen nicht ausgelastet werden können und nicht immer genug Nährstoff für eine optimale Reinigung mitführen. Die Müllabfuhr wird von einem privaten Unternehmen durchgeführt. Der Abfall wird über die Sammelstation im Gewerbegebiet Süddorf zum Festland transportiert.

### Ansässige Unternehmen und Behörden
Mit etwa 160 Arbeitsplätzen ist die Satteldüne, eine von der Deutschen Rentenversicherung Nord betriebene Fachklinik für Kinder und Jugendliche, größter Arbeitgeber der Insel.
Die Versorgungsbetriebe Amrum betreiben das Wasserwerk, die einzige Tankstelle der Insel, die beiden kommunalen Häfen in Wittdün und Steenodde und die beiden Kläranlagen Wittdün und Nebel.
Die Wyker Dampfschiffs-Reederei Föhr-Amrum W.D.R. verbindet Amrum durch einen regelmäßigen und ganzjährigen Linienverkehr mit Föhr und dem Festland und betreibt den öffentlichen Busverkehr auf Amrum und auf Föhr.
Das Wasserstraßen- und Schifffahrtsamt Elbe-Nordsee unterhält auf Amrum im Seezeichenhafen einen Außenbezirk für die Instandhaltung u. a. der Tonnen und Leuchttonnen. Dieser besteht aus Verwaltungsgebäude, Tonnen- und Strahlhalle, Tischlerei, Schlosserei, Magazin und Lager. Auch der Tonnenleger Amrumbank ist hier stationiert. Die Zuständigkeit des Außenbezirkes Amrum reicht südlich bis zur Halbinsel Eiderstedt und nördlich bis zur deutsch-dänischen Grenze. Seeseitig umfasst sie das Küstenmeer bis zur 12-Seemeilen-Grenze, und auf der Wattseite wird sie durch das Festland begrenzt. Im Bereich des Außenbezirks liegen etwa 320 km betonntes Fahrwasser, 327 schwimmende Schifffahrtszeichen (Seetonnen), 49 solarbetriebene Leuchttonnen an wichtigen Stellen sowie 15 landgestützte Leuchtfeuer. Zudem werden jährlich über 1200 Stangenschifffahrtszeichen für die Wattfahrwasser gesteckt. Zudem ist der Außenbezirk für den Hafen in Hörnum zuständig.
Auf der Insel gibt es zahlreiche Einzelhandels- und gastronomische Betriebe, darunter auch eine Jugendherberge in Wittdün.

## Auf Amrum geborene Persönlichkeiten
- Oluf Jensen (1672–1750), Seefahrer, Vater von Hark Olufs
- Hark Olufs (1708–1754), Seefahrer
- Lorenz Friedrich Mechlenburg (1799–1875), Pastor und Sprachforscher
- Heidrun Hesse (1951–2007), Philosophin
- Knut Jungbohn Clement (1803–1873), Schriftsteller
- Georg Quedens (* 1934), Schriftsteller, Fotograf, Heimat- und Naturforscher
- Carsten Pörksen (* 1944), Politiker

## Filme
Auf Amrum wurden zahlreiche Kino- und Fernsehfilme ganz oder teilweise gedreht, beispielsweise Nesthäkchen, Mörder auf Amrum, Die Pferdeinsel und die Kinofilme Sommer sowie Amrum.